# Attentats du 13 novembre 2015 en France
Pour les articles homonymes, voir Treize-Novembre.
Les attentats du vendredi 13 novembre 2015 en France sont une série de fusillades et d'attaques-suicides perpétrées dans la soirée à Paris et dans sa périphérie par trois commandos islamistes distincts et revendiquées par l'organisation terroriste État islamique (Daech). Le bilan des victimes fait état de 130 morts et de 413 blessés hospitalisés, dont 99 en situation d'urgence absolue. Ces attentats sont les plus meurtriers perpétrés en France et les deuxièmes en Europe (hors attentats aériens), après les 191 morts des attentats de Madrid du 11 mars 2004, ou troisièmes si l’on prend en compte les 143 morts de l'attentat du Crocus City Hall à Moscou.
Une première attaque a lieu à Saint-Denis, aux abords du Stade de France, où se joue un match amical de football France-Allemagne. Le personnel de sécurité leur refusant de pénétrer dans l'enceinte du stade, trois terroristes se font exploser dans ce qui constitue les tout premiers attentats-suicides en France. D'autres attaques ont ensuite lieu à Paris, dans plusieurs rues des 10e et 11e arrondissements, où trois individus mitraillent des terrasses de cafés et de restaurants . L'attaque la plus longue et la plus meurtrière, qui fait 90 morts et de nombreux blessés, a lieu dans la salle de spectacle du Bataclan (également dans le 11e), où environ 1 500 personnes assistent au concert du groupe américain de rock Eagles of Death Metal et où trois autres djihadistes ouvrent le feu sur le public, avant que les forces de l'ordre ne donnent l'assaut et abattent les terroristes.
« C'est un acte de guerre commis par une armée terroriste, Daech », déclare le président François Hollande la nuit des attentats. La gravité de la situation est telle que le gouvernement décrète l'état d'urgence sur tout le territoire national, une première depuis le putsch d'Alger de 1958. La police et la gendarmerie effectuent de nombreux contrôles dans tout le pays pour traquer les criminels en fuite et prévenir de futures attaques, tandis que le président de la République rencontre tour à tour les grands dirigeants mondiaux afin de tenter de mettre sur pied une coalition élargie pour « détruire Daech » dans ses fiefs de Syrie et d'Irak. Le Belgo-Marocain Abdelhamid Abaaoud, qui selon les autorités françaises joue un « rôle déterminant » dans l'organisation de ces attentats, est tué en même temps que deux complices le 18 novembre 2015, lors d'un assaut donné par les forces de police à Saint-Denis. À la suite de ces attentats liés à la Belgique et en raison du risque de 
nouvelles attaques, les autorités belges placent Bruxelles en état d'alerte maximale du 21 au 26 novembre 2015. L'unique survivant des commandos responsables de ces attaques, Salah Abdeslam, est capturé par la police belge dans la commune bruxelloise de Molenbeek-Saint-Jean le 18 mars 2016, après quatre mois de fuite.
La même cellule terroriste franco-belge, constituée autour d'Abdelhamid Abaaoud et dirigée depuis Raqqa, coordonne les attentats déjoués à Verviers en janvier 2015, la tentative d'attentat du train Thalys le 21 août 2015 et les attentats du 22 mars 2016 à Bruxelles. Ces attentats s'inscrivent ainsi dans une campagne de l'État islamique visant à multiplier les attaques en Europe, son porte-parole al-Adnani ayant appelé dès septembre 2014 à viser plus particulièrement la France. Présentés comme une vengeance vis-à-vis des frappes aériennes de la coalition internationale, les attentats viseraient aussi un but stratégique fixé par Abou Moussab al-Souri, à savoir provoquer des affrontements communautaires et une montée du racisme en Europe, afin de favoriser le recrutement de djihadistes pour l'organisation.
Dix-huit accusés sont jugés à Paris à partir du 8 septembre 2021. Le 29 juin 2022, la plus grande audience criminelle jamais organisée en France livre son verdict. Les vingt peines vont de deux ans de prison à la perpétuité incompressible, cette dernière est appliquée à Salah Abdeslam ainsi qu'à cinq terroristes présumés morts.

## Contexte

### Terrorisme en France et à l'étranger
En janvier 2015, les frères Kouachi et Amedy Coulibaly, qui se réclament respectivement d'Al-Qaïda au Yémen et de l'État islamique, commettent une série d'attentats et d’autres actes criminels — de l'attaque contre Charlie Hebdo à la prise d'otages dans le magasin Hyper Cacher de la porte de Vincennes — faisant dix-sept morts.
D'autres attentats ont suivi : en avril 2015, Sid Ahmed Ghlam échoue dans son projet d'attentat, mais tue néanmoins Aurélie Châtelain à Villejuif (Val-de-Marne). Le 26 juin, Yassin Salhi étrangle et décapite son patron, puis tente de faire exploser une usine de production de gaz industriels et médicaux de Saint-Quentin-Fallavier (Isère). Le 13 juillet, quatre jeunes de 16 à 23 ans, dont un ancien militaire, sont soupçonnés de projeter une attaque contre le camp militaire du fort Béar, à Port-Vendres (Pyrénées-Orientales), et de vouloir filmer la décapitation d'un officier. Un attentat dans un train Thalys, le 21 août, aurait pu avoir des conséquences bien plus graves sans l'intervention de voyageurs. Enfin, le 29 octobre, un autre projet d'attaque visant des militaires de la Marine nationale à Toulon (Var) est déjoué.
La France n'est pas la seule touchée. Les 14 et 15 février 2015, les fusillades de Copenhague tuent deux personnes, et, en mars et en juin en Tunisie, l'attaque du musée du Bardo et l'attentat de Sousse, revendiqués par l'organisation État islamique (EI), en tuent respectivement vingt-deux et trente-neuf. Le Premier ministre du Royaume-Uni David Cameron annonce en septembre qu'un attentat de l'EI visant Élisabeth II a été déjoué.
La Belgique est également particulièrement touchée par le terrorisme. Le premier attentat commis par l'organisation État islamique en Occident est perpétré le 24 mai 2014 au musée juif de Bruxelles, causant la mort de quatre personnes. Après les attentats de janvier, le pays a mis en place l'opération Vigilant Guardian sur le modèle de l'opération Sentinelle. De plus, la filière belge est citée dans la plupart des attentats récents perpétrés ou déjoués en France et en Europe. Les armes utilisées par les terroristes pour commettre la plupart de ces actes ont été achetées ou obtenues en Belgique. Enfin, des attentats visant des commissariats de police ont été déjoués de justesse notamment l'élimination de la cellule terroriste dite « de Verviers » ou encore la nuit du Nouvel An. Dans le cadre des vagues de perquisitions conduites dans le pays à la suite des attentats du 13 novembre, la police a découvert que des djihadistes présumés espionnaient un haut responsable nucléaire, ce qui a poussé les autorités à craindre des attaques contre des centrales nucléaires. La Belgique est même qualifiée par certains médias de « plaque tournante » du terrorisme en Europe. En effet, le pays est, en Europe, celui qui compte le plus grand nombre de personnes parties combattre en Syrie ou en Irak, proportionnellement à sa population. Le pays, très proche de la France, fait face à une menace terroriste parmi les plus fortes d'Europe,,,. Le 22 mars 2016, sa capitale Bruxelles est frappée par une série d'attentats-suicides à l'aéroport et dans une rame de métro à la station Maelbeek — très proche des institutions européennes —, faisant 35 morts et 340 blessés.
À la suite de l'attentat du Thalys en août déjoué in extremis, François Hollande déclare : « Nous devons nous préparer à d'autres assauts et donc nous protéger. » Plusieurs semaines avant les attentats, le juge du pôle antiterroriste Marc Trévidic prévenait également : « Les jours les plus sombres sont devant nous […] Le terrorisme est une surenchère ; il faut toujours aller plus loin, frapper plus fort. Et puis, il reste le « prix Goncourt du terrorisme » à atteindre, et je fais là référence aux attentats du 11 septembre 2001 contre les tours du World Trade Center. Je n'imagine pas un instant qu'un homme tel qu'Abou Bakr al-Baghdadi et son armée vont se satisfaire longtemps d'opérations extérieures de peu d'envergure. Ils sont en train de penser à quelque chose de bien plus large, visant en tout premier lieu l'Hexagone. »

#### La France, un pays devenu cible
Les attentats de novembre 2015 sont inspirés par le djihadiste Abou Moussab al-Souri qui dans son « appel à la résistance islamique mondiale » recommandait dès 2005 de commettre des attaques terroristes en Europe via la jeunesse musulmane immigrée afin d'« enclencher la dislocation finale de l'Occident, préalable au triomphe mondial de l'islamisme ». Selon lui, des attentats répétés engendreraient une réaction hostile à l'islam, qui pousserait en réaction les musulmans de France à rejoindre leurs rangs.
Alors qu'au début du millénaire la France n'était pas une cible des djihadistes du Moyen-Orient, notamment de par son refus de cautionner l'attaque américaine de l'Irak en 2003, la tonalité change progressivement entre le vote de la loi sur les signes religieux dans les écoles en 2004 et celui de l'interdiction du port du voile intégral en 2010. Le jet d'une grenade lacrymogène à proximité de la mosquée Bilal à Clichy-sous-Bois attise les émeutes de 2005, puis la republication l'année suivante par Charlie Hebdo des caricatures de Mahomet fait de la France une nouvelle cible des djihadistes, bien que les projets d'attentats ne parviennent pas à se concrétiser. Aussi, le 11 mai 2006, le théologien en chef d'Al-Qaïda Abou Yahya al-Libi exhorte à frapper trois pays européens où ces caricatures sont republiées, dont la France. Élu président de la République en 2007, Nicolas Sarkozy finit d'aligner la France sur les États-Unis en procédant au retour de la France dans le commandement militaire intégré  de l'OTAN et en renforçant le contingent français en Afghanistan.
Le 22 février 2009, au Caire, un groupe de jeunes touristes français est visé par un attentat à la bombe, faisant quinze blessés et une morte, âgée de 17 ans. Au cours de l'enquête, des interpellations (dont celle du belge Farouk Ben Abbes)  par les autorités égyptiennes aboutissent à l'information selon laquelle la France était visée par des projets d'attentat au Bataclan. Cette menace était liée au fait que les propriétaires juifs de la salle de spectacle avaient prévu, en janvier 2009, d'organiser un gala de soutien à l'Armée israélienne, comme en 2007 et 2008.

### Dispositifs antiterroristes
- Depuis le 8 janvier 2015, le plan Vigipirate était placé au niveau « alerte attentat » en Île-de-France, sur décision du Premier ministre.
- Depuis le 12 janvier 2015, le président de la République, chef des armées, déploie à l'échelle nationale l'opération Sentinelle (toujours en cours), pour faire face à la menace terroriste et protéger les points sensibles du territoire.

À la suite des attentats, la loi du 24 juillet 2015 relative au renseignement est votée, élargissant l'arsenal de mesures antiterroristes dont dispose l'État, notamment en matière de surveillance des communications.

### Politique extérieure

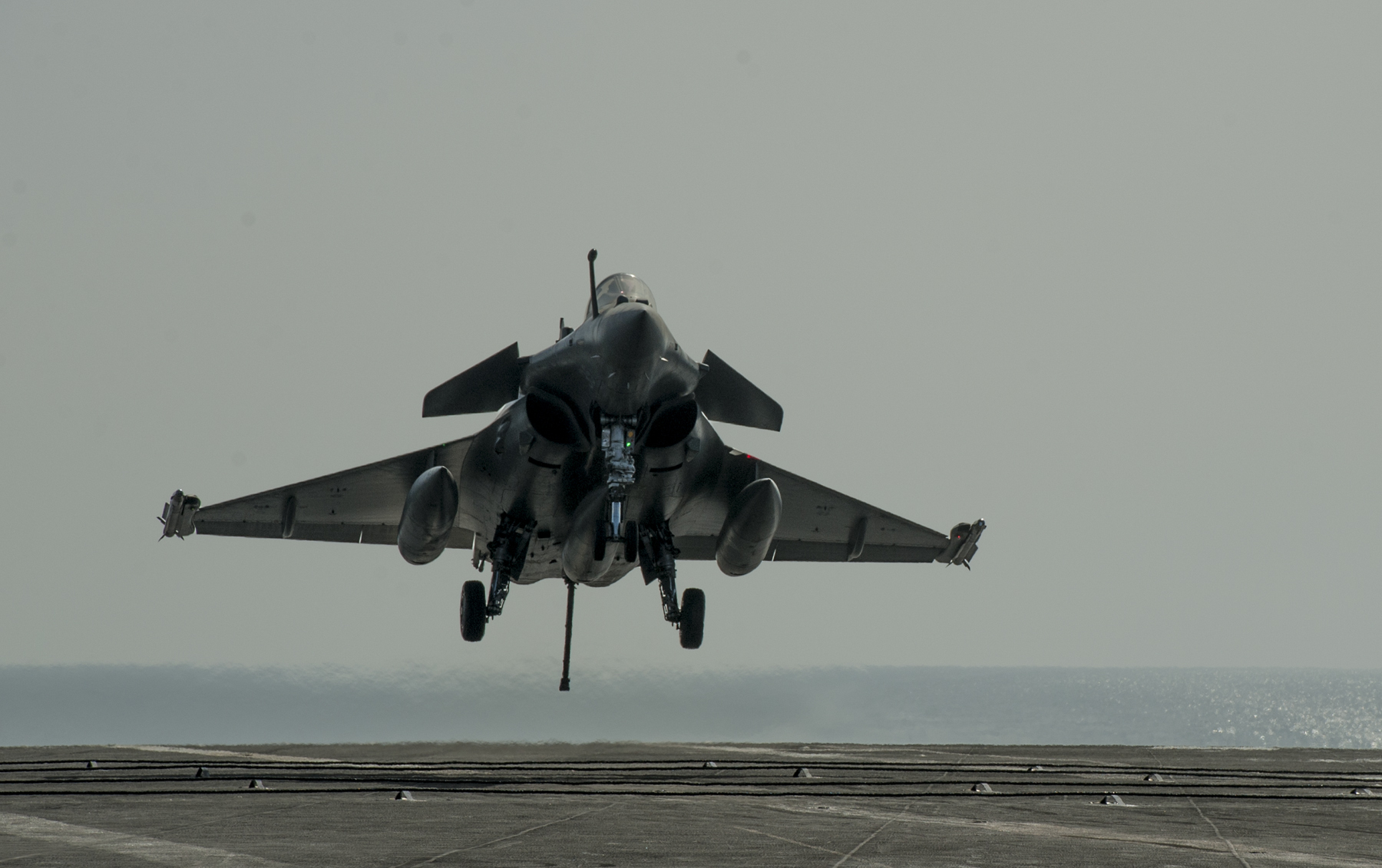
Un Rafale français engagé dans l'opération Chammal appontant sur le porte-avions américain, le 3 mars 2015.

En 2014, au cours des guerres civiles en Syrie et en Irak, l'État islamique prend le contrôle de larges territoires dans ces deux pays. En août, les massacres de Sinjar dans le Kurdistan irakien provoque une intervention militaire des pays occidentaux. Une coalition se forme et lance une campagne de frappes aériennes contre l'EI ; en Irak à partir du 8 août 2014, puis en Syrie le 22 septembre 2014,. La France, de son côté, intervient au sein de cette coalition en menant l'opération Chammal, d'abord en Irak le 19 septembre 2014, puis en Syrie le 27 septembre 2015,.
Avec le début des frappes aériennes de la coalition internationale, l'État islamique passe d'une logique de « djihad régional » — focalisé à la lutte contre les États de la région — à une logique de « djihad global », en se déclarant en lutte contre le reste du monde et en particulier contre l'Occident,,. Alors que l'État islamique n'avait jusque-là jamais menacé l'Europe, le 22 septembre 2014 Abou Mohammed al-Adnani, porte-parole de l'État islamique, publie un message où il appelle au meurtre des citoyens des pays de la Coalition, « surtout les méchants et impurs Français »,,.
Dans la journée du 13 novembre, avant les attentats, la France rétablit des contrôles aléatoires à ses frontières métropolitaines, dans le cadre des mesures de sécurité prévues pour la Conférence de Paris sur le climat (COP 21) qui doit s'ouvrir le 30 novembre au parc des expositions de Paris-Le Bourget.
Le 18 novembre 2015, le porte-avions français Charles de Gaulle quitte son port d'attache de Toulon en direction de l'est de la mer Méditerranée afin de soutenir les opérations de bombardement menés par la coalition internationale. Cette décision avait été prise avant les attentats de novembre, mais est accélérée par ces événements. Ces avions sont opérationnels à partir du lundi 23 novembre 2015, et entrent en action sur des sites en Syrie et aussi en Irak.

### Contexte extérieur
Plusieurs spécialistes signalent que la concurrence pour le « djihad mondial » entre Al-Qaïda et l'État islamique est de plus en plus importante, au bénéfice de la seconde organisation. Des individus se réclamant de l'État islamique commettent au moins cinq attentats dans le monde occidental depuis 2014, cependant ils ne sont pas tous officiellement revendiqués par l'État islamique :
- l'attentat du musée juif de Belgique, le 24 mai 2014 ;
- la fusillade d'Ottawa, au Canada, le 22 octobre 2014 ;
- la prise d'otages de Sydney, les 14 et 15 décembre 2014 ;
- la prise d'otages du magasin Hyper Cacher de la porte de Vincennes, en France, le 9 janvier 2015 ;
- les fusillades de Copenhague au Danemark, les 14 et 15 février 2015.

Le 31 octobre, un avion russe s'écrase au Sinaï peu après le décollage. L'État islamique en revendique la destruction. Les constatations techniques confortent l'hypothèse d'une destruction brutale par une explosion interne. Après maintes tergiversations, la Russie admet le 17 novembre 2015 au matin qu'il s'agissait d'un attentat à la bombe, sans préciser la responsabilité de l'État islamique. Elle intensifie les attaques en Syrie à Raqqa, fief de l'État islamique.
Le 12 novembre, l'État islamique revendique un double attentat contre un quartier chiite de Beyrouth (bilan : quarante-trois morts et deux cent trente-neuf blessés). Un bourreau de l'organisation, Jihadi John, est tué le même jour par un drone américain. Le 13 novembre, l'État islamique est bouté hors de Sinjar (Irak) par les combattants kurdes. La série d'attentats du 13 novembre a lieu la veille d'une conférence internationale sur la Syrie et du G20 2015.
Plusieurs autres attentats ont lieu dans les semaines suivantes : à l’hôtel Radisson Blu de Bamako (20 novembre, 22 morts, revendiqué par Al-Mourabitoune), contre la police en Tunisie (24 novembre, douze morts, revendiqué par l’EI), triple-attentat au Tchad (5 décembre, 27 morts, revendiqué par Boko Haram), etc. Un autre aurait été déjoué en décembre à Orléans (Loiret).
Durant le week-end du 21 au 22 novembre, la région de Bruxelles-Capitale passe en alerte maximale, avec métro, musées et magasins fermés et forces de l'ordre massivement déployées, blindés et forces armées dans les rues, les autorités craignent une menace « imminente ». Cet état de siège se prolonge le lundi suivant où le métro et toutes les écoles et universités de la capitale restent fermés. Les établissements d'enseignement et le métro rouvrent progressivement à partir du mercredi. Le 22 mars 2016, Bruxelles est frappée par une vague d'attentats-suicides à l'aéroport de Bruxelles ainsi que dans le métro causant la mort de 35 personnes et blessant 340 autres.

### Crise migratoire

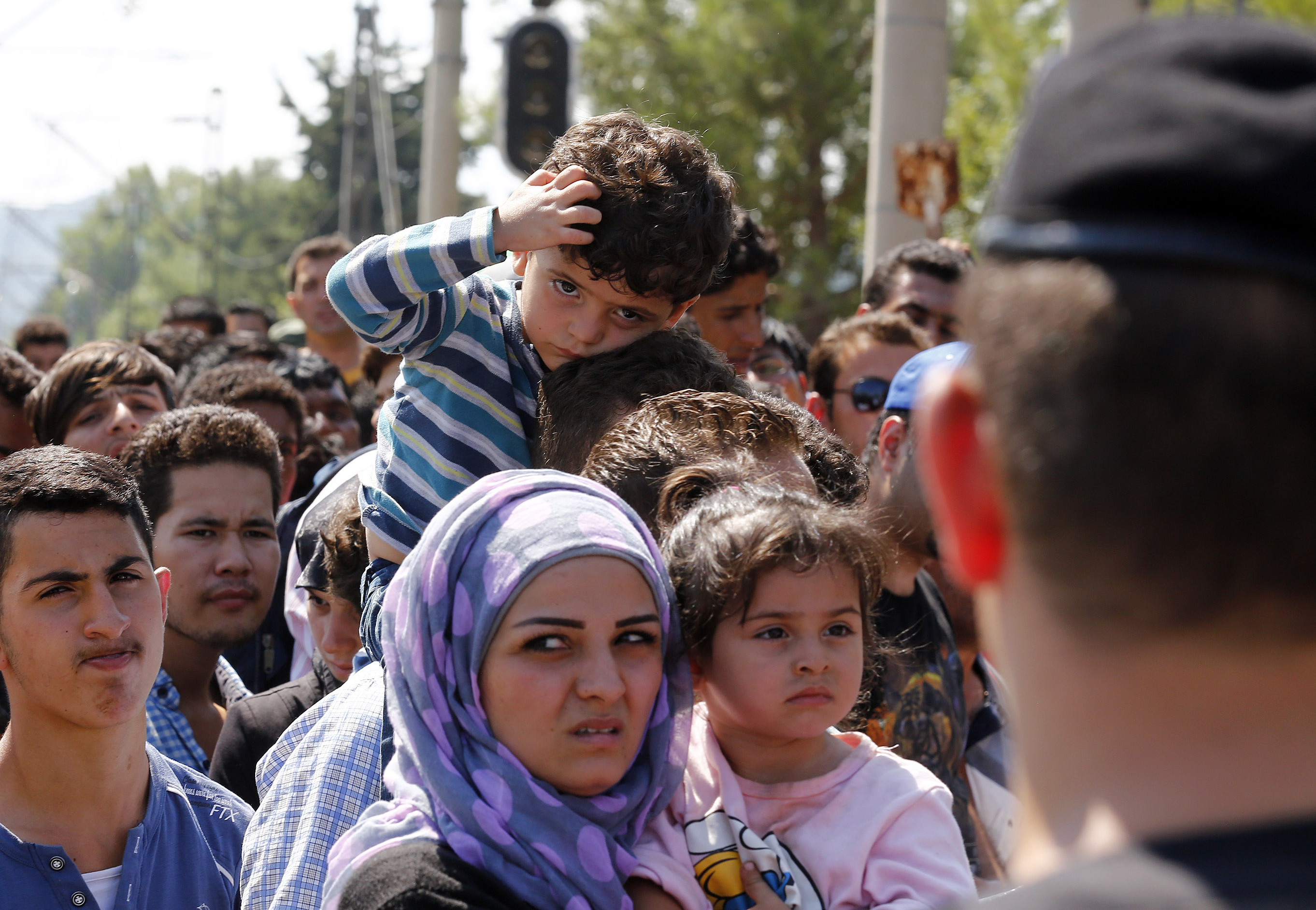
Demandeurs d'asile près de la frontière entre la Grèce et la Macédoine, le 24 août 2015.

L'Europe est touchée par une crise migratoire de grande ampleur, provoquée par la chute du régime de Kadhafi en Libye — lequel contrôlait l'accès à la mer Méditerranée — et aggravée par la guerre civile en Syrie. À partir de l'été 2015, des centaines de milliers d'extra-européens, dont un flux important de Syriens issus des camps de réfugiés turcs, arrivent dans l'espace Schengen, pénétrant, pays par pays, vers l'Europe du Nord-Ouest, en particulier l'Allemagne, afin d'y demander asile. Ils progressent à pied et par les moyens de transports fournis par divers États et ONG, qui distribuent également des vivres.
Une vive polémique déchire à l'automne 2015 les démocraties européennes quant aux causes de cette immigration, aux actions des différents gouvernements et à leurs responsabilités. Pressé sur la question de savoir si l'État islamique pourrait profiter de l'opportunité, Bernard Cazeneuve, ministre français de l'Intérieur, affirme sur Europe 1 le 13 septembre : « Je ne peux pas exclure que des terroristes profitent de ces flux de réfugiés pour venir en Europe. Ce n'est pas le cas pour l'instant. » Le 19 novembre 2015, il déclare que des auteurs des attentats « ont profité de la crise des réfugiés, notamment au moment de ce chaos, peut-être, pour certains d'entre eux, se glisser ».
Des fausses informations évoquent des migrants se réclamant de l'État islamique, en s'appuyant sur une photographie détournée, tirée en réalité d'une manifestation islamiste de 2012 à Solingen. D'abord massivement rejetée par les médias (France Télévisions, La Libre Belgique, etc.) et qualifiée de « propagande », de « fantasme », de « mythe » ou de « rumeurs »,, l'hypothèse que certains terroristes auraient profité de la crise migratoire pour s'y dissimuler est progressivement envisagée. Le directeur du Centre français de recherches sur le renseignement Éric Denécé déclare : « Il ne faut pas exagérer la rumeur d'infiltration de terroristes parmi les réfugiés, car elle peut être utilisée par les anti-migrants, qui veulent que l'Europe se barricade en disant que seuls des islamos vont entrer, mais on ne peut être sûr qu'il n'y en a pas du tout ». Le phénomène est attesté, bien qu'à un pourcentage « infinitésimal » selon Boris Thiolay de L'Express. Pour Dominique Thomas, spécialiste des mouvements salafistes et djihadistes, « la crise des migrants a constitué un effet d'aubaine pour l'État islamique. Il ne s'agit pas d'une démarche extrêmement planifiée, mais plutôt d'un opportunisme. L'utilisation des routes migratoires permet à des djihadistes de toutes nationalités de se fondre dans la masse. Mais il faut garder à l'esprit que ces hommes n'agissent pas seuls : arrivés en Europe, ils s'appuient sur un réseau local qui connaît les lieux ciblés et effectue les repérages ».

## Préparatifs
Les attentats sont planifiés à Raqqa en Syrie par l'Amn al-Kharji, la branche de l'Amniyat, le service de renseignement de l'État islamique, chargée des opérations terroristes en dehors des territoires contrôlés par le califat. L'opération est montée sous le patronage d'Abou Mohammed al-Adnani et de son adjoint Abou al-Bara al-Iraki. Elle est supervisée par Oussama Atar, chef de l'Amn al-Kharji, et par Boubaker El Hakim. Abou Lôqman, le chef de l'Amniyat, semble également y avoir été associé. Sur le terrain, le commando est dirigé par Abdelhamid Abaaoud. D'autres responsabilités sont déléguées : Abou Walid al-Souri, responsable de la formation des forces spéciales, est chargé de l'entraînement du commando ; Abou Mahmoud al-Chami, artificier de l'Amn al-Kharji, est chargé de la vérification des explosifs ; Abou Maryam al-Iraki, est chargé du transfert des membres du commando vers la Turquie.
L'enquête initiée après les attentats permet de rassembler des éléments sur la préparation des attaques. Il en ressort que les préparatifs se sont étendus sur plusieurs mois. Début septembre, deux appartements « conspiratifs » sont loués en Belgique. Dans l'un d'eux, des traces de l'explosif utilisé dans les ceintures explosives des terroristes sont retrouvées. Le 9 septembre, Salah Abdeslam est contrôlé à la frontière austro-hongroise en provenance de Budapest. Il se trouve en compagnie de Mohamed Belkaïd et Najim Laachraoui, munis de deux fausses cartes d'identité belges au nom de Samir Bouzid et Soufiane Kayal. Ces deux hommes, soupçonnés d'avoir ensuite coordonné les attaques depuis Bruxelles le 13 novembre, mourront à Bruxelles en mars 2016 dans le cadre de la traque de Salah Abdeslam et de l'attentat à l'aéroport international de Bruxelles. Le 5 octobre, une autre maison est louée en Belgique par l'équipe chargée de préparer les attentats. Les trois voitures utilisées par les commandos du 13 novembre sont louées quelques jours avant le début des opérations en Belgique. Les 10 et 11 novembre, Salah Abdeslam est repéré par deux fois à bord de l'un de ces véhicules, une Clio noire, sur des autoroutes françaises, entre Paris et la Belgique. Le 12 novembre, l'équipe de terroristes rejoint depuis Bruxelles son objectif parisien à bord des trois voitures, via Charleroi où le troisième véhicule rejoint les deux autres. Ils arrivent à Paris en début de soirée et se répartissent entre deux logements loués par les frères Abdeslam. Le commando du Bataclan loge à Alfortville, tandis que les équipes du Stade de France et des terrasses se rendent dans un pavillon de Bobigny. À 19 h 40, l'équipe du Bataclan se met en route pour sa destination à bord de la Polo. Les trois kamikazes du Stade de France conduits par Salah Abdeslam prennent le départ de Bobigny à bord de la Clio à 20 h 29, puis l'équipe des terrasses part dix minutes plus tard avec la Seat. Les attaques sont coordonnées depuis Bruxelles, possiblement par les deux individus contrôlés à la frontière austro-hongroise avec Salah Abdeslam. Les coordinateurs communiquent avec le commando du Bataclan et avec Abdelhamid Abaaoud le soir du 13 novembre. Les deux lignes utilisées sont géolocalisées au même endroit en Belgique.
Selon le journal néerlandais de Volkskrant, un Tunisien et un Suédo-Syrien, tous deux âgés de 23 ans, sont envoyés le 13 novembre 2015 à l'aéroport d'Amsterdam-Schiphol par Oussama Atar pour perpétrer un attentat parallèle. Leur projet échoue à se concrétiser pour une raison inconnue. Ils sont arrêtés en 2016 avec Salah Abdeslam.

## Déroulement
| Chronologie des attaques 13 novembre 2015 : - 19 h 40, – Départ de la Polo (troisième groupe) d'Alfortville vers le Bataclan. - 20 h 38, – Départ de la Seat (deuxième groupe) de Bobigny vers les terrasses des 10e et 11e arrondissements. - 21 h 17, ou 21 h 20, – Première attaque-suicide à l'explosif près du Stade de France. - 21 h 19, 21 h 21 ou 21 h 30, – Seconde attaque-suicide à l'explosif près du Stade de France. - 21 h 25 – Fusillade au carrefour des rues Bichat et Alibert. - 21 h 26 – Fusillade rue de la Fontaine-au-Roi. - 21 h 36 – Fusillade rue de Charonne. - 21 h 40 – Attaque-suicide à l'explosif boulevard Voltaire. - 21 h 40 – Trois hommes pénètrent dans le Bataclan et commencent à tirer. - 21 h 51 – Intervention de la BAC de nuit du Val-de-Marne aux abords du Bataclan. - 21 h 53 – Troisième attaque-suicide à l'explosif au Stade de France. - 22 heures – Prise d'otages au Bataclan. - 22 h 15 – La BRI et la BI pénètrent au Bataclan,. - 22 h 48 – Arrivée de l’équipe rapide d’intervention du RAID au Bataclan. 14 novembre 2015 : - 0 h 18 – La BRI donne l'assaut au premier étage où sont retranchés les terroristes, avec le RAID en renfort au rez-de-chaussée. - 0 h 58 – Le RAID et la BRI mettent fin à l'attaque du Bataclan. | Carte détaillée des attaques. |

Au fil des progrès de l'enquête dans les jours qui suivent les attentats, la chronologie des événements ainsi que les éléments relatifs à l'identité de leurs auteurs sont révélés à la presse par François Molins, procureur de Paris.
Les attaques, menées pratiquement au même moment, se déroulent le soir du 13 novembre et sont maîtrisées par les forces de l'ordre vers 1 h du matin le lendemain. La première se situe à Saint-Denis, au nord de Paris, les deux autres dans l'Est de Paris. Elles sont l'œuvre de trois équipes de trois hommes chacune équipées de dispositifs explosifs identiques et de fusils d'assaut de type Kalachnikov excepté le premier groupe.

### Stade de France
Vers 21 h 20, le premier commando entre en action près du Stade de France, pendant le match de football amical France-Allemagne, auquel assistent le président de la République française avec le ministre de l'Intérieur et le ministre allemand des Affaires étrangères Frank-Walter Steinmeier. Ce commando est composé de trois hommes : Ammar Ramadan Mansour Mohamad al-Sabaawi (originaire de Mossoul et âgé d'une vingtaine d'années) et Mohammad al-Mahmod, qui sont deux frères Irakiens ayant transité par la Grèce le 3 octobre 2015, ainsi que Bilal Hadfi, 20 ans, qui est un Français originaire de Neder-Over-Heembeek en Belgique. Aux abords du stade, après le début du match, quand les lieux sont relativement peu fréquentés, le premier des trois hommes actionne sa ceinture d'explosifs tuant Manuel Dias, suivi quelques minutes plus tard par le deuxième terroriste, tous deux avenue Jules-Rimet. La troisième explosion, rue de la Cokerie, survient une demi-heure plus tard. Les trois explosions font au total, outre les terroristes, un mort et une dizaine de blessés graves. Les trois hommes avaient l'intention de pénétrer dans le stade pour y perpétrer leurs actes mais ont échoué à quatre reprises,,. Compte tenu de l'armement dont ils disposaient, ils auraient pu causer des pertes beaucoup plus nombreuses.

### Rues de Paris (10eet11earrondissements)
À 21 h 25, le deuxième groupe de trois terroristes intervient dans plusieurs rues des 10e et 11e arrondissements. Plusieurs éléments permettent d'identifier Brahim Abdeslam, 31 ans, Chakib Akrouh, 25 ans, et Abdelhamid Abaaoud, 28 ans, djihadiste connu pour de nombreux actes terroristes en Syrie. Abaaoud est suspecté par la police d'être le principal organisateur des attentats et trouvera la mort cinq jours plus tard à Saint-Denis lors d'une opération de police. Se déplaçant à bord d'une Seat León de couleur noire immatriculée en Belgique, ils ouvrent le feu à trois reprises sur des personnes attablées à des terrasses de bars et de restaurants, en criant « Allahu akbar » et « C'est pour la Syrie ».
Après cette série d'attaques, qui cause la mort de trente-neuf personnes et fait trente-deux blessés graves, Brahim Abdeslam fait sauter sa ceinture d'explosifs dans un café du boulevard Voltaire, faisant deux blessés graves. Seule la charge arrière de sa ceinture explose, faisant de lui la seule victime mortelle de son action dans cet établissement. Ses deux complices disparaissent. La Seat sera retrouvée vingt-quatre heures plus tard à Montreuil, avec trois kalachnikovs, cinq chargeurs pleins et onze vides abandonnés à bord. Plus de 400 coups ont été tirés en 15 minutes et 116 cartouches de kalachnikov sont retrouvées sur les terrasses du Petit Cambodge et du Carillon.

### Théâtre du Bataclan

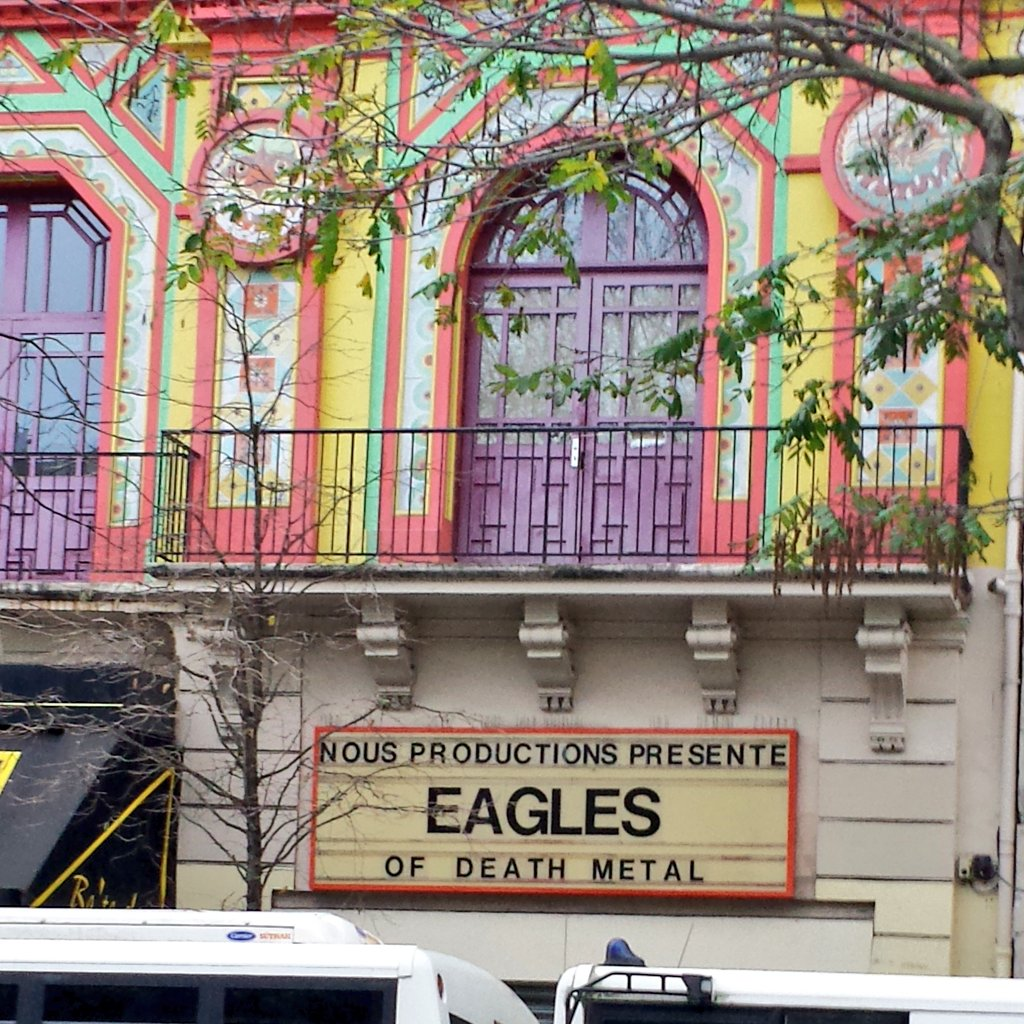
L'affiche du Bataclan à l'occasion du concert du 13 novembre 2015.

À 21 h 40, le troisième groupe (qui s'est déplacé à bord d'une Volkswagen Polo noire) arrive au théâtre du Bataclan (11e arrondissement), abat des personnes à l'extérieur du bâtiment, y pénètre et commence à tirer sur les spectateurs par rafales, en criant « Allahu akbar », « à tue-tête » selon Shawn London, l'ingénieur du son du groupe de rock Eagles Of Death Metal.
Le groupe d'assaillants est composé de trois Français : Foued Mohamed-Aggad, 23 ans, originaire de Wissembourg dans le Bas-Rhin, Ismaël Omar Mostefaï, 29 ans, originaire de Courcouronnes et domicilié à Chartres, et Samy Amimour, 28 ans, originaire de Drancy. Pendant une vingtaine de minutes, les trois hommes assassinent froidement les spectateurs, un par un, cherchant également à abattre les membres du groupe Eagles of Death Metal. L'un d'eux déclare : « Il est où le chanteur ? Ils sont où les Ricains ? C’est un groupe américain, avec les Américains vous bombardez, donc on s’en prend aux Américains et à vous. ». Un témoin dit avoir entendu : « C'est pour tout le mal fait par Hollande aux musulmans partout dans le monde. » Des otages, utilisés comme boucliers humains, sont placés devant les portes et les fenêtres de la salle. La tuerie fait 90 morts et des dizaines de blessés graves avant que les forces de police n'interviennent. Un commissaire divisionnaire et un brigadier sont les premiers à arriver sur les lieux à 21 h 50, à peine dix minutes après le début de la tuerie. Ils pénètrent alors dans la salle de spectacle, où ils aperçoivent Samy Amimour tenant un otage en joue sur un côté de la scène. Ils l'abattent de six tirs à 21 h 57. En tombant au sol, le terroriste se fait exploser alors que son otage est parvenu à s'échapper,. Vers 22 h, huit militaires de l'opération Sentinelle se trouvant à proximité arrivent sur les lieux. Cependant, ils reçoivent l'ordre de ne pas intervenir et de ne pas prêter de matériel aux policiers de la BAC qui arrivent en renfort peu de temps après. Le refus de faire entrer les militaires est dû à l'absence de plan d'action et à l'absence de visuel. Le refus de prêter des Famas est dû à l'interdiction qui est faite, par le code militaire, de prêter son arme de service. Les deux terroristes survivants se retranchent à l'étage dans une pièce, emmenant avec eux une vingtaine d'otages. Vers 22 h 20, soixante hommes de la BRI et de la BI prennent le relais de leurs collègues de la BAC restés à l'extérieur du Bataclan et qui ont essuyé le feu des terroristes. Ceux-ci savent qu'il y a donc deux terroristes qui se sont réfugiés à l'étage supérieur avec des otages, ils communiquent cette information, mais dans la confusion générale, elle ne parvient pas à la BRI qui investit les lieux, appuyée par dix hommes du RAID. Entre 22 h 25 et 23 h, elle sécurise le bas de la salle puis quarante hommes de la BRI et de la BI formant deux colonnes montent au premier étage vers  23 h 15 où ils repèrent les deux terroristes retranchés derrière leurs otages dans un couloir. Supervisé par le préfet de police Michel Cadot, le poste de commandement s'installe dans un bar à proximité du Bataclan, le Baromètre. Au terme de tractations infructueuses, l'assaut débute à 0 h 18. Protégée par un bouclier Ramsès, équipée de fusils d’assaut, de gilets lourds et de casques à visière blindée, la BRI sécurise le 1er étage pièce par pièce. Après quelques minutes, les deux terroristes sont tués par les hommes de la BRI, sans qu'il y ait cette fois de nouvelles victimes. L'évacuation des blessés commence peu après,.
Le député LR Georges Fenech s'étonne en juillet 2016, en marge de la remise du rapport de la commission d'enquête parlementaire qu'il préside, que les autorités n'aient pas déclenché la force d'intervention de la Police nationale (FIPN), dispositif qui permet de mobiliser l’ensemble des unités spécialisées de police sous la direction du RAID, comme lors de la prise d'otage de l’Hyper Cacher. Toutefois son collègue PS Sébastien Pietrasanta, rapporteur de la commission d'enquête, rappelle que la BRI est une force d’élite à part entière et que « le déploiement de la FIPN n’aurait rien changé, si ce n’est sur un strict plan administratif ».

### Fuite de Salah Abdeslam et d'Abdelhamid Abaaoud
Après ces tueries, Salah Abdeslam, que l'on soupçonne d'avoir convoyé aux abords du Stade de France les trois terroristes qui s'y sont fait exploser, à bord d'une Renault Clio noire qu'il a ensuite abandonnée place Albert-Kahn dans le 18e arrondissement, aurait dû actionner sa ceinture d'explosifs à cet endroit-là ou dans le métro. Cependant, il échoue, pour une raison à l'époque inconnue — L'enquête judiciaire découvrira, en 2018, que la ceinture était défectueuse. Il se dirige alors en métro vers Montrouge (Hauts-de-Seine). C'est à proximité, rue Chopin à Montrouge, que sera découverte une ceinture artisanale d'explosifs non équipée d'un système de mise à feu, vraisemblablement portée par Salah Abdeslam. Avec l'aide de deux complices joints par téléphone et qui sont venus le chercher de Belgique, Mohamed Amri et Hamza Attou, respectivement barman et revendeur de cannabis au café des Abdeslam, il rejoint Bruxelles. Les trois hommes sont contrôlés dans la matinée du samedi sur l'autoroute A2 par des gendarmes français à hauteur de Cambrai, sans être interpellés, car Abdeslam n'apparaît pas encore comme l'un des suspects des attentats. Attou appelle dans la nuit de vendredi à samedi un certain Ali Oulkadi qui est un ami de Brahim Abdeslam. Samedi à midi, Attou retrouve à Laeken Ali Oulkadi qui les convoie avec son véhicule personnel. Il découvre la compagnie de Salah Abdeslam et ses actes. Après avoir pris un café, Ali Oulkadi dépose Salah Abdeslam à Schaerbeek où l'on perd sa trace.
À l'intérieur de la Seat ayant transporté le commando terroriste des terrasses abandonnée dans une ruelle de Montreuil, les enquêteurs retrouvent trois kalachnikovs sur lesquelles ils identifient des traces d'ADN d'Abdelhamid Abaaoud, et de Chakib Akrouh. Deux cent cinquante mètres plus loin, les caméras de surveillance de la station de métro Croix de Chavaux enregistrent le passage des deux hommes à 22 h 14. Leur passage est une nouvelle fois enregistré à la station Nation à 22 h 28. À 0 h 28, environ vingt minutes après le début de l'assaut mené par les forces spéciales, leur trace est identifiée à proximité du Bataclan. Ils se sont sans doute retrouvés parmi la foule de badauds suivant l'intervention policière. Abdelhamid Abaaoud et Chakib Akrouh se terrent ensuite sur un talus végétalisé situé en contrebas de l'A86 dans une zone d'entrepôts à Aubervilliers. Après avoir bénéficié d'un renseignement direct, les enquêteurs installent une caméra à proximité du talus le 17 novembre et guettent les allées et venues. À 20 h 10 ce même jour, ils aperçoivent une jeune femme, qui se révélera être Hasna Aït Boulahcen, s'approcher des fourrés. Une minute plus tard, Chakib Akrouh apparaît puis à 20 h 13, les policiers reconnaissent Abaaoud émergeant des bosquets. L'équipe chargée de la filature décide de ne pas intervenir directement car Abaaoud porte un gilet fermé, ce qui laisse craindre qu'il soit équipé d'une ceinture explosive. Le trio monte dans un taxi, qui est suivi par la police et dépose Abaaoud et ses complices rue du Corbillon à Saint-Denis.

## Organisation des secours et assistance aux victimes

### Secours aux victimes

Chaîne médicale dans un plan Rouge Alpha.

Si le plan Rouge alpha (riposte multi-attentats) est déclenché officiellement par le président de la République François Hollande vers 23 h 30, très rapidement après les premiers tirs, les équipes de secours identifient qu'il s'agit d'un attentat multi-sites et déclenchent les mesures adaptées : les plans de rappel du personnel sont activés, des renforts de moyens demandés à l’ensemble de la zone, le concours des associations de sécurité civile organisé et des unités mises en réserve.
Si l’on sait, avec le recul, que seuls six sites ont fait l’objet d’attaques de la part des terroristes, une des premières difficultés a été d’identifier avec précision les lieux attaqués, par ailleurs tous très proches les uns des autres. Entre 21 h 19 et 22 h 0, la brigade de sapeurs-pompiers de Paris a en effet répondu à 584 appels sur les attentats. La disposition Evengrave de la préfecture de police de Paris prévoit que chaque site d’intervention doit être géré, de manière déconcentrée, par un commandant des opérations de police (COP), chargé de la sécurité et de la circulation, et d’un commandant des opérations de secours (COS), généralement un officier de la brigade de sapeurs-pompiers de Paris, qui coordonne l’ensemble des opérations de secours.
La stratégie élaborée par les services de secours parisiens pour faire face à ce type d'événement, formalisée depuis 2006 dans le plan « Rouge Alpha », comprend trois étapes :
- un ramassage des blessés et un premier triage entre les urgences absolues (UA), personnes dont le pronostic vital est engagé, c’est-à-dire celles qui ont été blessées au thorax, à l’abdomen et/ou en choc hémorragique, et les urgences relatives (UR) où le pronostic vital n’est pas engagé.
- un triage médical est ensuite effectué au poste médical avancé (PMA) entre les UA, pour distinguer les personnes dont le pronostic vital est immédiatement engagé (EU) et celles dont le pronostic vital est potentiellement engagé (U1). Les UR sont pour leur part triées entre victimes invalides nécessitant un transport couché non médicalisé (U2) et victimes valides pouvant être évacuées au moyen d’un transport collectif (U3)
- l’évacuation des blessés du PMA vers les hôpitaux constitue naturellement la dernière étape.

| Hôpital           | Urgences absolues | Urgences relatives | Total |
| ----------------- | ----------------- | ------------------ | ----- |
| Ambroise Paré     | 1                 | 6                  | 7     |
| Antoine Béclère   | 0                 | 1                  | 1     |
| Avicenne          | 0                 | 8                  | 8     |
| Beaujon           | 5                 | 0                  | 5     |
| Bicêtre           | 1                 | 6                  | 7     |
| Bichat            | 2                 | 17                 | 19    |
| Cochin            | 0                 | 7                  | 7     |
| HEGP              | 11                | 30                 | 41    |
| Henri Mondor      | 10                | 15                 | 25    |
| Hôtel-Dieu        | 0                 | 31                 | 31    |
| Jean-Verdier      | 0                 | 2                  | 2     |
| Lariboisière      | 8                 | 21                 | 29    |
| Pitié-Salpêtrière | 28                | 25                 | 53    |
| Saint-Antoine     | 6                 | 39                 | 45    |
| Saint-Louis       | 11                | 15                 | 26    |
| Tenon             | 0                 | 10                 | 10    |
| Total             | 76                | 226                | 302   |

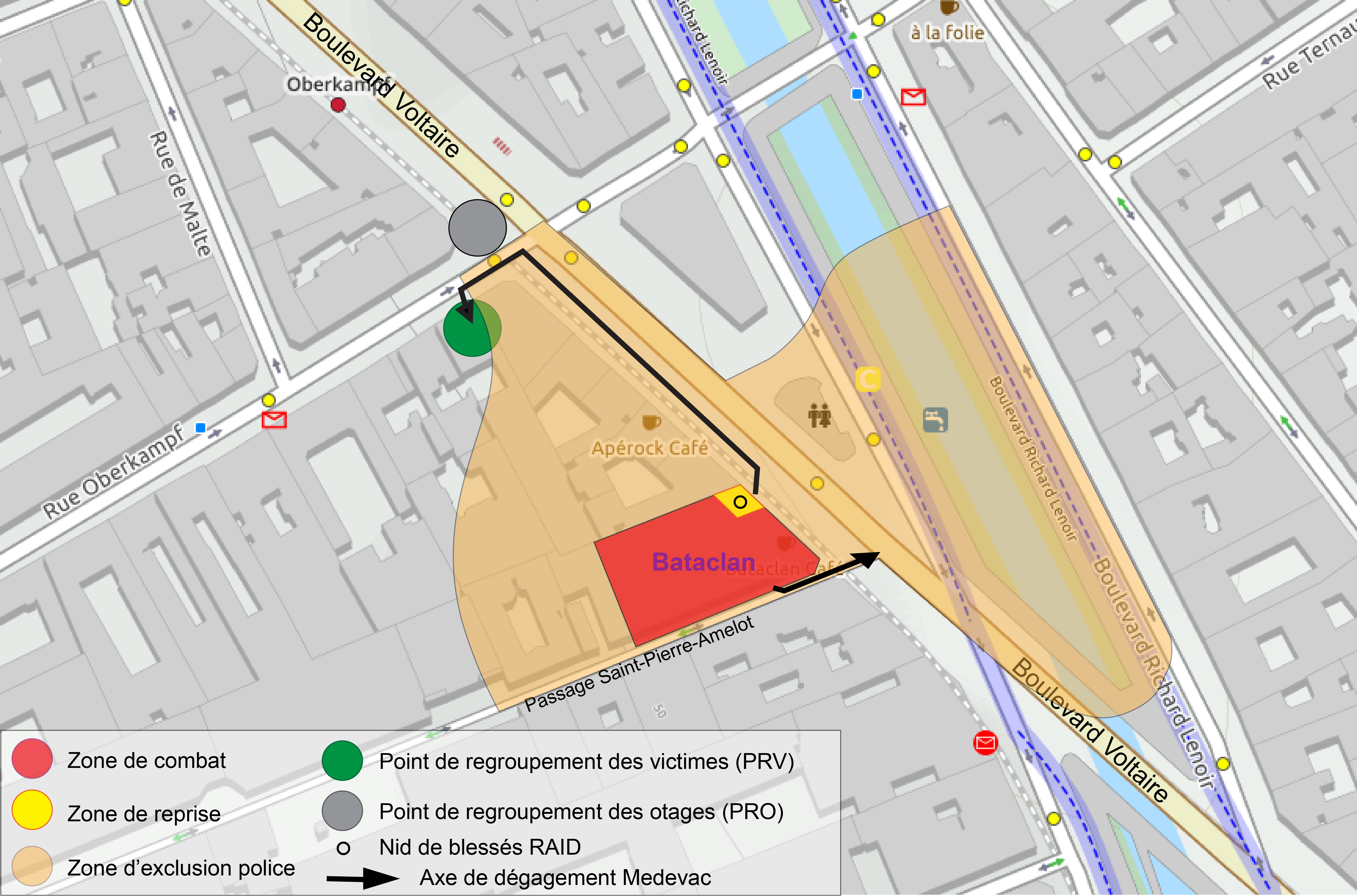
Zonage mis en place selon la doctrine médicale d’intervention du RAID lors des attentats autour du Bataclan. La zone d'exclusion police, considérée comme non sécurisée, est interdite d'accès à toute personne n'appartenant pas aux forces de l'ordre.

La phase de triage des victimes a été relativement rapide hormis en ce qui concerne le Bataclan où la zone n'était pas sécurisée et où une zone d'exclusion police avait été créée et empêchait l'accès des secours aux victimes, seules les forces de l'ordre pouvant extraire les blessés en dehors de cette zone. Fin février 2016, le journal en ligne Mediapart affirme cependant que les victimes des attentats contre la brasserie La Bonne Bière et le restaurant Casa Nostra n’ont pas reçu de secours médicaux et qu'ils ont été insuffisants à La Belle Équipe. Rapportant les auditions menées devant la commission d'enquête parlementaire, il apparaît que si les 80 personnes de la cellule d'appel des pompiers sont parvenues à cerner l'étendue des besoins, les 22 personnes de celle du SAMU ont été submergées, d'où des difficultés à diriger rapidement les équipes soignantes sur les lieux des attentats et à diriger les blessés vers des hôpitaux où les médecins étaient prêts. Des difficultés de coopération sont pointées : d'un accès commun, le système radio Antares est utilisé quotidiennement par les pompiers mais non maîtrisé par le SAMU, alors qu'inversement ni le SAMU, ni les hôpitaux, ne savent lire les bracelets SINUS posés par les pompiers sur les victimes. La commission juge cependant que la stratégie adoptée par les équipes de secours, qui consistait dans un premier temps à ne se consacrer qu’aux urgences absolues — et 90 % des morts peuvent être évitées en arrêtant les hémorragies dans les premières minutes — était adaptée aux circonstances de ce soir-là.

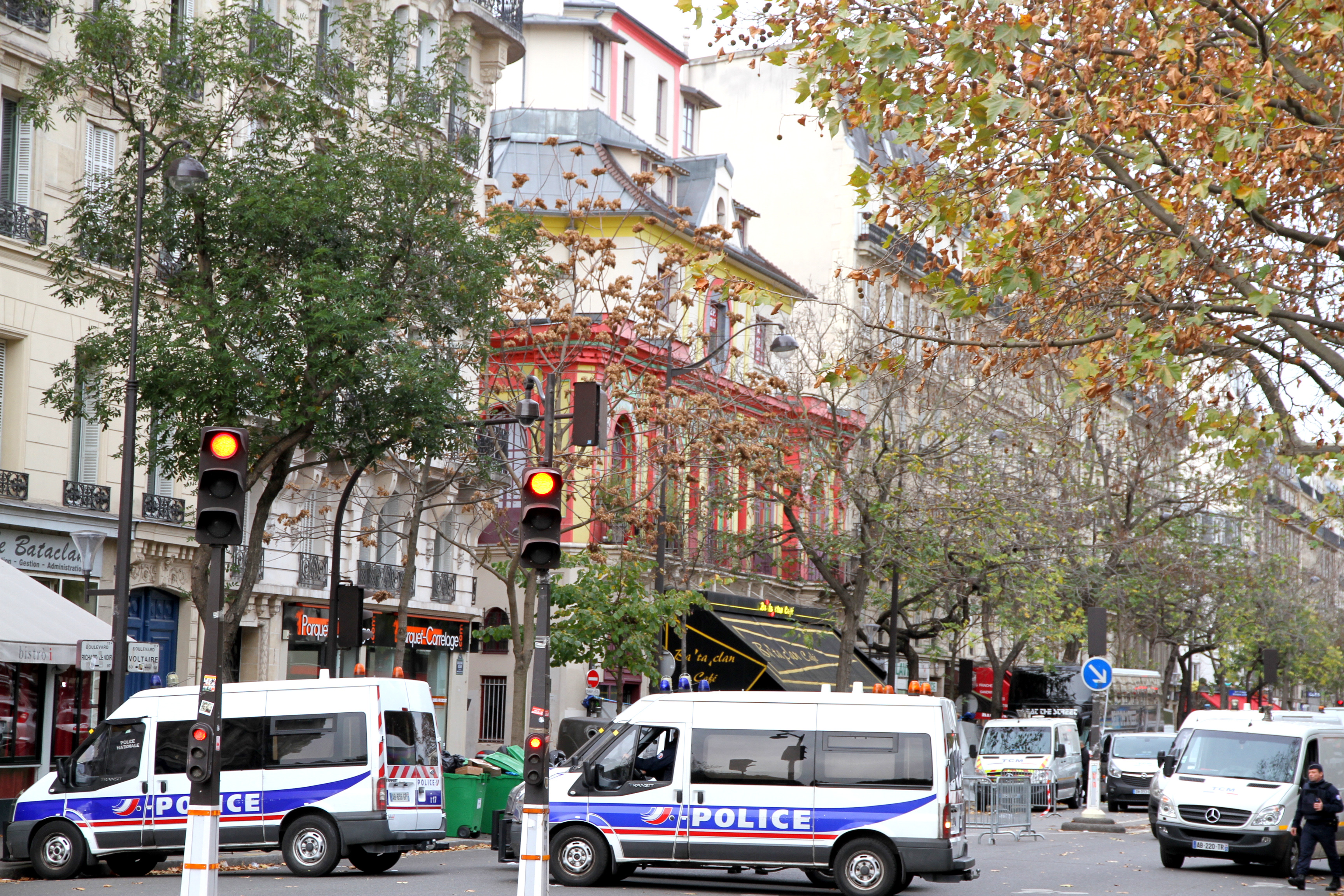
Véhicules de police le 14 novembre devant le Bistrò I (56, boulevard Voltaire), à gauche, qui servit de poste médical avancé à la suite de l'attaque du Bataclan (bâtiment rouge), au no 50.

L’évacuation vers les différents centres hospitaliers s’est ensuite effectuée selon le plan « Attentats multi-sites » (ou plan « Camembert ») du SAMU de Paris, avec le soutien des médecins régulateurs de chaque site et de la régulation zonale. Les blessés les plus graves et polytraumatisés sont dirigés vers les cinq centres de traumatologie (Lariboisière, Beaujon, Pompidou, La Pitié-Salpêtrière et Bichat), et les cas moins graves vers les autres centres hospitaliers ou traités sur place,. Le responsable des urgences de Lariboisière, Patrick Plaisance, raconte une mobilisation rapide et réussie : « Avant même l'activation du plan blanc, tout le monde, médecins, infirmières, a spontanément rappliqué en un temps record. Les malades qui occupaient les six salles de soins aigus sont transférés vers les autres services de l'hôpital pour laisser la place aux victimes des attentats. […] Les équipes étaient très pros, très calmes, ça ne courait pas partout, ce n'était pas désordonné. » Le médecin chef du SAMU de Paris, Pierre Carli, révèle qu'un exercice nommé « fusillade sur sites multiples » avait été prévu depuis plusieurs semaines : « Nous avons réalisé une sorte de répétition générale vendredi matin, quelques heures avant les attentats. Le scénario dramatique de vendredi soir faisait partie des hypothèses que nous avions travaillées. ». Le dispositif s'est révélé suffisant : « Sur les cent équipes de secours disponibles (un médecin, un infirmier, un ambulancier), nous en avons utilisé soixante. Des soignants pouvaient arriver en renfort d'autres régions et nous aurions pu, en cas de besoin, transporter des blessés par hélicoptère vers de grands centres hospitaliers universitaires (CHU) de province. Des moyens pouvaient arriver en renfort, une deuxième ligne de défense était possible. ».

Au total, les pompiers mobilisent 430 hommes, dont 21 équipes médicales, équipés de 125 engins, pour prendre en charge à eux seuls 381 victimes, dont 257 blessés par balle. 

### Nombre de victimes
Au 14 novembre 2015, le bilan total des victimes s'établit à 129 morts et 354 blessés hospitalisés, dont 94 urgences absolues et 250 urgences relatives. 302 sont hospitalisés dans les hôpitaux de l'Assistance publique - Hôpitaux de Paris (APHP), selon la répartition du tableau ci-annexé, et 52 (18 urgences absolues et 34 urgences relatives) dans les deux hôpitaux militaires Percy à Clamart et Bégin,. Un blessé meurt quelques jours plus tard, portant le nombre de morts à 130 et le taux de létalité à 7 jours à 1,3 % pour la cohorte de l'APHP. Le 20 novembre 2015, Manuel Valls annonce au Sénat que le nombre de morts est de 130, auxquels s'ajoutent sept des assaillants.
Le 17 novembre 2015, la presse publie une liste partielle de victimes décédées. Des listes plus complètes et des portraits des victimes sont publiés dans les jours qui suivent, par Mediapart, Ouest-France, Le Monde ou encore France Télévisions. L'âge moyen des victimes décédées est 35 ans. La plus jeune était une lycéenne de 17 ans tuée au Bataclan. Le plus âgé, tué au même endroit, était un chef d'entreprise de 68 ans.
| Nationalité        | Morts | Nom(s) et âge(s)                                                  |
| ------------------ | ----- | ----------------------------------------------------------------- |
| France             | 104   | 104 hommes et femmes, de 21 à 68 ans                              |
| Algérie            | 2     | Djalal Sebaa (27 ans), Kheireddine Sahbi (29 ans)                 |
| Allemagne          | 2     | Raphaël Hilz (28 ans), Fabian Stech (51 ans)                      |
| Belgique           | 2     | Elif Dogan (26 ans) et Milko Jozic (47 ans)                       |
| Chili              | 2     | Luis Felipe Zschoche Valle (33 ans), Patricia San Martin (61 ans) |
| Roumanie           | 2     | Ciprian Calciu (32 ans) et Lăcrămioara Pop (29 ans)               |
| Tunisie            | 2     | Halima et Hodda Ben Khalifa Saadi (37 et 35 ans)                  |
| Arménie            | 1     | Lola Ouzounian (17 ans)                                           |
| Égypte             | 1     | Salah Emad el-Gebaly (28 ans)                                     |
| Espagne            | 1     | Juan Alberto González Garrido (29 ans)                            |
| États-Unis Mexique | 1     | Nohemi Gonzalez (23 ans)                                          |
| France Espagne     | 1     | Manuel Perez (40 ans)                                             |
| France Portugal    | 1     | Precilia Correia (35 ans)                                         |
| France Russie      | 1     | Nathalie Lauraine (39 ans)                                        |
| Italie             | 1     | Valeria Solesin (28 ans)                                          |
| Maroc              | 1     | Mohamed Amine Ibnolmobarak (28 ans)                               |
| Mexique            | 1     | Michelli Gil Jaimez (27 ans)                                      |
| Portugal           | 1     | Manuel Colaco Dias (63 ans)                                       |
| Royaume-Uni        | 1     | Nick Alexander (36 ans)                                           |
| Suède              | 1     | Alva Berglund (23 ans)                                            |
| Venezuela          | 1     | Sven Alejandro Silva Perugini (29 ans)                            |

Selon le bilan du 15 novembre, outre une majorité de Français, plusieurs ressortissants étrangers ont trouvé la mort ou ont été blessés lors des attentats. Un couple originaire de Noisy-le-Sec, vendeur de produits du PSG, grièvement blessé à Saint-Denis lors de l'explosion près d'un McDonald's, semble oublié du recensement et n'a pas été invité à la cérémonie nationale aux Invalides ; ultérieurement, il sera soutenu par le ministre des sports Patrick Kanner.
Le 24 novembre 2015, la ministre de la Santé Marisol Touraine annonce que parmi les blessés, 161 restent hospitalisés, dont 26 en réanimation.
Le nombre de « blessés psychiques » n'est pas déterminé, mais des centaines de personnes ont été, sont et seront prises en charge (survivants blessés physiques, survivants indemnes, familles, amis, témoins directs et indirects),, et ce dans toute la France. À la suite de ses auditions, la commission d'enquête parlementaire française estime à 4 000 le nombre de victimes physiques et/ou psychologiques.
Le 21 janvier 2016, Christiane Taubira, ministre de la Justice, annonce que 41 des personnes blessées sont encore hospitalisées.
Le 1er mars 2016, le Ministère de la Santé annonce que le bilan des attentats est de 130 morts et de 413 blessés hospitalisés, dont 27 toujours pris en charge à cette date par des établissements hospitaliers.
Un rescapé du Bataclan en situation de stress post-traumatique, Guillaume Valette, se pend en hôpital psychiatrique le 19 novembre 2017,. Il aurait notamment refusé l'aide de sa famille, des associations de victimes et des psychologues. Le 15 juin 2019, la Justice reconnaît son statut de « 131e victime des attentats », en établissant un lien de causalité entre son suicide et le traumatisme vécu. La cour d'assises doit valider cette décision,.
Le 6 novembre 2021, France-Élodie Besnier, rescapée du Carillon, se suicide, tout comme, le 5 mai 2024, le dessinateur Fred Dewilde, survivant de l'attentat du Bataclan.
Du fait du nombre total de morts, ces attentats sont les plus meurtriers perpétrés en France, et « les pires attaques menées sur le sol français depuis la Seconde Guerre mondiale »,. C'est aussi le deuxième bilan le plus lourd en Europe, juste après les 191 morts des attentats de Madrid du 11 mars 2004.

### Statut des victimes
Le ministère de la Santé annonce que les soins médicaux pour les personnes blessées et celles directement impliquées (les secours) sont gratuits, le patient étant dispensé d'avance de frais. De plus, les trois jours de carence (pour les travailleurs du secteur privé) ne sont plus applicables,,. Il s'agit d'une simplification du régime précédent, qui était un remboursement ultérieur par un fonds de garantie.
Tous les enfants des victimes décédées lors des attentats de janvier 2015 s'étaient vus promettre le statut de pupille de la Nation. Une démarche similaire est annoncée par l'Élysée, la Légion d'honneur peut être attribuée aux victimes d'attentats (les descendants de personnes ayant reçu la Légion d'honneur peuvent bénéficier d'aides associatives et de tarifs proches de la gratuité pour certains pensionnats). En juillet 2016, une médaille nationale de reconnaissance aux victimes du terrorisme est créée par le décret no 2016-949 du 12 juillet 2016.
Deux associations de victimes sont constituées respectivement le 9 janvier 2016, l’association « 13 novembre : fraternité et vérité », et le 13 janvier, « Life for Paris ». Toutes deux constituées par des victimes et proches de victimes de l’ensemble des sites touchés, elles ont des objets similaires : permettre aux victimes et à leurs proches de se rencontrer, les accompagner dans la défense de leurs droits et agir pour la manifestation de la vérité.

### Fausses victimes
Jusqu'au 1er décembre 2017, onze personnes ont été condamnées pour tentative d’escroquerie et deux pour escroquerie envers le fonds de garantie des victimes des actes de terrorisme et d'autres infractions (FGTI) à la suite des attentats. Au 9 avril 2019, ce chiffre monte à 21 dont 15 en relation avec les attentats du 13 novembre.
Les tribunaux, d'une façon générale, condamnent sévèrement ces actes, dont une partie est présentée ci-après :
Une habitante de Seine-Saint-Denis est condamnée à six mois de prison avec sursis en mars 2016 pour avoir prétendu être présente au Bataclan ;
Le 21 novembre 2016, Laura Ouandjli, qui avait prétendu se trouver au bar Le Carillon, est condamnée à un an de prison ferme. L'analyse de la téléphonie permet de confondre d'autres affabulateurs ;
Le 8 décembre 2016, Saša Damjanović et sa petite amie Vera Vasić sont condamnés respectivement à six et trois ans de prison ferme pour avoir escroqué le FGTI à hauteur de 30 000 euros chacun en se faisant passer pour des survivants du Stade-de-France. Ils ont été démasqués après avoir à nouveau tenté de se faire passer pour des victimes de terrorisme en affirmant s'être trouvés sur la promenade des Anglais lors de l'attentat du 14 juillet 2016 à Nice ;
Le 1er décembre 2017, Cédric Rey, qui s'était fait passer pendant deux ans pour un rescapé du Bataclan, bernant au passage médias et victimes, et avait tenté d'escroquer le FGTI est condamné à deux ans de prison, dont six mois ferme avec mandat de dépôt, et dix-huit mois assortis d'un sursis avec mise à l'épreuve. Il écope également d'une obligation de soin ;
Le 13 février 2018, une fausse victime de l'attentat du Bataclan qui avait déjà touché une provision sur indemnisation est démasquée et arrêtée. Florence Monjault, alias Flo Kitty, escroc et manipulatrice de longue date, devenue salariée de l'association de victimes Life for Paris en falsifiant des billets du concert, touche 25 000 euros du FGTI. Elle « s'invente un ami grièvement blessé dans l'attentat », lui crée une page Facebook, et « rédige des dizaines de commentaires de soutien avec d'autres faux profils »,. Le 22 mars 2018, elle est reconnue coupable d'« escroquerie », « abus de confiance » et « faux » et « condamnée à une peine lourde, 4 ans et demi de prison ferme, et à rembourser l'ensemble des sommes perçues » ;
Le 16 octobre 2018, Alexandra Damien, qui s'était fait passer pour une victime du Carillon où elle avait prévu d'aller avant de changer de programme, est condamnée à deux ans de prison dont six mois ferme. Elle est reconnue coupable de faux témoignage, d'escroquerie et sera mise à l'épreuve en devant suivre des soins. Elle avait escroqué le FGTI à hauteur de 20 000 euros ;
Le 12 mars 2019, Jean-Luc Batisse est jugé par le tribunal correctionnel de Créteil. Il était en possession d'un faux billet de concert et avait déclaré se trouver avec deux de ses amis au Bataclan. En trois ans, il a touché 77 000 € du FGTI. Il est condamné à trois ans et demi de prison dont six mois avec sursis, une obligation de soins, l’indemnisation des parties civiles et il est immédiatement incarcéré ;
Le 10 avril 2019, deux hommes sont condamnés à deux ans de prison dont un avec sursis et immédiatement écroués à la prison de Fleury-Mérogis. Le premier, Serge Dieujuste, reconnu victime de l'attentat du RER B à Saint-Michel en 1995, a tenté d'escroquer le FGTI en racontant avoir été sur la terrasse du Petit Cambodge ce soir-là,. Le second, Yann Abdelhamid Mohamadi, gérant de la Casa Nostra, un des restaurants visés par les djihadistes ce soir-là, est reconnu coupable d'avoir menti en racontant qu'il était à la cave lors de l'attaque pour obtenir une indemnisation,. Ce dernier a cependant vu sa peine être allégée en appel, le 3 juillet 2019 puisqu'elle a été réduite à un an de prison ferme, sans mandat de dépôt, ce qui lui a permis de sortir de prison tout de suite après.

### Dispositifs de soutien aux victimes et aux familles
Des lieux d’accueil et de soutien psychologique de la protection civile et de la Croix-Rouge française ont été improvisés dans les mairies du 10e et du 11e arrondissement de Paris ainsi que dans les locaux de l'École militaire, dans le 7e arrondissement, pour les rescapés, leurs familles, des témoins, des riverains. Une cellule d'urgence médico-psychologique a été installée à l’hôpital de l’Hôtel-Dieu de Paris dans le 4e arrondissement. Un numéro vert a également été mis en place par le Ministère de l'Intérieur, afin d'accompagner, informer et aider ces personnes et un autre numéro de téléphone par l'Assistance publique - Hôpitaux de Paris pour les personnes à la recherche de patients hospitalisés.
La Fédération nationale des victimes d'attentats et d'accidents collectifs (Fenvac), apporte un soutien aux victimes et aux familles des attentats notamment dans la création d’associations, l'information sur les différents dispositifs existants, les actions judiciaires, les indemnisations et les actions de prévention.
Le 11 février 2016, Juliette Méadel est nommée secrétaire d'État auprès du Premier ministre, chargée de l'aide aux victimes, principalement aux victimes d'attentats. Cependant, Emmanuel Macron supprime le poste et le secrétariat général de l’aide aux victimes (SGAV) et nomme la magistrate Élisabeth Pelsez déléguée interministérielle chargée de l’aide aux victimes d’attentats, rattachée au Ministère de la Justice.
En novembre 2018, le FGTI fait un point d'étape sur les mesures d'indemnisations effectives à hauteur de 85 millions d'euros, indiquant que « 2 625 victimes des attentats du 13 novembre ont fait l’objet d’une prise en charge indemnitaire ». L’organisme indemnise « les personnes blessées, physiquement ou psychologiquement, et les ayants droit de personnes décédées lors d’attentats ». Parmi elles, « 1 302 offres d’indemnisation sont définitives [...] et 856 règlements définitifs ont été acceptés ».

## Revendication, motivations et analyses

### Revendication et analyse du communiqué
Le 14 novembre 2015, dans un communiqué publié en plusieurs langues (version française ci-contre), via l'agence Amaq, l'État islamique (EI) revendique ces attentats,, précisant avoir « pris pour cible la capitale des abominations et de la perversion, celle qui porte la bannière de la croix en Europe, Paris » en félicitant ses « huit frères » pour avoir tué « au minimum deux cents croisés » — « la louange et le mérite appartiennent à Allah » — et déclare que « cette attaque n'est que le début de la tempête ».
Le communiqué mentionne « huit frères » et « des endroits choisis minutieusement […] dans le dixième, le onzième et le dix-huitième arrondissement ». Or ne sont retrouvés que sept corps et aucun attentat n'est commis dans le 18e arrondissement. La découverte place Albert-Kahn, le 17 novembre, d'une Renault Clio noire, mal garée et portes non verrouillées, immatriculée en Belgique et louée par Salah Abdeslam, fait cependant penser qu'un ou plusieurs autres complices des attaques sont en fuite et qu'une action aurait pu être prévue dans cet arrondissement.
Le philosophe Philippe-Joseph Salazar relève que le communiqué de l'EI est encadré par des citations des sourates 59 et 63 du Coran : « la première désigne les infidèles, la seconde les faux musulmans » ; elles renvoient également aux sourates intermédiaires (60 à 62)[source insuffisante].
L'islamologue Rachid Benzine, se dit « étonné » que soit cité le verset 2 de la sourate 59. Il y voit « une prédation du texte. […] On est dans un processus d’idéologisation du discours. Le Coran n’est pas programmatique. C'est eux qui le rendent programmatique dans la manière dont ils l’utilisent. Il y a une manipulation du texte ». En le resituant dans son contexte du VIIe siècle à Yathrib (actuelle Médine), Benzine rappelle qu'il « s’agit de l’expulsion d’une tribu juive appelée Banu Nadir au motif de trahison politique tribale. Rien de plus. Il ne s’agit pas du tout d’une tuerie. La tribu juive a trahi le pacte qu’elle avait avec Mohammed. On n’est pas dans le religieux. Mais il est utilisé comme tel par Daesh aujourd’hui […] Dans le Coran, il y a une violence du discours qui traduit l’incapacité de passer à l’acte. Comme un parent qui menace un enfant pour l’éduquer, par exemple. La violence traduit soit l’idée de menace, soit l’incapacité à passer à l’action. C’est tout. ».
Imam suppléant à la grande mosquée Mohammed-VI de Saint-Étienne, Youssef Afif fait une analyse proche, déclarant que citer des versets du Coran est « une insulte pour les musulmans et pour leur intelligence. C’est une insulte à cette belle religion. Ça nous fait honte, on a honte à leur place parce qu’ils utilisent des choses là où ne devraient pas être. ». Ajoutant concernant la réutilisation du verset 2 de la sourate 59 : « Ce verset a été révélé quand le prophète était installé à Médine. Il avait conclu le pacte de Médine, c’est une sorte de constitution dans laquelle il a mis en place certaines règles entre les musulmans et les non musulmans de Médine. Il y avait trois tribus juives dans la ville de Médine et ils se sont mis d’accord sur certaines règles pour qu’ils puissent vivre ensemble, il y avait déjà cet esprit du vivre ensemble à l’époque. ».

### Motivations et analyses des attentats
Avant même que les attentats du 13 novembre soient perpétrés, de nombreux commentateurs s'interrogent sur les motivations réelles des jeunes Occidentaux à s'engager pour Daech et commettre des crimes en série. En septembre 2014, trois spécialistes du Moyen-Orient ou du terrorisme (David Thomson, Alain Rodier et Frédéric Pichon) donnent leur point de vue dans L'Orient-Le Jour. Selon eux, il n'y a pas de profil type : « bien que majoritairement originaires du milieu des banlieues françaises, [ces jeunes] ont des contextes familiaux et scolaires tout à fait différent les uns des autres ». En revanche, « tous sont portés par une idée de régénération et une vie d'ascèse contrôlée par la police des mœurs ». Ils ajoutent que « ces jeunes ne sont pas recrutés dans les mosquées, […] le recrutement passe essentiellement par le biais des réseaux sociaux […] les jeunes découvrent une doctrine de l'islam à travers des documents PDF ou bien par le biais des réseaux sociaux. Ils visionnent des vidéos de l'État islamique et d'el-Qaeda, et apprennent à imiter leurs moindres gestes et paroles ». Finalement, l'État islamique les séduit car « c'est le groupe qui apparaît comme étant sur la voie la plus juste ».
Toujours selon David Thomson, journaliste spécialiste du djihadisme, et Pierre-Jean Luizard, chercheur spécialiste du Moyen-Orient, la France est devenue la principale cible en Occident de l'État islamique pour plusieurs raisons : c'est le pays européen qui compte le plus grand nombre de combattants au sein de l'EI, c'est une ancienne puissance coloniale, c'est un État laïc, elle a mené de nombreuses opérations militaires extérieures contre des groupes djihadistes — en Afghanistan, au Mali, en République centrafricaine, en Irak et en Syrie — et géographiquement le pays est plus accessible depuis la Syrie que les États-Unis,.
Selon Pierre-Jean Luizard, l'État islamique cherche alors à provoquer un conflit communautaire en France, comme il l'a fait en Irak, :

« Ce que visait l’État islamique était bien cette jeunesse bobo française qui a élu domicile dans ces 10e et 11e arrondissements. À la fois parce qu’elle symbolise un mode de vie insouciant jugé « répréhensible », mais surtout aussi parce qu’elle illustre mieux que tout autre milieu les espoirs (et les illusions) attachés aux idéaux républicains français (lutte contre le racisme, les inégalités et les discriminations, empathie envers la population immigrée, tolérance envers l’islam comme « culture du monde » à Paris). En la choisissant pour cible, l’État islamique visait à faire sauter un écran de tolérance en opposition avec son projet : susciter la peur et des réactions communautaires en chaîne. »

Selon le politologue spécialiste de l'islam Olivier Roy, les djihadistes occidentaux sont avant tout des nihilistes :

« Ils ne représentent jamais une tradition qui se révolterait contre l’occidentalisation. Ils sont occidentalisés, ils parlent mieux le français que leurs parents. Tous ont partagé la culture « jeune » de leur génération, ils ont bu de l’alcool, fumé du shit, dragué les filles en boîte de nuit. Une grande partie d’entre eux a fait un passage en prison. Et puis un beau matin, ils se sont (re)convertis, en choisissant l’islam salafiste, c’est-à-dire un islam qui rejette le concept de culture, un islam de la norme qui leur permet de se reconstruire tout seuls. Car ils ne veulent ni de la culture de leurs parents ni d’une culture « occidentale », devenues symboles de leur haine de soi. […] La violence à laquelle ils adhèrent est une violence moderne, ils tuent comme les tueurs de masse le font en Amérique ou Breivik en Norvège, froidement et tranquillement. Nihilisme et orgueil sont ici profondément liés. »

La thèse d'Olivier Roy est cependant contestée par d'autres spécialistes, comme François Burgat, politologue et directeur de recherche à l'Institut de recherches et d’études sur le monde arabe et musulman :

« J’y vois en effet une énième expression de ce mal qui ronge depuis des décennies notre capacité à construire une perception rationnelle de cet islam que l’on dit « politique » mais dont on s’évertue ensuite, sous d’innombrables prétextes, à dépolitiser — comme le fait l’approche culturaliste — les motivations supposées de ses acteurs ! Si la thèse de l’« islamisation de la radicalité » peut séduire, le diagnostic de pathologies, sociale ou mentale, tout comme la vieille et opaque accusation de « nihilisme » (dont les décembristes russes, déjà, étaient la cible), pour expliquer l’origine de la radicalité de « nos » djihadistes posent à mes yeux bien plus de problèmes qu’ils n’en résolvent. Car cette thèse de « l’islamisation de la radicalité » ne s’en prend pas principalement à la lecture culturaliste. »

Ou encore par le politologue spécialiste de l'islam Gilles Kepel :

« Comme Olivier Roy, il y a ceux qui estiment que nous vivons seulement une islamisation de la radicalisation. […] les djihadistes n’ont rien à voir avec le salafisme. Certains de ses disciples expliquent que cette doctrine constitue un rempart contre le terrorisme. Dans l’entretien paru le 29 septembre 2014 dans le Monde, Olivier Roy note : « Il faut d’autant moins internationaliser le conflit que Daech a avant tout une stratégie locale, qu’il tente d’étendre à tout le Moyen-Orient, mais son objectif n’est ni New York ni Paris. » Alors que la messe est dite, les élucubrations coupées de la réalité continuent à circuler. Les idées d’Olivier Roy s’apparentent à des sophismes modernes, raison pour laquelle elles rencontrent du succès. Il justifie la paresse intellectuelle largement répandue sur cette question complexe. Tout le monde a l’impression de comprendre sans y avoir travaillé. Or, personne ne se rend en Syrie uniquement par le biais d’Internet. Cela passe par un réseau de pairs, par la progression du salafisme comme modèle de rupture en valeurs et culturelle. La porosité entre salafisme et djihadisme demeure grande, même si les salafistes affirment ne pas être violents. »

En novembre 2015, Kepel rappelle :

« J'avais lu et traduit en français Abou Moussab al-Souri, le théoricien de ce nouveau djihad qui avait rompu avec Ben Laden. Il avait expliqué que c'en était fini avec l'Amérique, la stratégie d'Al-Qaida avait été un échec, c'était de l'hubris. Il fallait désormais attaquer le ventre mou de l'Occident, l'Europe, pour y déclencher une guerre civile en utilisant la population mal intégrée et les camps d'entraînement au Levant. (...) L’objectif est de faire monter l’extrême droite, « l’islamophobie », qu’il y ait des lynchages, des femmes voilées attaquées, des épiceries halal incendiées, etc. Et donc de faire en sorte que le musulman de base, qui n’a rien à voir avec Daech, soit pris en otage par cette « islamophobie » et rejoigne le jihadisme,. »

Et enfin par le journaliste David Thomson : 

« Les djihadistes ont de réelles convictions. Ils partent en Syrie ou en Irak persuadés qu'ils se dirigent vers un paradis terrestre puis céleste. Ils ne sont pas dans le nihilisme. C'est en cela que je m'oppose à Olivier Roy. Pour le reste, les thèses de Kepel et de Roy me paraissent parfaitement compatibles. […] Il y a bien des jeunes anti-système qui sont dans une forme d'islamisation de la radicalité. Pour autant, Olivier Roy explique que sa thèse est la seule explication du phénomène djihadiste, qu'il utilise ensuite pour s'opposer à Gilles Kepel. Gilles Kepel en fait de même quand il considère qu'il ne faut pas évacuer l'idéologie religieuse qu'est le salafisme, et que c'est seulement sous cet angle qu'il faut lire le phénomène djihadiste. L'État islamique a des franchises dans de nombreux pays. […] Il y a donc bien une idéologie construite et structurée, que l'on ne peut pas réduire à une folie d'ordre psychiatrique. »

Pour l'Américain Marc Sageman (en), psychiatre et ex-agent de la CIA, cette controverse entre l'« islamisation de la radicalité » et la « radicalisation de l'islam » est « une dispute très française », consistant à « faire des jeux de mots abstraits mais qui ne veulent rien dire. C'est comme se demander si les camps de concentration nazis sont l'allemagnisation du diable ou la diabolisation de l'Allemagne ».

### Le ciblage du Bataclan
Le communiqué de revendication des attentats mentionne comme cible le « Bataclan où étaient rassemblés des centaines d’idolâtres dans une fête de perversité ». Sans lien avec cette revendication, il est remarqué qu'en 2007, 2008 et 2009, le Bataclan a accueilli des galas de collecte de fonds pour les œuvres sociales des forces israéliennes et que le groupe djihadiste palestinien Jaish Al-Islam a même envisagé en 2009 un attentat contre le Bataclan. Le groupe Eagles of Death Metal avait fait une tournée en Israël l'été précédent et son chanteur avait refusé le mouvement de boycott d'Israël, car les propriétaires sont juifs . Toutefois, la salle a changé de propriétaire en 2015,.

## Enquête

### Identification des terroristes et de leurs complices

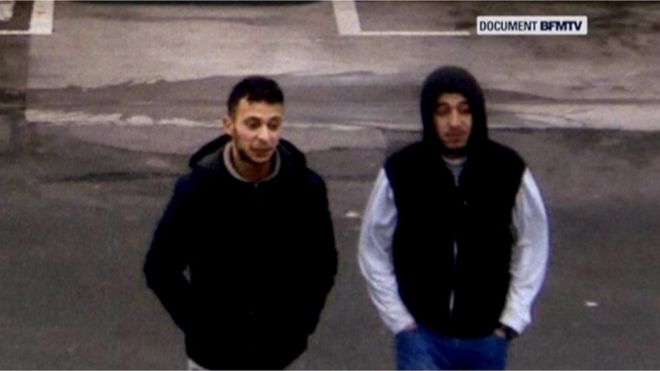
Salah Abdeslam et Hamza Attou se rendant dans une station-essence. Image d'une caméra de surveillance, quelques heures après les attentats.

Les attentats ont nécessité des semaines, voire des mois de préparation à l'État islamique. Les auteurs proprement dits n'ont pu agir qu'avec l'aide d'un réseau de complices, lequel n'est, fin 2015, que partiellement identifié par les services de police. La police établit à neuf le nombre d'auteurs des attentats, répartis entre trois équipes de trois individus, auxquels il faut ajouter Salah Abdeslam, qui a convoyé les kamikazes du Stade de France.
Les auteurs des tueries du 13 novembre sont a priori morts. Sept terroristes sont identifiés rapidement. Bilal Hadfi, un Français de 20 ans résidant à Bruxelles, est un des kamikazes du Stade de France. Brahim Abdeslam, Chakib Akrouh et Abdelhamid Abaaoud sont les trois auteurs des fusillades sur les terrasses du 11e arrondissement. Ismaël Omar Mostefaï, Samy Amimour, Foued Mohamed-Aggad sont les attaquants du Bataclan. Deux des terroristes du Stade de France sont identifiés ultérieurement. Sur le terrain, le chef opérationnel est Abdelhamid Abaaoud. Un des commanditaires des attentats pourrait être un certain Oussama Atar, également impliqué dans la préparation des attentats déjoués à Verviers en Belgique. Est également soupçonné le Syrien Abou Mohammed al-Adnani, qualifié au sein de Daech de « ministre des attentats »,. Suspectée par les services américains, la responsabilité d'Abdelilah Himich n'est pas validée par la justice française. Plusieurs auteurs des attentats de novembre 2015 en France et début 2016 en Belgique sont issus de la cellule de Verviers fondée par le Belgo-Marocain Abdelhamid Abaaoud et démantelée partiellement le 15 janvier 2015.
En Syrie, les commanditaires des attentats de Paris et Saint-Denis trouvent également tous la mort entre 2016 et 2018 dans des frappes aériennes américaines. Sont tués : Abou Walid al-Souri à Raqqa en février 2016, Abou al-Bara al-Iraki à Raqqa en juillet 2016, Abou Mohammed al-Adnani près d'Al-Bab le 30 août 2016, Boubaker El Hakim à Raqqa le 26 novembre 2016, Abou Maryam al-Iraki le 5 juillet 2017, Abou Mahmoud al-Chami le 11 juillet 2017, Oussama Atar le 17 novembre 2017 et enfin Abou Lôqman, près de Boukamal, le 17 avril 2018.
La voix du djihadiste français Fabien Clain — surveillé dès 2001 avec son frère cadet Jean-Michel dans les rapports des renseignements généraux de Toulouse — est reconnue dans la version audio française de la revendication des attaques. Celle de son frère l'est lors des chants religieux présents dans l’enregistrement. Les deux frères font, en juin 2018, l'objet d'un mandat d'arrêt international. Ils sont tués lors de frappes de la coalition à Baghouz, dernier bastion de Daech : Fabien Clain le 20 février 2019 et Jean-Michel Clain (qui avait été gravement blessé lors de la première frappe) le 5 mars 2019.
Bien qu'ayant été décrits comme « drogués » par certains témoins policiers et civils, les analyses toxicologiques menées sur les corps des neuf terroristes concluent, le 5 janvier 2016, qu'aucun d'entre eux n'avait consommé de stupéfiants ou d'alcool avant l'attaque.
Le 19 janvier 2016, Dabiq, le magazine de l'État islamique, publie un montage photo mettant en scène neuf membres du commando. Il donne notamment les noms de guerre (kunya) de deux des assaillants qui n'avaient pas encore été identifiés : « Ali Al-Iraqi » et « Ukashah Al-Iraqi », tous deux irakiens. Ces derniers seraient les deux kamikazes du Stade de France. Ils portaient sur eux de faux passeports, pris vraisemblablement sur les cadavres de soldats syriens. Salah Abdeslam, le seul rescapé du groupe, n'est en revanche pas mentionné,. L'enquête cherche aussi à déterminer si le passage à l'action d'un quatrième commando était prévu, l'Algérien Adel Haddadi et le Pakistanais Muhammad Usman, interpellés le 16 décembre 2015 en Autriche, étant partis de Syrie avec deux des kamikazes du Stade de France.
En octobre 2016, l'enquête fait apparaître une organisation beaucoup plus complexe qu'envisagée. Le système des planques (une dizaine dans les seuls environs de Bruxelles avec une logistique élaborée), le nombre d'hommes impliqués et la multiplicité des cibles envisagées confirment la piste d'une cellule aux ambitions initiales encore plus vastes que la série d'attentats commis le 13 novembre. Un ordinateur retrouvé en mars 2016 à Schaerbeek atteste d'une structuration commune des actions terroristes commises en France et en Belgique en 2015 et 2016 et d'autres cibles potentielles, non identifiées avec certitude. Parmi elles, l'une pourrait être l'aéroport d'Amsterdam-Schiphol, objet de l'attentat non réalisé le 13 novembre 2015. Le commanditaire supposé en Syrie des attentats serait bien l'émir Abou Ahmed (ou Abou Hamza) mais sa véritable identité reste longtemps indéterminée. Les services antiterroristes belges pensent qu'Abou Ahmed pourrait être le djihadiste belgo-marocain de 32 ans Oussama Atar. Arrêté en 2004 à Ramadi en Irak avant d'être détenu trois ans dans la prison d'Abou Ghraib, il est un cousin éloigné des frères Ibrahim et Khalid El Bakraoui, morts en kamikazes à Bruxelles début 2016. Il était retourné en Belgique après sa libération en septembre 2012. En juin 2018, la justice française parvient aux mêmes conclusions. L'identification d'une imprimante ayant servi à réaliser, à Rakka en Syrie, l'ensemble des faux papiers du commando, puis l'exploitation d'un ordinateur abandonné par les terroristes dans leur planque de Bruxelles, permettent de remonter jusqu'à Oussama Atar et de le désigner définitivement comme principal orchestrateur de l'attentat.
Le 13 décembre 2016, le Pentagone annonce la mort, le 4 décembre 2016 à Raqqa, de trois cadres de l'EI, dont deux seraient liés à la préparation des attentats du 13 novembre, Salah-Eddine Gourmat et Sammy Djedou — proches d'Abou Mohammed al-Adnani lui-même tué en août 2016, et de Boubaker El Hakim — dont les noms n'avaient pas été rendus publics précédemment.
Abou Bakr al-Baghdadi, le « calife » de l'État islamique, est quant à lui tué par les forces américaines dans la nuit du 26 au 27 octobre 2019, lors du raid de Baricha, en Syrie.

### Enquête en France
L'enquête est dirigée par le procureur de la République de Paris, François Molins, en tant que chef du Parquet Antiterroriste (à compétence nationale), avec comme principaux objectifs la révélation des identités des terroristes, leurs parcours et leurs complices éventuels. Une instruction judiciaire est ouverte en Belgique. Une information judiciaire est également ouverte en France par le Procureur Molins le 25 novembre et confiée à six juges d'instruction.
Afin de faire avancer les investigations, un appel à témoins est lancé et un numéro vert mis à disposition. Les enquêteurs visionnent les images de vidéosurveillance et recueillent les différents témoignages. Plusieurs services de police judiciaire sont mobilisés dans les quelques heures qui suivent les faits meurtriers, avec près de deux mille agents déployés sur le terrain. En quête de tout indice permettant de révéler les identités des commandos terroristes, la police scientifique prélève l'ADN trouvé sur les lieux des attentats.
Le procureur de Paris a tenu une conférence de presse dans la soirée du 14 novembre, dans laquelle il a détaillé les éléments des investigations menées à la suite des attaques terroristes qui ont secoué le pays. François Molins a fait le point sur le bilan réactualisé, un bilan très lourd et évolutif. Il est ensuite revenu sur le déroulement des actes commis. Au total, sept terroristes ont été trouvés morts sur les lieux des faits.
Selon le procureur, trois suspects ont été interpellés le 14 novembre en Belgique, lors d'un contrôle routier, en lien avec les attaques de Paris. L'un d'eux est soupçonné d'avoir été présent à Paris le 13 novembre 2015. Un des individus est un Français résidant à Bruxelles et locataire de la Polo grise utilisée dans les attentats. Le procureur a salué les autorités belges pour leur coopération. Des suspects sont arrêtés en Belgique, notamment à Molenbeek-Saint-Jean, commune bruxelloise liée depuis plus d'une décennie au terrorisme.
Les sept terroristes munis de ceintures d'explosifs disposaient vraisemblablement de complices puisqu'un véhicule de type Seat León III aperçu sur les lieux des attentats et contenant des armes (trois fusils d’assaut kalachnikov, onze chargeurs vides et cinq pleins) a été retrouvé dans la nuit du 14 au 15 novembre à Montreuil. Dans le cadre de la coopération internationale, des experts du FBI sont envoyés pour renforcer les équipes d'enquêteurs français et les aider dans leurs investigations.
Une Renault Clio IV noire immatriculée en Belgique, louée par Salah Abdeslam, est découverte place Albert-Kahn (18e arrondissement) le 17 novembre, laissant penser à l'existence d'une quatrième équipe en plus des trois passées à l'action. Un communiqué de Daech ainsi que l'enquête policière laissent supposer qu'un quatrième attentat aurait pu être perpétré dans le 18e arrondissement. L'enquête atteste aussi qu'un attentat-suicide était programmé cinq jours plus tard dans le quartier de La Défense. Un téléphone mobile est retrouvé dans une poubelle à proximité du Bataclan dans lequel est retrouvé le plan détaillé de la salle de spectacle, ainsi qu'un SMS envoyé à 21 h 42 sur lequel on peut lire « On est parti on commence ». Quelques mois après les faits, la piste d'une quatrième équipe semble abandonnée après qu'une coïncidence étonnante soit mise au jour. Le porteur d'un téléphone portable belge identifié le 3 novembre comme ayant été en contact avec celui de Jawad Bendaoud quitte Bruxelles le soir du 13 novembre pour être repéré non loin du lieu des attentats de Paris au moment où ils sont commis, puis dans le quartier de Barbès dans le 18e arrondissement au moment où Salah Abdeslam s'y rend pour acheter une puce de téléphone portable afin d'appeler en Belgique des amis pour l'exfiltrer. Or, il apparaît que le portable belge appartenait à une prostituée qui rejoint un homme à Paris pour le week-end et qu'aucun des deux ne peut être relié à une quelconque piste terroriste, ce qui fait s'évanouir la piste d'une quatrième équipe non passée à l'action ou restée en soutien et réduit les soupçons envers Jawad Bendaoud de contacts de longue date avec les terroristes.
La police a transmis à ses homologues européennes un avis de recherche concernant une Citroën Xsara immatriculée AE-113-SY et dans laquelle pourrait se trouver Salah Abdeslam. Les enquêteurs recherchent un artificier de 19 ans originaire de Roubaix qui aurait confectionné les gilets explosifs utilisés par les kamikazes.
Les caméras de vidéosurveillance de la RATP révèlent qu'Abdelhamid Abaaoud a franchi un portillon d'accès du métro Croix-de-Chavaux en fraudant, sur la ligne 9, à Montreuil, à 22 h 14 après les attentats du vendredi 13 novembre. Une ceinture d'explosifs est trouvée dans une poubelle à Montrouge le 23 novembre 2015, dans le secteur où le téléphone portable de Salah Abdeslam a été géolocalisé pendant les heures ayant suivi les attentats. Selon un enquêteur, le rôle d’Hasna Aït Boulahcen, qui héberge deux complices à Saint-Denis le soir du 17 novembre, éclaire surtout sur la capacité d’organisation du groupe : « une logistique rudimentaire, sans appartement de repli, ni équipes en support : on paraît loin d’une guérilla urbaine classique. » Le ministre des Finances Michel Sapin estime le budget des attentats inférieur à 30 000 euros,, réunis par un cumul de petites sommes : « Le coût des derniers attentats, le financement des attentats, c'est une somme qui n'a pas été plus élevée que 30 000 euros ».
En juin 2018, l'enquête fait d'Oussama Atar le principal coordinateur des attentats de 2015 et de Bruxelles en mars 2016.
Conduits par Christophe Tessier jusqu'en 2018, les six juges français chargés de l'enquête réunissent annuellement les parties civiles et leurs avocats. En juillet 2018, ils annoncent vouloir boucler l’instruction en septembre 2019 afin que le procès des 11 mis en examen se tienne en mai 2020 pour que la détention provisoire ne dépasse pas les quatre années qui la rendraient caduque. Les investigations récentes ont permis de montrer que les frères el Bakraoui, morts le 22 mars 2016 auraient commis des braquages pour financer les attentats, qu'une partie de l'argent envoyé de Syrie aurait transité par l'Angleterre et que les fusils d'assaut utilisés par les commandos seraient issues d'un trafiquant d'armes d'Amsterdam.
Le 21 octobre 2019, les juges annoncent la clôture de l'enquête ouvrant la voie à un procès d'ici 2021.

#### Opération policière à Saint-Denis le 18 novembre

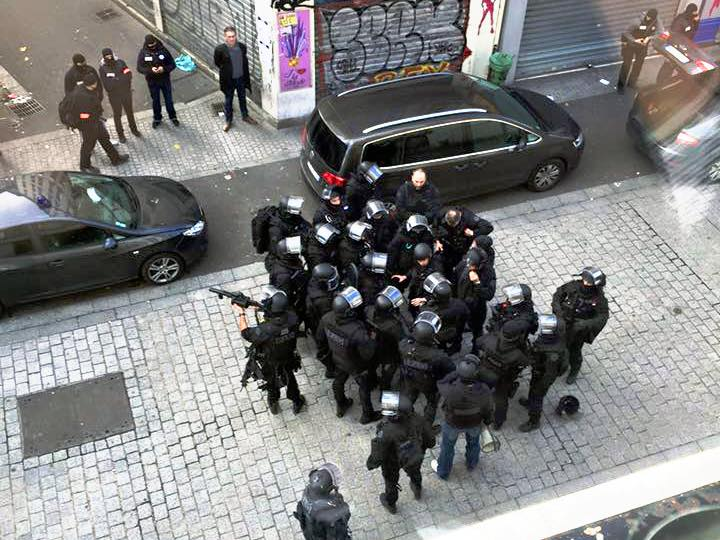
Des forces de police, rue de la République.

Le 16 novembre, un témoignage fait état de la présence d'Abdelhamid Abaaoud sur le territoire français. Les enquêteurs repèrent un talus recouvert de buissons où il s'est caché quelques heures après les attaques, en contrebas de l'A86 dans une zone d'entrepôts d'Aubervilliers. Une caméra posée par les policiers à proximité permet de détecter Hasna Aït Boulahcen s'approchant des fourrés le 17 novembre à 20 h 10. Deux hommes émergent alors du talus, il s'agit d'Abaaoud et d'un homme qui sera ultérieurement identifié comme Chakib Akrouh. Ce sont les deux survivants du commando des terrasses. Le trio est filé jusqu'à la rue du Corbillon dans le centre de Saint-Denis.
Le 18 novembre, les forces de l'ordre, RAID, BRI, police-secours, prennent place dans le centre-ville. À 4 h 16 l'assaut est donné sur un appartement, présenté par certains médias comme un squat, situé rue du Corbillon. Le RAID tente de faire exploser la porte de l'appartement, sans succès. L'attaque dure plusieurs heures face aux terroristes retranchés à l'intérieur. 1 576 cartouches sont tirées lors de l'opération, dont 11 par les terroristes. L'intervention se termine vers 11 h 30. Fin décembre 2015, le déroulement exact de cet assaut reste inconnu de la presse.
À l'issue de cette intervention Abdelhamid Abaaoud, sa cousine Hasna Aït Boulahcen et Chakib Akrouh trouvent la mort. Cinq policiers du RAID sont blessés lors de l'opération et un chien policier est tué. Sept personnes sont interpellées : trois se trouvant dans l’appartement, deux cachées dans les gravats et deux autres hors de l'appartement, dont Jawad Bendaoud, le logeur pour le compte de trois frères propriétaires et « marchands de sommeil » de l'appartement de la rue du Corbillon et d'autres dans le secteur.

### Commission d’enquête parlementaire en France
L'Assemblée nationale crée début 2016 une commission d’enquête parlementaire de 30 membres présidée par le député LR du Rhône Georges Fenech et dont le rapporteur est le député PS des Hauts-de-Seine Sébastien Pietrasanta sur les « moyens mis en œuvre par l'État pour lutter contre le terrorisme depuis le 7 janvier 2015 » incluant donc les attentats de janvier 2015 comme ceux 13 novembre.
Une de ses premières auditions est consacrée aux témoignages de victimes survivantes. Celles-ci rapportent des difficultés pour obtenir la confirmation du décès ou de l'hospitalisation de blessés, la difficulté des personnes retranchées au Bataclan à joindre ou être entendus par la Police ou l'absence de présence policière ou de fouille à l'entrée du Bataclan, alors que le risque d’attaque contre une salle de concert était connu des autorités.
Lors de son audition par la commission, le directeur de la Direction générale de la Sécurité extérieure Bernard Bajolet déclare connaître le commanditaire des attentats tout en refusant de communiquer son nom : « Il est vrai qu'Abaaoud était un coordinateur mais pas le commanditaire. Nous connaissons le commanditaire mais je resterai discret sur ce point ». Il est révélé fin octobre qu'interrogé le 29 juillet 2016 par un juge anti-terroriste, le directeur de la DGSE refusa de nouveau de donner cette information : « Je ne peux pas donner les noms du commanditaire et de ses collaborateurs en raison de la sensibilité de nos sources ». Il s'agirait peut-être du mystérieux Abou Ahmed dont le nom d'emprunt est retrouvé à la fin de l'été par les enquêteurs belges.
La commission d'enquête rend son rapport le 5 juillet 2016 et formule 39 propositions, notamment axées sur une réforme du renseignement. Le ministre de l'Intérieur Bernard Cazeneuve soutient la recommandation de « renforcer les missions du coordinateur du renseignement », et de « préciser le positionnement de la DRPP », sur laquelle les députés sont très critiques, mais manifeste son opposition à la création d’une « agence nationale du renseignement » arguant qu’elle ajouterait une nouvelle couche au « millefeuille », La création d’une direction générale du renseignement territorial, prônée par les députés et fusionnant une partie de la DRPP et le service de renseignement de la gendarmerie, est également rejetée par le ministre qui y voit un risque de « concurrence dommageable » avec la DGSI.
Devant la commission, le directeur de la DGSI Patrick Calvar explique vouloir contrer la stratégie de Daech théorisée par Abou Moussab al-Souri visant à susciter la confrontation entre musulmans et ultra-droite violente. Il demande de « dégager des ressources pour nous occuper d’autres groupes extrémistes parce que la confrontation est inéluctable » reprenant son analyse exprimée le 10 mai devant d'autres parlementaires « Cette confrontation, je pense qu’elle va avoir lieu. Encore un ou deux attentats et elle adviendra. Il nous appartient donc d’anticiper et de bloquer tous ces groupes qui voudraient, à un moment ou à un autre, déclencher des affrontements intercommunautaires ». Appuyant cette analyse, le politologue Jean-Yves Camus souligne que « cette confrontation est voulue par les deux parties. Car pour les islamistes radicaux, elle est aussi un moyen de souder autour d’une identité commune des gens dont les rapports à l’islam sont parfois différents. Des gens qu’il s’agit de convaincre que, vivant une répression commune, ils ont aussi une destinée commune dans le jihad » Pour l'ultra-droite, « elle viendra de gens qui ne font pas nécessairement partie de groupes déjà constitués (…) Depuis les années 80, existe aux États-Unis la théorie de la « résistance sans chef », qui a notamment inspiré les auteurs de l’attentat d'Oklahoma City en 1995. Dans ce schéma, les terroristes agissent individuellement ou par petites cellules décentralisées ».
Plusieurs médias anglo-saxons ont semblé lire dans les auditions de la commission d’enquête qu'il y aurait eu des actes de torture au deuxième étage du Bataclan, notamment des décapitations, des émasculations, des énucléations. Ceci d'après le témoignage d'un officier de police qui est entré avec la BRI,. Tout cela est démenti par « le procureur de Paris François Molins dans son audition par la même commission d’enquête : « Les médecins légistes ont été formels : il n’y a pas eu d’actes de barbarie, pas d’utilisation, notamment, d’armes blanches ». De fait, les autopsies et constatations médico-légales pratiquées sur les corps ne montrent aucune trace de telles mutilations ». Aucune arme blanche n'a été trouvée sur les lieux, ni aucun témoignage dans ce sens de la part de survivants.
Pour le député socialiste et rapporteur Sébastien Pietrasanta, l'état d'urgence a eu une portée limitée et l'opération Sentinelle n'a pas prouvé son efficacité et il s'interroge sur « l'efficacité réelle de ce dispositif dans la sécurisation du territoire national ».

### Enquête en Belgique
À la suite de l'opération policière du 18 novembre à Saint-Denis, l'enquête s'oriente de plus en plus vers la commune de Molenbeek-Saint-Jean, d'où viennent Abaaoud et les frères Abdeslam, et plus largement la Belgique.
Les enquêteurs français arrivent à la conclusion que les attaques meurtrières ont été préparées depuis l'étranger et ils se tournent rapidement vers la Belgique, considérée, par les autorités françaises, comme base arrière des kamikazes terroristes. Néanmoins, les autorités belges réfutent les accusations des autorités et des médias français, les invitant à regarder dans leur propre jardin.
Le 16 novembre, une série de perquisitions est lancée en Belgique, à Molenbeek-Saint-Jean, pour rechercher notamment Abdeslam Salah, qui avait loué la Polo noire transportant les terroristes du Bataclan. Le même jour, deux suspects sont inculpés pour terrorisme, dont le propriétaire de la voiture ayant ramené Salah Abdeslam. Il apparaît à cette occasion que certains terroristes islamistes domiciliés en Belgique inconnus des services français l'étaient en revanche des services belges, sans que l'information ait été transmise. Le Comité R, chargé de contrôler les services de renseignement belges, a ouvert une enquête sur l'action de la Sûreté de l'État et du Service général du renseignement et de la sécurité. Un rapport provisoire est remis au Parlement par le comité R en février 2016. Selon ce rapport, la Sûreté de l'État n'a pas commis de faute dans cette affaire.
Une source du journal La Capitale aurait rencontré Salah Abdeslam, à Molenbeek-Saint-Jean, le 17 novembre dans la soirée. Le 24 novembre, la justice belge lance un mandat d'arrêt international contre Mohamed Abrini, 30 ans, reconnu par une caméra de vidéosurveillance d'une station-service de Ressons-sur-Matz (Oise) en compagnie de Salah Abdeslam, deux jours avant les attentats de Paris. Le dimanche 29 novembre, deux suspects sont inculpés par le parquet belge, dont l'un, Samir Z. (20 ans), de nationalité française, voulant se rendre en Syrie par le Maroc, serait proche de Bilal Hadfi.
Les autorités belges, redoutant des attaques coordonnées telles celles ayant touché Paris, lancent plusieurs opérations de police durant la nuit du 22 au 23 novembre dans les agglomérations de Bruxelles et à Charleroi. Le niveau d’alerte est porté à son maximum (quatre, sur une échelle de quatre niveaux) dans la capitale et au niveau trois dans le reste du pays. Au cours de ces opérations, plus de seize arrestations sont effectuées.
Le 2 mars 2016, les parlementaires rejettent le lancement d'une enquête parlementaire sur les services antiterroristes. En effet, des informations auraient été transmises à la police dès 2014 sur Abdelhamid Abaaoud. Par ailleurs, la police locale de la zone ouest de Bruxelles — qui inclut Molenbeek — aurait indiqué début 2015 que les frères Abdeslam envisageaient de se rendre en Syrie, mais une perquisition et des écoutes n'auraient pas permis d’établir une infraction liée au terrorisme et le dossier a été classé sans suite par le parquet fédéral. Le comité P est saisi. Le 26 avril 2016, la presse révèle ses conclusions : à la suite du signalement par un inspecteur de Bruxelles-Ouest par PV à la cellule antiterroriste que les frères Abdeslam cherchent à se rendre en Syrie, le parquet a alors demandé à l'unité antiterroriste de la police fédérale d'espionner le téléphone des deux frères et de vérifier leurs mails. Toutefois, selon le quotidien belge Le Soir l'enquête est dirigée vers les « dossiers rouges », « ceux qui sont urgents mais pour lesquels la section antiterroriste ne dispose pas de moyens suffisants ». « Des réunions auraient eu lieu pour savoir si d’autres unités de police pouvaient s’occuper du dossier, mais toutes auraient été confrontées au même manque d’effectifs. Le 21 avril 2015, le dossier Abdeslam est finalement classé sans suite ».
Selon des informations de presse non confirmées par la Justice, les autorités belges auraient obtenu le soutien de la National Security Agency pour pister les téléphones portables des personnes présentes à l'inhumation d'un terroriste des attentats du Stade de France Chakib Akrouh, ce qui aurait contribué à la localisation de Salah Abdeslam. Cela est confirmé en août 2016 concernant la traque de Salah Abdeslam grâce à son expertise en analyse de métadonnées.
Le 15 mars 2016, lors d'une perquisition de la police (opération conjointe des services belges et français) dans le cadre de l'enquête sur les attentats à Paris, une fusillade éclate dans la commune bruxelloise de Forest. Quatre policiers sont blessés, un suspect a été abattu et enfin deux autres sont toujours en fuite. Le 18 mars, Salah Abdeslam est arrêté par la police belge à Molenbeek.
Arguant du fait que « le commando venait exclusivement de Belgique » et du temps nécessaire pour mettre la main sur Salah Abdeslam, Alain Marsaud, ancien magistrat français responsable de la lutte antiterroriste et député LR, critique les services belges. Il avance que « la Belgique paie son laisser-aller lorsqu’elle a laissé agir un certain nombre de communautés. ».

### Plaintes de familles de victimes
En juin 2018, dix-sept victimes ou familles de victimes, regroupées en un collectif, annoncent déposer plainte contre X avec leur avocate Samia Maktouf « pour non-assistance à personne en péril » pour faire la lumière sur les raisons pour lesquelles les soldats de l’opération Sentinelle présents très rapidement sur les lieux du Bataclan n’ont pas fait usage de leurs armes et sur l'absence de mesures de surveillance particulière après une tentative d'attentat antérieure. Le président de la commission d’enquête parlementaire sur les attentats du 13-Novembre Georges Fenech rappelle avoir questionné : « Clairement, un ordre a été donné aux soldats [de] “Sentinelle” de ne pas engager le feu alors qu’ils avaient en ligne de mire des terroristes. À la question “qui a donné l’ordre aux soldats de ne pas intervenir ?”, on n’a jamais su. Avec les autres parlementaires, on était sidérés. ». La plainte est rapidement rejetée, dès juillet 2018, par le tribunal administratif de Paris, qui estime qu'« aucun élément ne permet d'engager la responsabilité de l’État à raison d'un défaut de coopération des services de renseignement français avec les services des autres États membres de l'Union européenne en matière de terrorisme ».
Selon le rapport d'enquête parlementaire de 2016, un brigadier-chef de la police affirme avoir reçu l'ordre de la préfecture de police de ne pas faire intervenir les militaires : « Négatif, vous n’engagez pas les militaires, on n’est pas en zone de guerre ». Celle-ci a confié l'intervention aux unités spécialisées des forces de sécurité intérieure, notamment la brigade anticriminalité (BAC) du Val-de-Marne, puis le RAID et le GIGN.

## Procès
Par un réquisitoire de 562 pages signé le 21 novembre 2019, le parquet national antiterroriste requiert un procès aux assises contre vingt personnes suspectées d'être impliquées dans les attentats du 13 novembre 2015, notamment pour des faits de meurtres, tentatives de meurtres et séquestration, en bande organisée et en relation avec une entreprise terroriste. Parmi les suspects, onze sont en détention en France ou en Belgique dont Salah Abdeslam et des individus également possiblement impliqués dans les attentats du 22 mars 2016 à Bruxelles, trois sous contrôle judiciaire et six en fuite, dont Oussama Atar, un Belge soupçonné d'avoir planifié les attentats depuis la Syrie et porté disparu.
Le procès des attentats du 13 novembre 2015 se déroule à la cour d’appel de Paris depuis le 8 septembre 2021. Ce procès devrait se terminer le 25 mai 2022. En application de la loi du 9 septembre 1986, le jugement des crimes terroristes relève de la cour d’assises spécialement composée de magistrats professionnels (et non des jurés d'assises). À cette occasion, une salle éphémère de 550 places a été construite dans l'enceinte de la cour d'appel de Paris pour abriter quatre jours par semaine ce procès hors norme : 1 800 parties civiles qui pourront disposer d'une webradio privée (avec un différé de 30 minutes) pour suivre les débats à distance, un dossier d'instruction de 542 tomes, 10 salles annexes où le procès sera retransmis, 300 avocats pour la partie civile.

### Protagonistes: 33 mis en cause dont 13 morts
Au terme de l’identification judiciaire française, 33 individus ont été identifiés comme ayant joué un rôle, à des degrés divers dans les attentats. 13 des mis en cause sont morts durant les attentats ou des opérations de police.

#### 7 terroristes décédés lors des attentats
- Foued Mohamed-Aggad - Né le 18 septembre 1992 originaire de Wissembourg (Bas-Rhin)[295], il est parti en décembre 2013 pour la Syrie avec son frère aîné et huit autres jeunes radicalisés (filière de Strasbourg), qui tous rentrent en France avant l'été 2014. Seul Mohamed-Aggad reste en Syrie. Il s'y marie avec une Française[87].
- Samy Amimour - Né le 15 octobre 1987 à Paris et originaire de Drancy (Seine-Saint-Denis), il est un ex-chauffeur de bus à la RATP. Il est inculpé en octobre 2012 dans un dossier de terrorisme mais parvient à rejoindre la Syrie en septembre 2013 en compagnie d'Ismaël Omar Mostefaï. Il s'y marie et a un enfant. Il est le premier terroriste du Bataclan abattu, grâce à l'intervention d'un commissaire de la BAC arrivé rapidement sur les lieux avant l'intervention de la BRI[296].
- Ismaël Omar Mostefaï - Né le 21 novembre 1985 à Courcouronnes (Essonne) et habitant à Chartres (Eure-et-Loir), il était connu des services de police et avait été condamné à huit reprises entre 2004 et 2010 pour des délits divers. Repéré le 6 septembre 2013 en Turquie avec Samy Amimour[297]. Un jour après les attentats, sa famille, résidente à Molenbeek-Saint-Jean, a été convoquée chez la police belge[298].
- Brahim Abdeslam - Né à Paris le 30 juillet 1984 vivant dans la commune bruxelloise de Molenbeek-Saint-Jean en Belgique, frère de Salah Abdeslam, il aurait effectué un séjour dans les camps de Daesh en Syrie. Il actionne sa ceinture d'explosifs dans le café Comptoir Voltaire[299].
- Ammar Ramadan Mansour Mohamad al-Sabaawi (nom de guerre « Ukashah al-Iraqi ») - Né en 1993 ou 1995 au village de Duwayzat Fawqani, en Ninive (Irak), il s’est fait exploser porte D du Stade de France[300]. Un passeport syrien au nom d'« Ahmad Al Mohammad », né le 10 septembre 1990 à Idleb[301],[302], est retrouvé à proximité de son corps. Il se révèle rapidement être un faux, que le terroriste aurait utilisé pour bénéficier du statut de réfugié le 3 octobre 2015, date de son enregistrement dans le fichier Schengen Eurodac lors de son arrivée sur l'île grecque de Leros, avant d'être repéré quelques jours plus tard en Croatie[302] puis en Allemagne[303]. Il serait un garde du corps d’Oussama Atar[300]. En janvier 2017, des documents déclassifiés de la DGSE datés de janvier et de février 2016 sont versés au dossier d'instruction, ils indiquent que le terroriste serait Ammar al-Sabaawi, un Irakien, dont la famille aurait été indemnisée pour ses actes par l'État islamique de l'équivalent de 5 000 $ et d'un troupeau de moutons[304].
- Bilal Hadfi - Né le 22 janvier 1995, résidant à Neder-Over-Hembeek en Belgique et étudiant avant son départ subit pour la Syrie le 15 février 2015, sans aucun avertissement à sa famille. La police belge le surveillait de près et l’avait inscrit dans la « liste Syrie » de l’OCAM[305].
- X, se disant « Mohamad Almahmod » (nom de guerre « Ali al-Iraqi ») - Présenté par la vidéo de revendication de Daech étant Irakien[306], il s’est fait exploser à proximité de la porte H du Stade de France[300]. À l'instar du premier terroriste, un faux passeport syrien au nom d' « Mohamad Almahmod »[307], né le 1er janvier 1987 à Idleb[300], est retrouvé à proximité de son cadavre. Il serait également un garde du corps d’Oussama Atar[300]. Il a été contrôlé le 3 octobre sur l'île grecque de Leros[308] en se mêlant aux migrants qui fuient la guerre en Syrie[309]. Un appel à témoin en vue de l'identifier est lancé le 22 novembre 2015[310].

#### 2 terroristes décédés lors de l’opération de police du 18 novembre 2015 à Saint-Denis
- Abdelhamid Abaaoud - Né le 8 avril 1987 à Anderlecht, alias Abou Omar al Belgiki, il est le coordinateur présumé des attentats. Le gouvernement français l’a présenté comme « un des cerveaux » des tueries du 13 novembre, impliqué dans quatre des six attentats « évités ou déjoués » en France depuis le printemps 2015. En fuite après les attentats, il est tué par le souffle de la ceinture d'explosifs actionnée par Chakib Akrouh. D’après le procureur français chargé de l’enquête, lui et Chakib Akrouh projetaient « de se faire exploser le mercredi 18 ou le jeudi 19 novembre à La Défense »[311].
- Chakib Akrouh - Né le 27 août 1990 et vivant dans la commune bruxelloise de Molenbeek-Saint-Jean en Belgique jusqu'à son départ pour la Syrie en 2013. En fuite après les attentats, sa ceinture explosive explose lors de l'assaut du RAID du 18 novembre à Saint-Denis[106]. Identifié deux mois après les attentats, il est soupçonné de s’être rendu en Syrie à deux reprises, entre janvier 2013 et janvier 2015 et est condamné par contumace en juillet 2015 à cinq ans de prison lors du procès « Zerkani »[312].

#### Un terroriste décédé lors de l’opération de police du 15 mars 2016 à Forest
- Mohamed Belkaïd - Né le 9 juillet 1980 en Algérie[313]. Connu sous la fausse identité belge de Samir Bouzid et en séjour illégal en Belgique, il est considéré comme un des principaux coordinateurs des attentats. Le 9 septembre 2015, Salah Abdeslam est contrôlé à la frontière entre l'Autriche et la Hongrie en provenance de Budapest avec lui et Najim Laachraoui munis de faux papiers[314]. Ils sont soupçonnés d'avoir coordonné les attaques depuis Bruxelles le 13 novembre. Belkaïd appelle Hasna Aït Boulahcen pour trouver la planque de la rue du Corbillon[315] pour Abbaoud et Akrouh puis effectue un transfert d'argent à la jeune femme le 17 novembre[316]. En fuite après les attentats. Il est abattu à la suite d'une perquisition effectuée à Forest, qui dégénère en fusillade[317].

#### 3 terroristes décédés lors des attentats du 22 mars 2016 à Bruxelles
- Ibrahim et Khalid El Bakraoui - Belgo-Marocains nés respectivement le 9 octobre 1986 et le 12 janvier 1989 à Bruxelles, ils se sont fait exploser dans une des trois stations de métro desservant le quartier européen de Bruxelles lors des attentats du 22 mars 2016 à Bruxelles[318]. D'après la RTBF, il aurait participé, peut-être avec son frère également auteur d'un attentat, à l'achat des munitions de kalachnikov, dans une armurerie wallonne, à l'été 2015, trois mois avant les attentats du 13 novembre. Alors qu'il est depuis mai 2015 en violation de sa liberté conditionnelle[319], les enquêteurs chargés du grand banditisme (trafic d'armes) auraient trouvé de la documentation islamiste et une alarme à détecteur de mouvement à son domicile le 21 octobre 2015, trois semaines avant les attentats du 13 novembre. Il aurait loué sous de fausses identités la planque d'Abaaoud en Belgique, puis la planque d'Abdeslam, en vue de cibler le Championnat d'Europe de football en juin 2016 toujours selon la RTBF[320].
- Najim Laachraoui[321] - né le 18 mai 1991 à Adjir (Maroc), il s'est fait exploser dans l'aéroport de Zaventem lors des attentats du 22 mars 2016 à Bruxelles[322], Soufiane Kayal d'après sa fausse identité belge. Le 9 septembre 2015, Salah Abdeslam, est contrôlé à la frontière entre l'Autriche et la Hongrie en provenance de Budapest avec lui et Mohamed Belkaïd munis de faux papiers[314]. Ils sont soupçonnés d'avoir coordonné les attaques depuis Bruxelles le 13 novembre. Ils transfèrent de l'argent à Hasna Aït Boulahcen le 17 novembre[316]. Il est identifié le 21 mars 2016 comme Najim Laachraoui[321]. Il aurait des compétences en électromécanique suffisantes pour concevoir les explosifs sur lesquels son ADN a été retrouvé et l'appartement de Schaerbeek où il a séjourné serait le lieu où ont été confectionnés les ceintures des attentats[323]. Il est attesté être l'artificier des attentats de Paris[324]. Il est l'un des gardiens du journaliste américain James Foley, avant sa décapitation en août 2014, et de quatre otages français[325].

#### Onze accusés dans le box
- Salah Abdeslam - Né le 15 septembre 1989 à Bruxelles[326], frère de Brahim Abdeslam, il a joué un important rôle dans la logistique des attentats. Il a loué en Belgique la Polo du Bataclan et une Clio, mais aussi réservé des chambres d’hôtel utilisées avant les attentats[327]. Il a convoyé les kamikazes du Stade de France[201] puis a pris la fuite en Belgique[328]. Il est interpellé le 18 mars 2016 dans la commune de Molenbeek, à Bruxelles après quatre mois de cavale[329], puis inculpé le 19 mars 2016 pour « participation à des assassinats terroristes » et « participation aux activités d'un groupe terroriste »[330]. Le 23 avril 2018, il est reconnu coupable par le tribunal correctionnel de Bruxelles de « tentative d'assassinat à caractère terroriste » et est condamné par contumace à 20 ans de prison, au même titre que son complice Sofien Ayari[331]. Il est condamné pour « tentative d'assassinat à caractère terroriste » le 23 mars 2018 (20 ans ferme)[332].
- Ali El Haddad Asufi - Né le 23 septembre 1984[333], belge[333], il est interpellé le 4 mars 2016 puis relâché le jour-même. De nouveau interpellé le 9 juin 2016 et placé en détention préventive[334]. Il était, selon la Justice française en contact « de façon récurrente » avec les cellules des attentats du 13-Novembre et de Bruxelles en mars 2016 (32 morts). Il se serait rendu en juillet 2015 en Grèce (lieu de transit vers la Syrie) avec Ibrahim El Bakraoui, ainsi qu'à Rotterdam en octobre 2015 et y a été « en contact avec des individus soupçonnés de trafic d'armes »[333]. Le 23 avril 2018, il est condamné par le tribunal correctionnel de Bruxelles à 20 ans de prison[331]. En décembre 2018, il est brièvement remis à la France pour être mis en examen par le parquet de Paris, en même temps que Sofien Ayari[335].
- Adel Haddadi - Né le 17 juillet 1987 à Bourouba (Algérie).
- Farid Kharkhach - Né le 4 juillet 1982 à El Aioun Sidi Mellouk (Maroc), il est interpellé en Belgique en janvier 2017 avec son épouse, il est inculpé par la justice belge pour « participation aux activités d’un groupe terroriste » et placé en détention préventive. Remis aux autorités françaises le 9 juin 2017, il est suspecté d'être impliqué dans la fourniture de faux papiers utilisés par la cellule des attentats du 13-Novembre. Il admet avoir fourni des faux documents en décembre 2014 puis en août et septembre 2015, à la demande de Khalid El Bakraoui. La justice lui reproche ces faits alors qu'il connaissait la radicalisation d'El Bakraoui tout « en ayant compris que ces faux documents n'étaient pas destinés à un commerce sur internet », comme le prétendait son acheteur[336]. Farid Kharkhach était associé à un réseau de production et de commerce de faux papiers en ayant écoulé 2 253. Treize animateurs de ce réseau ont été pour la plupart jugés par le tribunal correctionnel de Bruxelles en janvier 2017, dont Khalid Ledjeradi condamné à 8 ans, Djamal Eddine Ouali à 7 ans, et les autres entre 3 et 5 ans parfois avec sursis partiel[337].
- Mohammed Amri - Né le 7 août 1988 à Ait Lahssen (Maroc), il est interpellé le 14 novembre, inculpé le 16 novembre 2015 et maintenu en détention provisoire en France[335]. Condamné le 23 avril 2018 pour « tentative d'assassinat à caractère terroriste » (20 ans ferme)[331]. Il est le conducteur et propriétaire de la voiture Volkswagen Golf ayant servi à exfiltrer Salah Abdeslam vers Bruxelles au lendemain des attaques[311]. Il sera arrêté le 14 novembre 2015 à Bruxelles[338]. Le 23 avril 2018, il est condamné pour « tentative d'assassinat à caractère terroriste », au même titre que son complice Salah Abdeslam[331].
- Mohamed Bakkali - Né le 10 avril 1987 à Verviers (Belgique), alias Fernando Castillo, alias Algerto Malanzo.
- Osama Krayem - Né le 16 août 1992 à Malmo (Suède), il est arrêté le 8 avril 2016 en compagnie de Mohamed Abrini[222] et déjà inculpé pour les attentats du 22 mars 2016 commis à Bruxelles, son ADN a été retrouvé dans plusieurs planques utilisées par les terroristes des attentats de Paris notamment dans un atelier de confection de ceintures explosives[339]. Après avoir été identifié par la justice belge, la justice suédoise ouvre le 9 février 2021 une enquête préliminaire contre lui pour sa participation début 2015 à l'agonie d’un pilote jordanien qui avait dû s'éjecter le 24 décembre 2014 après que son avion ait été touché par un tir lors d'une mission contre Raqqa[340]. Il est mis en examen le 19 avril 2016.
- Mohamed Abrini - Interpellé le 8 avril 2016[341] Inculpé le 9 avril 2016[342]. Il a été filmé deux jours avant les attaques en compagnie de Salah Abdeslam, dans une station-service de l'Oise, sur l’autoroute A1 en direction de Paris. Mohamed Abrini était au volant de la Renault Clio retrouvée à Paris après les attentats[327]. Il est arrêté le 8 avril 2016 à Anderlecht à Bruxelles[343].
- Muhammad Ghani Usman - Né le 15 mai 1993 à Bahawalpur (Pakistan), alias Faisal Aleifan. Selon les services de renseignement indiens, il serait fabriquant d'explosifs pour Lashkar-e-Taiba avant de rejoindre Daech et aurait participé au attentats de Bombay en 2008[344]. Il dit avoir découvert Daech par l'intermédiaire d'un certain « Abou Obeida », qu'il a rencontré sur Facebook[345],[346].
- Sofien Ayari - Né le 9 août 1993 à Tunis, il est interpellé le 18 mars 2016 au moment de l'interpellation de Salah Abdeslam[222], il est inculpé le lendemain en Belgique. Mandat d'arrêté émis par la France fin décembre 2016[347]. En possession d'un faux passeport syrien au nom de Monir Ahmed Alaaj ainsi que d'une fausse carte d'identité belge au nom d'Amine Choukri, il est inculpé pour assassinats terroristes et participation aux activités d'un groupe terroriste. Après être arrivé en Europe sur l'île grecque de Léros le 20 septembre 2015[348], ce dernier a été contrôlé le 3 octobre suivant en Allemagne aux côtés de Salah Abdeslam. Ses empreintes sont relevées dans un des « logements conspiratifs » des terroristes[349]. Le 23 avril 2018, il est condamné par le tribunal correctionnel de Bruxelles à 20 ans de prison[331]. En décembre 2018, il est brièvement remis à la France pour être mis en examen par le parquet de Paris[335].
- Yassine Atar - Né le 11 juillet 1986 à Bruxelles, il est arrêté en 2016. Remis à la France en juin 2018[223]. Il est le frère cadet du coordinateur supposé des attentats Oussama Atar, il est suspecté d'avoir été un relais logistique des attentats[223]. En détention provisoire en France[335].

#### Trois accusés comparaissent libres
- Hamza Attou - Né le 4 mai 1994 à Bruxelles, il est interpellé le 14 novembre, inculpé le 16 novembre 2015[350]. Passager de la voiture Volkswagen Golf ayant servi à exfiltrer Salah Abdeslam vers Bruxelles au lendemain des attaques[311]. Remis en liberté sous contrôle judiciaire le 14 mai 2018[335].
- Ali Oulkadi - Né le 9 juillet 1984 à Bruxelles, il est interpellé le 22 novembre, inculpé le 23 novembre. Il a conduit Salah Abdeslam le lendemain des attentats depuis la station de métro Bockstael à Laeken jusqu’à Schaerbeek[327] et son ADN a été retrouvé dans l’un des appartements conspiratifs de Schaerbeek ayant servi à la confection des ceintures explosives des commandos. Cependant le 9 mars 2018, alors qu'il gardait jusque-là le silence devant la Justice, Salah Abdeslam tente de le disculper en affirmant qu'Ali Oulkadi ignorait alors sa participation aux attentats du 13 novembre[351]. Après 28 mois de détention provisoire en France, il est libéré en juin 2018 sous un contrôle judiciaire strict en Belgique[352]. Remis en liberté sous contrôle judiciaire le 18 juin 2018[335].
- Abdeilah Chouaa - né le 3 mars 1981 à Nador (Maroc), il est interpellé le 23 novembre, inculpé le 24 novembre[353]. Il est suspecté de « participation aux activités d’un groupe terroriste et d’assassinats terroristes »[311]. Il a accompagné Mohamed Abrini à l'aéroport en juin 2015 lorsqu'il part officiellement en vacances en Turquie, d'où il s'est rendu en Syrie. C'est aussi lui qui a été le rechercher trois semaines plus tard cette fois à Paris, alors que Mohamed Abrini a transité par le Royaume-Uni, où Abaaoud a des relais, notamment à Birmingham[354].

#### Six absents
Un vivant détenu en Turquie : Ahmed Dahmani - Né le 13 avril 1989  à Al Hoceima (Maroc), alias Gege, alias Rayan Kays, détenu en Turquie.
et cinq présumés morts dont les trois commanditaires présumés
- Fabien Clain -  né le 30 janvier 1978 à Toulouse, alias Abou. Selon les informations parvenues à la DGSI, il aurait été tué dans un bombardement aérien en février 2019, à Baghouz.
- Jean-Michel Clain -  né le 29 août 1980 à Toulouse, alias Abou Othman. Présumé décédé. Selon les informations parvenues à la DGSI il aurait été tué le 03 mars 2019, lors de combats à Baghouz.
- Oussama Atar - né le 4 mai 1984 à Bruxelles[355], alias Abou Ahmad al Iraki. Présumé décédé. Selon les informations parvenues à la DGSI, il aurait été tué dans un bombardement aérien en novembre ou décembre 2017, en Syrie. Un mandat d'arrêt international a été émis fin décembre 2016. Tué à l'automne 2017. Selon les enquêteurs belges, le commanditaire des attentats serait le Belge Oussama Ahmad Atar. Arrêté en 2004 à Ramadi en Irak avant d'être détenu trois ans dans la prison d'Abou Ghraib, il est un cousin éloigné des frères Ibrahim et Khalid El Bakraoui, morts en kamikazes à Bruxelles début 2016. Il était retourné en Belgique après sa libération en septembre 2012. Son nom apparaît également dans l'enquête sur la cellule de Verviers coordonnée par Abdelhamid Abaaoud et démantelée en 2015[204]. Fin décembre 2016, les juges d'instruction français émettent deux nouveaux mandats d'arrêt, dont l'un visant Oussama Atar et l'autre Sofien Ayari, détenu en Belgique. Cette information n'est diffusée que le 9 mars 2017[347]. Les services de renseignement s'accordent à dire qu'il est tué lors de frappes aériennes en Syrie, à l'automne 2017, à l'âge de 33 ans[223],[356].
- Omar Darif - Né en Syrie, alias Ahmad ALKHAID Kbm Mahmoud As Mahmoud As Souri, allas Yassine NOURE. Selon les informations parvenues à la DGSI, il aurait été tué dans un bombardement aérien en juillet 2017.
- Obeida Aref Dibo - Né en Syrie, alias Abou WaUd As Souri, alias Aboa Walid As Shami. Selon les Informations parvenues à la DGSI, il aurait été tué dans un bombardement aérien en février 2016.

### Condamnations
Le 29 juin 2022, après plus de 10 mois d'audience, la cour d'assises spécialement composée a rendu son verdict déclarant coupable tous les prévenus des chefs d'accusation retenus contre eux. Seul Farid Kharkhach n'est pas reconnu coupable de l'association de malfaiteurs terroristes, mais seulement de l'association de malfaiteurs en vue de commettre une escroquerie. La cour a prononcé les peines suivantes à l'égard de :
| Nom                   | Notes | Peine                           |
| --------------------- | --- | ------------------------------- |
| Salah Abdeslam        | Seul survivant des commandos du 13 novembre 2015.                                                                           | Perpétuité incompressible       |
| Mohamed Abrini        | Logisticien, impliqué dans les attentats du 13 novembre 2015 et du 22 mars 2016 à Bruxelles.                                | Perpétuité (sureté 22 ans)      |
| Sofien Ayari          | Présent le 13 novembre à Schiphol où un attentat était prévu, arrêté avec Abdeslam le 18 mars 2016.                         | 30 ans de prison (sureté 2/3)   |
| Mohamed Bakkali       | A loué des appartements pour les commandos du 13 novembre 2015.                                                             | 30 ans de prison (sureté 2/3)   |
| Osama Krayem          | Présent le 13 novembre à Schiphol où un attentat était prévu, membre des commandos du 22 mars 2016 à Bruxelles.             | 30 ans de prison (sureté 2/3)   |
| Hamza Attou           | A convoyé Abdeslam de Paris à Bruxelles la nuit des attentats du 13 novembre.                                               | 4 ans de prison (2 avec sursis) |
| Mohammed Amri         | A convoyé Abdeslam de Paris à Bruxelles la nuit des attentats du 13 novembre.                                               | 8 ans de prison (sureté 2/3)    |
| Farid Kharkhach       | Fournisseur de faux papiers pour les commandos.                                                                             | 2 ans de prison                 |
| Yassine Atar          | Frère cadet d'Oussama Atar, membre de la cellule terroriste belgo-française.                                                | 8 ans de prison (sureté 2/3)    |
| Ali Oulkadi           | A aidé Salah Abdeslam lors de sa cavale.                                                                                    | 5 ans de prison (3 avec sursis) |
| Ali El Haddad Asufi   | Aide logistique des commandos.                                                                                              | 10 ans de prison (sureté 2/3)   |
| Muhammad Usman        | Envoyé vers la France depuis la Syrie en même temps que les commandos, placé en centre de rétention en Grèce à son arrivée. | 18 ans de prison (sureté 2/3)   |
| Adel Haddadi          | Envoyé vers la France depuis la Syrie en même temps que les commandos, centre de rétention en Grèce à son arrivée.          | 18 ans de prison (sureté 2/3)   |
| Abdellah Chouaa       | Aide logistique des commandos.                                                                                              | 4 ans de prison (3 avec sursis) |
| Ahmed Dahmani         | Visé par un mandat d’arrêt, cellule terroriste, part de Belgique le 14 novembre 2015 pour la Turquie puis arrêté et détenu. | 30 ans de prison (sureté 2/3)   |
| Omar Darif            | Visé par un mandat d’arrêt, présumé mort, principal artificier des attentats du 13 novembre.                                | Perpétuité incompressible       |
| Obeida Aref Dibo      | Visé par un mandat d’arrêt, présumé mort, responsable du déploiement des commandos en Europe.                               | Perpétuité incompressible       |
| Oussama Atar          | Visé par un mandat d’arrêt, présumé mort, commanditaire des attentats du 13 novembre 2015 et du 22 mars 2016.               | Perpétuité incompressible       |
| Fabien « Omar » Clain | Visé par un mandat d’arrêt, présumé mort, voix de la revendication des attentats du 13 novembre 2015.                       | Perpétuité incompressible       |
| Jean-Michel Clain     | Visé par un mandat d’arrêt, présumé mort, voix de la revendication des attentats du 13 novembre 2015.                       | Perpétuité incompressible       |

## Répercussions internationales

### Réactions des autorités politiques
L'ampleur de ces attaques est telle que leur retentissement est planétaire, comme ce fut également le cas des attentats de janvier 2015.
Dès le 13 novembre, le Secrétaire général de l'ONU Ban Ki-moon dénonce des « attaques misérables ». Le Conseil de sécurité adopte à l'unanimité le 20 novembre une résolution proposée par la France dans laquelle il appelle tous les États qui le peuvent à lutter contre l'État islamique.
Le président des États-Unis, Barack Obama, a été le premier chef d'État à réagir après les attentats, en y consacrant une conférence : « Nous proposerons toute l'aide nécessaire à la France. Face à la menace terroriste, nous nous tenons aux côtés des Français. ». Il y a cité, en français, la devise « Liberté, Égalité, Fraternité » en affirmant qu'elles ne sont « pas seulement des valeurs françaises mais des valeurs que nous partageons tous ».

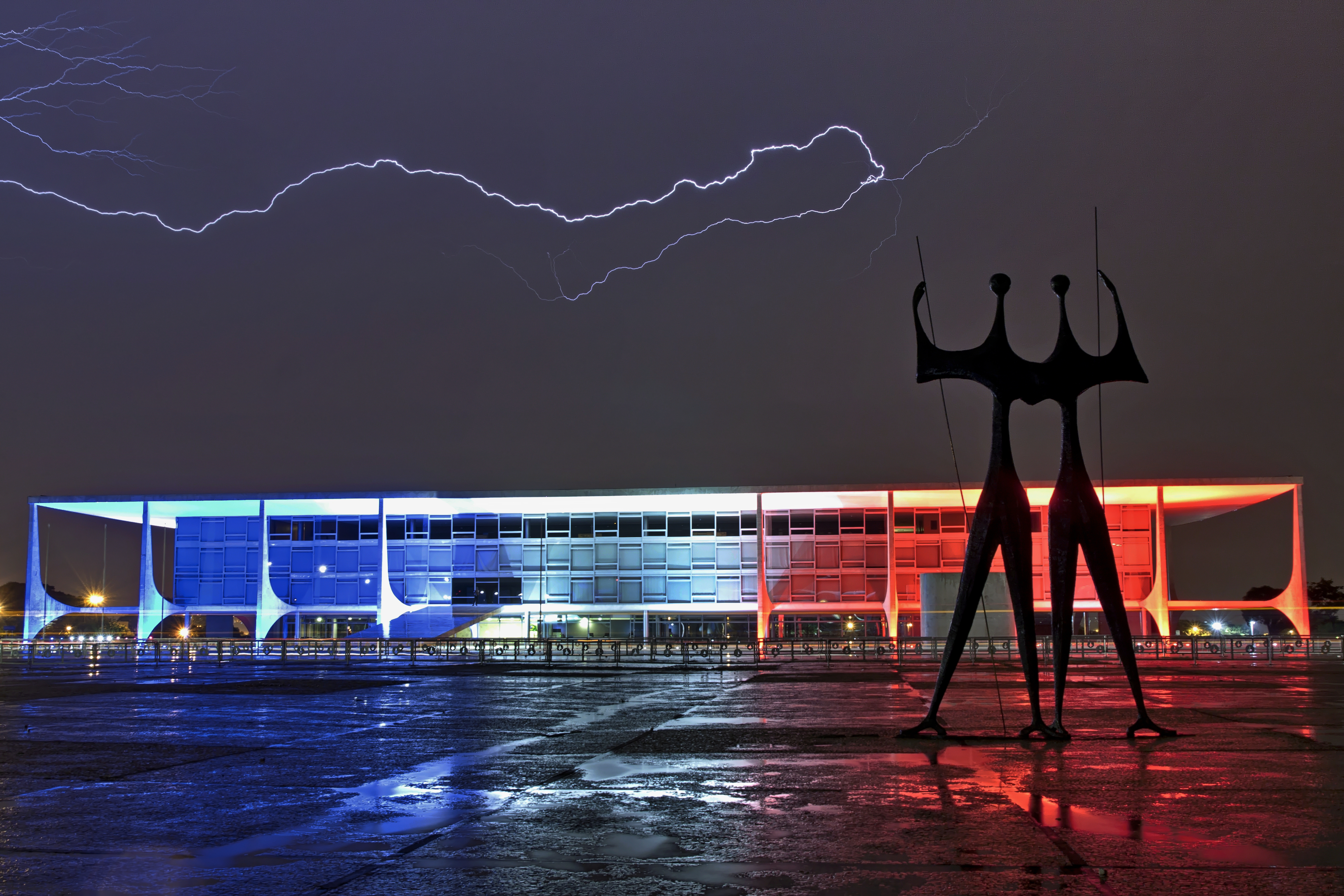
Le Brésil exprime sa sympathie à la France et aux victimes de l'attentat en mettant aux couleurs du drapeau français le Palais de l'Aurore à Brasilia, ici un soir d'orage. Novembre 2015.

Jean-Claude Juncker, président de la Commission européenne, fait part de son émotion dans un tweet et Donald Tusk, le président du Conseil européen, envoie une lettre de soutien à François Hollande. Chacun des 28 chefs d'État ou de gouvernement européens exprime également sa compassion et envoie ses condoléances, soit par une lettre ouverte envoyée au président français, soit par les réseaux sociaux, soit par une déclaration comme celles de la chancelière allemande Angela Merkel ou du Premier ministre néerlandais Mark Rutte, soit en exprimant ses condoléances à l'ambassade de France comme ce fut le cas de l'Ukraine.
Vladimir Poutine, président de la fédération de Russie, exprime ses condoléances et la solidarité de la Russie au président François Hollande et à l'ensemble du peuple français. Les chefs d'État d'Asie et du Proche-Orient émettent également des soutiens à la France et des condamnations des attentats. Seul le discours du président syrien Bachar el-Assad est nuancé : il se dit « prêts à combattre le terrorisme avec ceux qui le veulent vraiment » mais souligne que la politique française en Syrie a « contribué à l’expansion du terrorisme » et affirme que « la France ne pourra pas lutter contre le terrorisme tant qu'elle sera alliée au Qatar ou à l'Arabie saoudite ». De son côté l'Arabie saoudite condamne les attentats par le biais de son ministre saoudien des Affaires étrangères, jugeant qu'ils constituent une « violation de toute éthique, morale et religieuse ».
De très nombreux pays tant d'Amérique du Nord que du Sud expriment également leur solidarité envers le peuple français et appellent comme la présidente du Brésil, Dilma Rousseff, à une lutte « sans merci contre ces actes honteux perpétrés à Paris ».
De nombreux pays africains expriment la même solidarité avec la France, tant les pays à population de religion dominante musulmane que les pays non musulmans. Le président tunisien, Béji Caïd Essebsi, en visite privée en France, condamne, à l'issue de son entretien, les attentats. Le président algérien, Abdelaziz Bouteflika, dénonce dans un message par voie de presse et diplomatique « les lâches attentats de Paris ». Le roi Mohammed VI adresse un message de condoléances à François Hollande. Le Nigeria, qui affronte depuis six ans les islamistes armés du groupe État islamique en Afrique de l'Ouest (ex-Boko Haram) appelle « toutes les nations éprises de paix dans le monde à intensifier la coopération multilatérale et la collaboration au niveau de l’action pour mettre rapidement fin au fléau du terrorisme international ». En Afrique du Sud, Jacob Zuma, présente ses condoléances au gouvernement français et aux familles des victimes et rappelle que le terrorisme, « sous aucune de ses formes », ne peut être toléré.
Pour avoir écrit un article expliquant que l’élan de solidarité exprimé par la Chine après les attentats de Paris n’était pas dénué d’arrière-pensées quand il s’agit de faire l’amalgame entre la répression menée contre la minorité ouïghoure au Xinjiang et la lutte contre le terrorisme international, la journaliste de L'Obs Ursula Gauthier est victime d'une campagne de presse hostile provoquée par les autorités chinoises, puis son visa non renouvelé fin décembre 2015.

### Réactions des autorités religieuses

#### Autorités catholiques
Après avoir présenté ses condoléances à Mgr André Vingt-Trois, le pape François prend directement la parole sur Tv2000 (it) afin de condamner ces attentats que « rien ne peut justifier », ni religieusement, ni humainement. Il ajoute : « Je suis proche de tous ceux qui souffrent et de toute la France, que j'aime tant. »
Le lendemain, dimanche 15 novembre, lors de son Angélus, il exprime « sa souffrance » et ses condoléances « au président de la République française et à tous les citoyens ». Il ajoute : « nous nous demandons comment le cœur de l’homme peut concevoir et réaliser ces horribles événements. […] on ne peut que condamner cet affront inqualifiable à la dignité de la personne humaine. Et utiliser le nom de Dieu pour justifier ce chemin, ces choix, c’est un blasphème. […] Confions à la miséricorde de Dieu les victimes sans défense de cette tragédie. Que la Vierge Marie, la mère de miséricorde, suscite dans les cœurs de tous des pensées de sagesse et des intentions de paix. Nous lui demandons de protéger et de veiller sur la chère nation française, fille aînée de l’Église, sur l’Europe et sur le monde tout entier ».
Le 15 décembre, la messe pour la prospérité de la France, célébrée par le cardinal Agostino Vallini, est dédiée aux victimes des attentats et aux « frères musulmans, et particulièrement ceux qui sont tentés par l’intolérance et la violence aveugle ».

#### Autorités musulmanes
Le Conseil supérieur des oulémas du Maroc a émis une fatwa condamnant les actes terroristes de Daech. Celle-ci vient s'ajouter à un certain nombre de réactions et de mesures similaires prises à travers le monde par différentes autorités religieuses musulmanes.
L'ayatollah Ali Khamenei, guide suprême de la Révolution islamique en Iran, publie le 29 novembre 2015 une lettre intitulée « La seconde lettre du Guide suprême aux jeunes d'Europe », mais s'adressant en fait à tous les jeunes occidentaux. Soulignant son empathie pour les victimes en précisant que « le terrorisme est notre préoccupation commune », il dénonce cependant les « politiques contradictoires » et la « duplicité » des grandes puissances occidentales, en premier lieu des États-Unis, qui « ont nourri et armé al-Qaïda, les Talibans et leurs successeurs » et « soutiennent l'État terroriste d'Israël ». Il avait écrit une première lettre en janvier 2015 après les attentats contre Charlie Hebdo et un supermarché de la communauté juive qui avaient fait 17 morts.

### Réactions sur les réseaux sociaux

Logotype dérivé de celui de Je suis Charlie – adaptation graphique du mot-clé #Pray for Paris traduisible par « Priez pour Paris » diffusé par des internautes du monde entier en soutien aux Parisiens.

Aux États-Unis, un hashtag similaire, #StrandedInUS, permet aux Parisiens retenus sur le sol américain d'être hébergés.
Le 14 novembre 2015, Facebook déclenche son « contrôle d’absence de danger » (Safety Check). Ce service permet à chaque utilisateur géolocalisé dans les zones dangereuses de signaler à ses amis qu’il est en sécurité. D'après Facebook, 4,1 millions de personnes l'ont utilisé pour signaler qu’elles étaient en sécurité et pas moins de 360 millions d'internautes ont reçu des notifications les informant que leurs « amis » Facebook allaient bien. Le réseau social a également mis en place ce même jour un outil de personnalisation de la photo de profil appliquant un filtre du drapeau français sur celle-ci, permettant de « montrer [son] soutien à la France et aux Parisiens », fonctionnalité déjà expérimentée au moment de l'adoption du mariage homosexuel aux États-Unis avec le drapeau arc-en-ciel. Le neuroscientifique Romain Ligneul souligne que celle-ci permet à Facebook comme à un tiers d'obtenir des données déterminantes sur ses utilisateurs, les photos de profils étant publiques. Il observe également que cette proposition « contribue en quelque sorte à fixer [la] signification » du drapeau français, à renforcer sa diffusion et donc à favoriser son acceptation. Pour M, le magazine du Monde, la polémique que suscite parfois cette initiative sur le réseau social est révélatrice du « rapport schizophrène » que les Français entretiennent avec leur drapeau.
Le mot-clé #PrayForParis devance le #JeSuisCharlie, avec 6,7 millions de tweets avec ce hashtag en dix heures contre 6,63 en cinq jours. Par ailleurs, d'autres mots-clés tels que #1bougiepourParis ou #1candleforParis sont lancés, invitant les internautes, comme après la tuerie au siège de Charlie Hebdo, à allumer une bougie sur leur fenêtre en hommage aux victimes. Les internautes se sont également mobilisés pour rendre hommage au gérant du compte Twitter de supporteurs français du club Everton tué durant les attaques : le mot-clé #Tribute4FrenchToffees, demandant au club anglais d'organiser un hommage durant le prochain match, a réuni plus de trente mille messages en quelques heures dont certaines célébrités, clubs et joueurs de football,,. Publié sur Facebook, le texte Vous n’aurez pas ma haine d'Antoine Leiris à l'épouse tuée au Bataclan est partagé près de 230 000 fois en français et traduit dans plusieurs langues.
Le lendemain des attentats, le collectif informel de hackeurs Anonymous annonce par le biais de sa chaîne YouTube qu’il compte s’attaquer à l’État islamique,. Quelques heures après environ 5 500 comptes Twitter de propagande liés à l'État islamique sont désactivés. Cependant, selon le Daily Dot, de nombreux comptes signalés ne sont pas des comptes liés à l'EI,.

### Répercussions militaires et diplomatiques

#### Poursuite de l'offensive française contre l'État islamique
La France mène ses premières frappes en Syrie le 27 septembre 2015, invoquant la légitime défense. Manuel Valls déclare en particulier « Nous frappons Daech en Syrie car cette organisation terroriste prépare les attentats vers la France depuis la Syrie, depuis ces sanctuaires […]. Nous agissons donc en légitime défense ». En réaction aux attentats, dans la soirée du 15 novembre, dix chasseurs de l'armée de l'air française larguent vingt bombes sur des cibles de la ville syrienne de Raqqa, capitale officieuse de l'État islamique,. Ce premier raid fait douze morts parmi les djihadistes et aucune victime civile. Le 17 novembre 2015, la France bombarde Raqqa avec la Russie, après que Vladimir Poutine a officiellement reconnu que le crash du vol Metrojet 9268 a été causé par un attentat. Le porte-avions Charles de Gaulle arrive au large des côtes syriennes le 23 novembre 2015 avec vingt-quatre appareils à bord afin de tripler sa capacité de frappes tout en excluant l'intervention de son armée de terre en Syrie. Dans les deux semaines suivant les attentats, François Hollande rencontre notamment, tour à tour, David Cameron, Angela Merkel, Matteo Renzi, Xi Jinping à Paris, Barack Obama à Washington, Vladimir Poutine à Moscou, dans le but de mettre sur pied une grande coalition pour augmenter la pression sur Daech, et à terme, détruire cette organisation terroriste,. Le 17 octobre 2017, moins de deux ans après les attentats de Paris, Raqqa, la principale ville tenue en Syrie par l'État islamique est prise par les Forces démocratiques syriennes soutenue par la coalition internationale. L'armée française déplore la mort d'un soldat des forces spéciales lors de ces combats,,.

## Répercussions sur le territoire national

### Discours politiques phares

#### Adresse à la Nation du 13 novembre 2015
En plein déroulement de la prise d'otages au Bataclan, le Président de la République, François Hollande, s'adresse, à 23 h 53 en direct, dans une allocution solennelle à la Nation qualifiant les attaques en cours « d'horreur ». Il annonce également à la télévision la tenue d'un Conseil des ministres exceptionnel, où sera décrété à zéro heure, l'État d'urgence sur l'ensemble du territoire et le rétablissement des contrôles aux frontières nationales.

#### Discours du 14 novembre 2015
Le lendemain des attaques, le président de la République prononce un discours à l'issue du Conseil de défense réuni à l'Élysée le matin suivant les attentats. Il dénonce « un acte de guerre préparé, organisé, planifié de l'extérieur et avec des complicités intérieures, que l'enquête permettra d'établir » et annonce qu'il parlera devant le Parlement réuni en Congrès à Versailles le 16 novembre 2015,, conformément aux dispositions de l'article 18 de la Constitution française de 1958.

#### Discours du 16 novembre 2015 devant le Congrès
Le président s’adresse à 16 h aux sénateurs et députés réunis en congrès au château de Versailles, scénario intervenu une seule fois depuis 1848 : en 2009, sous Nicolas Sarkozy, après une révision de la Constitution permettant cette prise de parole présidentielle. Le président annonce lors de cette allocution une série de mesures.
Sur le plan législatif et constitutionnel, l'annonce phare est un projet de révision constitutionnelle. Actuellement, les situations exceptionnelles d'exercice du pouvoir sont définies au sein de deux articles de la Constitution : l'article 16 (en cas de péril imminent, d’insurrection armée ou d’attaque étrangère) et l'article 36 (qui prévoit la possibilité d'instaurer l'état de siège). L'idée est d'instituer aussi un état intermédiaire permettant « la prise de mesures exceptionnelles pour une certaine durée sans recourir à l’état d’urgence et sans compromettre l’exercice des libertés publiques ».
Sur le plan de la sécurité intérieure, l'état d'urgence, entré en vigueur samedi à 0 h (vendredi à 24 h) et ne pouvant être prolongé au-delà de douze jours que par la Loi, est prolongé pour une durée de trois mois. Un renfort des forces de l'ordre et judiciaires est annoncé : cinq mille emplois supplémentaires seraient créés dans la police et la gendarmerie, deux mille cinq cents dans la justice et mille dans les douanes. Par ailleurs, la réduction des effectifs militaires est suspendue jusqu’en 2019. Le président justifie cette dépense supplémentaire en précisant que « le pacte de sécurité l'emporte sur le pacte de stabilité » budgétaire européen. Les conditions d'exercice de la légitime défense des policiers seraient revues. Une garde nationale de réservistes pourrait être créée. Le coût du renforcement des mesures de sécurité (incluant une centaine de millions pour la Défense, notamment pour les opérations militaires en Syrie) est chiffré à 815 millions d'euros dans le projet de budget 2016 débattu fin 2015.
Des mesures plus strictes concernant les Français partis faire le djihad sont annoncées : les binationaux même nés en France convaincus de terrorisme pourraient être déchus de leur nationalité. L'exécutif envisage à cette fin une révision des articles 23 et 25 de la Constitution. 966 Français seraient allés en Syrie et en Irak, 588 d’entre eux y seraient toujours et 247 auraient quitté les lieux. Quelques semaines plus tard, le gouvernement présente au Conseil des ministres du 23 décembre 2015 un projet de loi constitutionnelle visant à donner une base constitutionnelle à l'état d'urgence et prévoyant l'extension de la déchéance de la nationalité aux binationaux nés français. Il doit être débattu à l'Assemblée nationale à partir du 3 février 2016. Le 30 mars 2016, après consultation des présidents de l'Assemblée nationale et du Sénat, François Hollande renonça au projet de révision constitutionnelle .
Au niveau européen, le 17 novembre, le ministre français de la Défense Jean-Yves Le Drian demande l'activation de la disposition de l'article 42(7) TUE sur la clause de défense mutuelle afin de demander l’appui des autres membres de l'Union européenne.
Sur le plan international, le président appelle à une « grande coalition » internationale pour « détruire » l’État islamique et dans ce cadre, il souhaite une réunion du Conseil de sécurité des Nations unies pour qu'une résolution contre le terrorisme soit adoptée, ce qui est le cas pour la résolution no 2 249 adoptée à l'unanimité le 20 novembre. De même il en appelle à une solidarité européenne contre le terrorisme et en particulier que l’Europe retrouve le contrôle de ses frontières extérieures.

### Réactions citoyennes

#### Mobilisation sur les réseaux sociaux
De nombreux Parisiens s'organisent sur les réseaux sociaux, notamment sur Twitter, pour proposer des hébergements aux personnes n'ayant pas d'endroit où rentrer, via le mot-dièse #PorteOuverte,, ou la version allemande #OffnenTüren, créée pour que les Allemands venus au Stade de France puissent être hébergés.
Les internautes se sont également servis des réseaux sociaux dans la nuit avec le hashtag #RechercheParis pour rechercher des personnes disparues s'étant trouvées sur les lieux des drames. Le mot-clé #RechercheParis devient samedi 14 novembre 2015 le troisième mot-clé le plus utilisé en France.

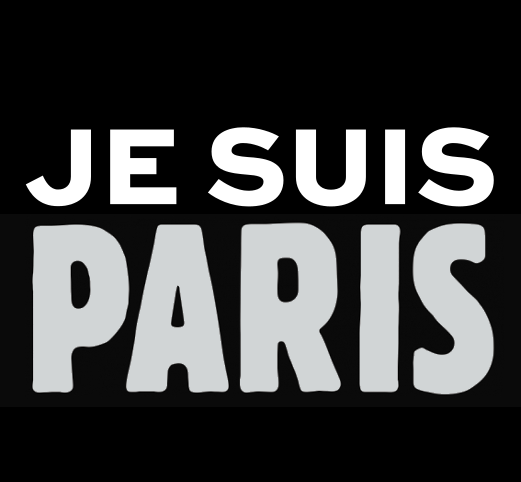
Logotype dont le slogan et le graphisme est dérivé de celui, créé par Joachim Roncin, de la mobilisation Je suis Charlie,,.

Dans la nuit, vers 2 h 30, un appel au don du sang est lancé sur Twitter avec le hashtag #dondusang. Il est rapidement retweeté plus de cinq-mille fois et relayé par de nombreux médias, croyant avoir affaire à un communiqué officiel de l'Établissement français du sang. Dans la nuit, des volontaires au don du sang se présentent devant les centres de transfusion, croyant qu'ils avaient été ouverts en urgence pour transfuser les victimes. Le samedi matin, à l'ouverture des centres de l'EFS, des files d'attente remarquables se forment rapidement, notamment en Île-de-France, donnant lieu à une fréquentation qui n'avait jamais été aussi élevée : plus de neuf mille personnes se déplacent pour donner leur sang, soit près de dix fois la fréquentation normale généralement constatée un samedi. Devant cette mobilisation exceptionnelle et imprévue, dès la mi-journée, l'EFS se voit contraint de diffuser un communiqué invitant les donneurs à revenir ultérieurement. En réalité, l'appel au don du sang n'émanait pas de l'EFS, comme les médias l'avaient initialement diffusé. Il s'agissait d'une initiative d'une amicale de donneurs de sang bénévoles, qui a indiqué au micro d'Europe 1 avoir été à l'origine de cet appel au don du sang. Tant le site officiel de l'EFS, que le site de cette amicale, ont été fortement perturbés dans la journée du 14 novembre, à la suite de très nombreuses connexions.
L'événement donne lieu à un certain nombre de canulars. Sur son blog, le journaliste Grégoire Lemarchand, de l'AFP, recense « de fausses photos du Bataclan pendant le concert (en fait une salle de concert en Irlande), un vrai-faux tweet de Donald Trump, des images montrant prétendument les rues de Paris désertes au lendemain des attentats (elles ont été prises en fait en pleine torpeur du mois d’août), ou encore l’Empire State Building de New York illuminé aux couleurs de la France »,.
Dans les semaines qui suivent les attentats, les sites d'information en ligne Slate et Rue89 relatent comment la présente page Wikipédia est rédigée depuis le soir même des événements.

#### Engagement solidaire
Les événements ont aussi marqué profondément la société. Les terroristes ont pris comme cible des citoyens français, parfois étrangers, très souvent des jeunes de moins de 35 ans, dans leurs activités de loisirs (concert, dîner ou prise d'un verre en terrasse). On parle par exemple de « génération bataclan » pour désigner ces jeunes qui se sentent directement attaqués dans leurs modes de vie. On constate ainsi de la part de ces jeunes et plus généralement de la société tout entière une forme de résilience qui se traduit par une volonté d’engagement. Ainsi les candidatures pour rejoindre l'armée française augmentent juste après les attentats,. Les centres de formations aux gestes de premiers secours perçoivent le même type de tendance,.

### Réactions des autorités religieuses en France

#### Autorités catholiques

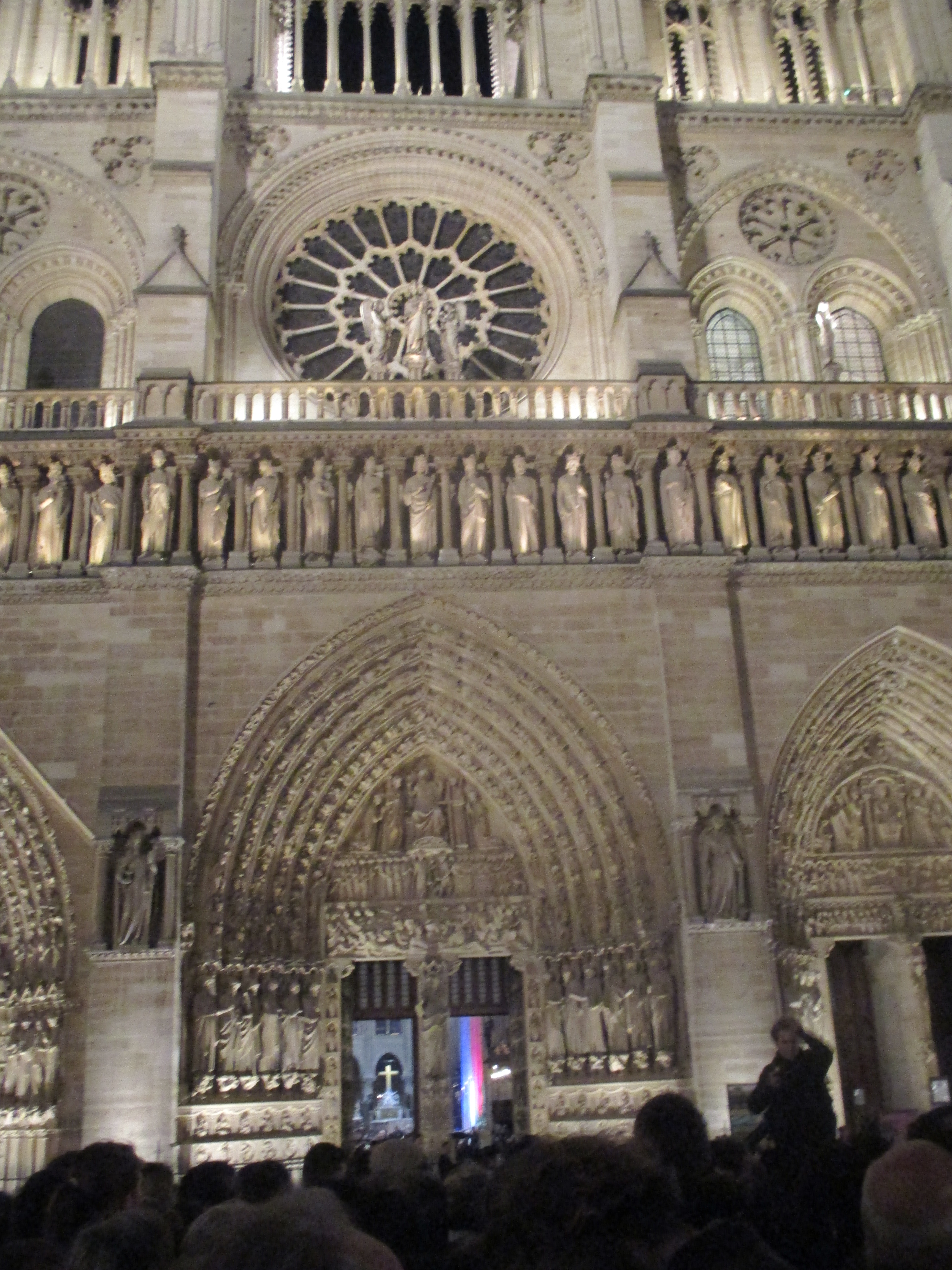
La foule sur le parvis de la cathédrale Notre-Dame pendant la messe du 15 novembre.

Le cardinal André Vingt-Trois, archevêque de Paris, prie et invite les catholiques de Paris à prier. Il appelle les paroisses parisiennes à se conformer aux mesures édictées par les autorités et demande de faire de ces journées « des journées de deuil et de prière ». Le 15 novembre à 18 h 30, il célèbre une messe à Notre-Dame « à l’intention des victimes, de leurs proches et à l'intention du pays » ; le glas de la cathédrale sonne également. Le 18 novembre, l'évêque de Saint-Denis, Mgr Pascal Delannoy, invite quant à lui à un moment de recueillement et de prière en la basilique Saint-Denis, où se sont postés le matin-même, dans la partie supérieure, des tireurs d'élite des forces de l’ordre au cours de l'opération visant l'appartement occupé non loin de là par certains des terroristes.
Le président de la Conférence des évêques de France, Mgr Georges Pontier, exprime dès le lendemain des attentats sa « profonde douleur devant cette extrême violence ». Le chapelain de la basilique de Fourvière, Hervé Benoît, publie une tribune suscitant la polémique et de vives protestations, où il met sur le même plan les victimes du Bataclan et leurs bourreaux, en qualifiant les premiers de « pauvres enfants de la génération bobo » et de « morts-vivants », et en jugeant que « leurs assassins, ces zombis-haschishin, sont leurs frères siamois ». Du fait de ces propos, il est relevé de ses fonctions par le cardinal Philippe Barbarin, archevêque de Lyon.

#### Autorités musulmanes
Le Conseil français du culte musulman condamne les attentats : « Devant la gravité de la situation, le CFCM appelle la nation toute entière à l'unité et à la solidarité ». Des associations locales condamnent également ces attentats, telle l'association des musulmans d'Aulnay-sous-Bois : « Les musulmans d’Aulnay se joignent aux musulmans de France et à tous les Français dans leurs pensées et leur soutien aux familles des victimes et prient pour la paix et la sécurité de notre pays et de nos concitoyens. ». À Marseille, un collectif de onze mosquées publie une déclaration dans laquelle ils affirment que « l'épreuve qui vient, encore, de frapper la France nous incite à nous tenir aux côtés de l'État dans sa lutte contre les extrémismes et le terrorisme international » et appellent « l'ensemble des Français à ne pas se laisser tenter par le cycle infernal des amalgames et des représailles, qui serait la meilleure façon de cautionner les actions criminelles des assassins parisiens ».
Le 20 novembre, le CFCM diffuse un appel solennel à toutes les mosquées pour qu’il soit lu lors de la grande prière du vendredi. Cet appel proclame spécialement le « rejet catégorique et sans ambiguïté de toute forme de violence ou de terrorisme qui sont la négation même des valeurs de paix et de fraternité que porte l’islam ».

#### Autorités protestantes
Le samedi 14 novembre 2015, François Clavairoly, président de la Fédération protestante de France, adresse un message de condoléances et de soutien aux familles et appelle l’ensemble de ses membres et invite tous ceux qui souhaitent s’y associer, à s’unir dans la prière dans le cadre des cultes célébrés le dimanche 15 novembre. Parallèlement, le pasteur Laurent Schlumberger adresse un message à l’attention des Églises locales et des paroisses de l'Église protestante unie de France, issue de l'union en 2013 entre l'Église réformée de France et l'Église évangélique luthérienne de France, incitant à la solidarité et la fraternité.

#### Autorités juives

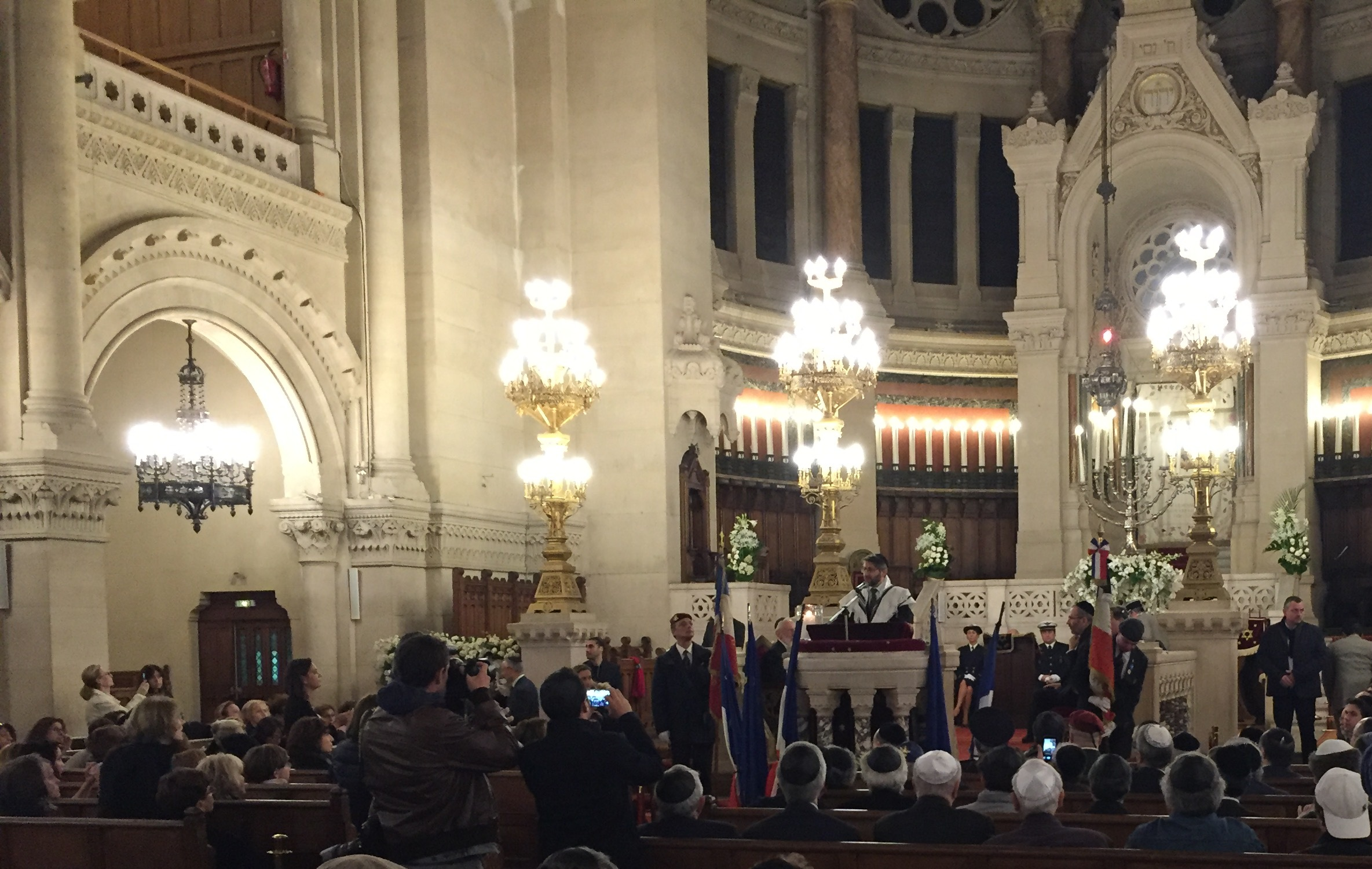
Le grand-rabbin de France, Haïm Korsia, pendant son allocution durant la cérémonie d'hommage aux victimes du 13 novembre 2015 à la synagogue de la Victoire.

Le dimanche 15 novembre 2015, le grand-rabbin de France, Haïm Korsia, le président du Consistoire, Joël Mergui, et le grand rabbin de Paris, Michel Gugenheim, organisent une cérémonie de recueillement et de prières à la grande synagogue de Paris.

#### Tribune «Nous sommes unis»
Quarante personnalités dont des responsables religieux (dont le président du Conseil français du culte musulman Anouar Kbibech, le président de la Fédération protestante de France François Clavairoly ou le grand rabbin de France Haïm Korsia) et des responsables associatifs ou humanitaires (Secours catholique, Comité catholique contre la faim et pour le développement, ATD Quart monde) et des personnalités telles que l'avocat Jean-Pierre Mignard, le président du Conseil économique, social et environnemental Jean-Paul Delevoye publient la tribune « Nous sommes unis » : « Le but de la terreur, au-delà du chiffre macabre des victimes, est de provoquer la division d’une nation, d’une famille […] Les terroristes nous ont adressé un message. Ils ont voulu mettre la France à genoux. Disons-leur à notre tour que nous sommes debout ! […] Les terroristes nous ont adressé un message. Ils ont voulu mettre la France à genoux. Disons-leur à notre tour que nous sommes debout ! Debout et soudés, main dans la main, les uns avec les autres et jamais les uns contre les autres. Notre unité est notre bien le plus précieux,. »
Invité d’une conférence-débat des Amis du CRIF mi-janvier 2016, le Premier ministre Manuel Valls y dénonce certaines signatures identifiées comme celles de Yasser Louati et Samy Debbah du Collectif contre l'islamophobie en France, Radia Bakkouch (association Coexister), Nabil Ennasri (Collectif des musulmans de France) et du rappeur Médine, puis s'en prend au président et au rapporteur général de l’Observatoire de la laïcité, Jean-Louis Bianco et Nicolas Cadène, les accusant de « dénaturer » la mission de cet organisme. Si Manuel Valls dit « partager » la « philosophie d’une «défense intransigeante de la laïcité », ses propos « inquiètent » la présidente de la Commission nationale consultative des droits de l'homme Christine Lazerges, signataire de l'appel : « On joue contre la cohésion sociale en ajoutant au débat sur la déchéance de nationalité un nouveau débat sur le sens de la laïcité. D’autant que la loi permet tout à fait de combattre celui qui troublerait l’ordre public ».

### Conséquences sécuritaires
Les attentats ont de nombreuses conséquences sécuritaires sur le territoire national : décret d'état d'urgence suivi d'une nouvelle loi de prorogation de cet état modifiant plusieurs dispositions de la loi de 1955, renforcement de la sécurité des transports, des sites industriels ou d'approvisionnement en eau, renforcement des moyens de sécurité publique… Les niveaux du Plan Vigipirate restent inchangés : alerte attentat en Île-de-France et vigilance renforcée sur le reste du territoire national, mais de nouvelles instructions sont données, tant en ce qui concerne les sorties occasionnelles et voyages scolaires que la sécurité des écoles, collèges et lycées.
L’état d’urgence est décrété par le chef du gouvernement le 14 novembre 2015 et est prolongé de trois mois au-delà des 12 jours légaux définis par la loi de 1955, soit jusqu’au 26 février 2016 puis prolongé plusieurs fois jusqu'au 1er novembre 2017, soit sur une durée de 719 jours. Les lois successives sur l'état d'urgence contiennent diverses dispositions modifiant les modalités d’intervention des forces de l’ordre et judiciaires pendant cet état d’urgence. Certaines de ces nouvelles dispositions peuvent être jugées non compatibles avec la Constitution, ce qui conduit le gouvernement à proposer sa révision, en vue d'instaurer en particulier un « régime civil de crise » avant que le processus de révision constitutionnelle soit interrompu faute de majorité. Une incompatibilité peut aussi être relevée avec la Convention européenne des droits de l'homme, raison pour laquelle le gouvernement signale le 24 novembre 2015 au Conseil de l'Europe déroger partiellement à la CEDH. Au 24 novembre 2015 ont été réalisées 1 233 perquisitions administratives, qui ont abouti à 165 interpellations débouchant sur 142 gardes à vue, la saisie de 230 armes et la prononciation de 266 assignations à résidence. Les médias font état de diverses interventions musclées et d'arrestations dont l'intérêt est contesté.
La sécurité des transports, des sites industriels ou d'approvisionnement en eau est renforcée. Enfin les moyens des forces de sécurité publique sont aussi relevés. Dans son discours du 16 novembre 2015 devant le Congrès, le Président de la République annonce notamment suspendre jusqu’en 2019 la réduction des effectifs militaires, ainsi que la création de 6 000 emplois dans la police, la gendarmerie et les douanes, ainsi que 2 500 postes dans la justice.
La législation antiterroriste évolue plusieurs fois entre 2015 et 2017 au gré des prolongations de l'état d'urgence, notamment avec la loi antiterroriste de juin 2016 qui inclut des dispositions controversées telles qu'une possible retenue administrative de quatre heures pour vérifier la situation d’une personne, le renforcement du contrôle administratif des personnes de retour « d’un théâtre d’opérations terroristes » et l’usage assoupli des armes par les forces de l’ordre. L'état d'urgence est levé le 31 octobre 2017 après le vote d'une nouvelle loi reprenant en partie certaines mesures décidées sous l'état d'urgence
Deux ans après les attentats, le ministre de l'Intérieur Gérard Collomb estime la menace mieux prise en compte : « Les attentats du 13 novembre sont le premier cas de tuerie de masse, conçue pour faire un maximum de victimes. Nous ne pensions pas que cela était alors possible en France… Désormais, nous y sommes préparés. Des moyens importants ont été engagés dans le renseignement, dans la remontée de l'information sensible, dans la présence policière, les nouvelles technologies, la coopération européenne. Nous avons créé en juin la coordination nationale du renseignement et de la lutte contre le terrorisme (…) Un Bureau central du renseignement pénitentiaire a été créé (…) Les pertes subies par Daech [en 2017] sur le terrain peuvent d'ailleurs renforcer la motivation de ceux qui veulent passer à l'acte ici. Des messages continuent à être diffusés. » Interrogé en décembre 2017, le politologue Gilles Kepel estime que les groupes terroristes de 2015 se basaient « sur une coordination entre Rakka et Mossoul d’un côté, les banlieues françaises de l’autre. [Or], cela n’est plus possible car l’État islamique n’existe plus (...) La théorie de la troisième génération laissait à des acteurs populaires le choix de leur cible et de leur mode d’action. Cela leur a permis de passer sous le radar de la police, c’est vrai, mais ils n’ont pas été capables de tenir la distance intellectuellement » avec de nombreux attentats déjoués ou causant seulement quelques victimes. Selon lui, « le djihadisme a été vaincu militairement et policièrement, mais idéologiquement et socialement, ses racines sont toujours là. [Toutefois], ces radicalisés [ont échoué car ils] n’ont pas pu mobiliser les masses musulmanes et provoquer une guerre civile en France comme ils l’auraient voulu [en cas de victoire de] Marine Le Pen à la présidentielle de 2017 »
Quatre ans après l'attentat du 13 novembre à Paris, la menace terroriste entre dans une nouvelle phase, selon plusieurs indicateurs que Le Monde a pu vérifier avec plusieurs sources de sécurité. Selon un reportage de Le Monde, la France est toujours une cible de choix pour un certain nombre de combattants de l'EI étrangers qui errent librement depuis l'attaque d'il y a 4 ans.

### Conséquences sociales et culturelles

#### Actes et violences racistes, antimusulmans ou antisémites
Des actes isolés d'hostilité à la population musulmane sont rapportés. Durant la semaine suivant les attentats, le Conseil français du culte musulman fait état de six plaintes ou mains courantes concernant des actes qualifiés de racistes et de dix-huit concernant des menaces. Selon le gouvernement français, il s'agit de trente-cinq actes constatés en dix jours depuis les attentats. Sur la période de janvier à septembre 2016, il est recensé 149 actes antimusulmans contre 323 sur la même période en 2015, soit une baisse de 53,9 %, période marquée par les attentats à Charlie Hebdo et à l’Hyper Cacher.
Une dizaine de croix et marques réalisées à la peinture rouge sang ont été découvertes à différents endroits de la mosquée Sahaba de Créteil le 14 novembre. À Évreux, des inscriptions antimusulmanes ont été constatées sur la façade et la porte de la mairie et dans d'autres endroits de la ville. À Pontivy, un rassemblement du mouvement nationaliste breton d'extrême-droite Adsav est sujet à débats : selon France Bleu Armorique, une personne d'origine maghrébine (corrigé ensuite par « d'origine antillaise ») aurait été agressée par six manifestants, mais cette affirmation est mise en doute par d'autres médias présents sur place, tels que France 3. À Cambrai, un homme d'origine turque est blessé par balle de petit calibre après avoir été la cible d'un groupe de trois personnes circulant à bord d'une voiture pavoisée d'un drapeau français ; le tireur présumé s'est ensuite suicidé. À Marseille, une femme musulmane coiffée d'un hidjab est agressée le 17 novembre, à la sortie d'une bouche de métro, par un individu qui lui aurait assené un coup de poing et qui l'aurait blessée légèrement au thorax avec un objet, lui entraînant une interruption temporaire de travail de deux jours.
Le 18 novembre, un professeur d'histoire de 57 ans portant une kippa, affirme avoir été violemment agressé par trois individus dont l'un aurait porté un tee-shirt qui semble, selon la victime, représenter le drapeau de l'État islamique, dans le 13e arrondissement de Marseille, à la sortie du centre juif Yavné. Il dit avoir été tailladé avec un couteau aux avant-bras, mais également les épaules, les jambes et l'abdomen, mais un expert conclut que les entailles, les traces de sang sur les vêtements ne correspondent pas aux plaies. Il témoigne qu'un agresseur lui a montré une photo du terroriste Mohammed Merah sur son téléphone mobile. Ces actes sont condamnés dans un communiqué du ministre de l'Intérieur Bernard Cazeneuve. Le président de la République s'exprime le 19 novembre et déclare : « nous devons être d’une terrible, impitoyable même, réaction parce que c’est l’ensemble de la communauté nationale qui est concernée. » Toutefois, cet enseignant est placé en garde à vue le 24 février 2016 dans le cadre d’une enquête pour dénonciation mensongère et jugé en mai 2016. Le procureur du tribunal correctionnel de Marseille réclame une peine de six mois de prison avec sursis pour dénonciation mensongère.
De nombreux citoyens réagissent à leur façon à ces actes de violence racistes. Ainsi, deux jours après les attentats, le dessinateur Hamid Sulaiman et son épouse Aurélie Ruby posent, ensemble, sur la place de la République à Paris avec une pancarte sur laquelle on peut lire : « En tant que couple franco-syrien, nous payons tous les jours le prix du terrorisme, du fanatisme, du racisme, des frontières, des armes, etc. Allez-vous faire f++tre ! L’amour gagnera toujours ».

#### Perturbations dans les transports
Les transports en commun sont des zones sensibles en matière de sécurité et, dans l’inconscient collectif, différentes tragédies restent gravées dans les esprits : attentats de Madrid, attentats dans le métro de Londres, attentat du RER B à Saint-Michel, attentat du train Thalys le 21 août 2015, crash du vol A321 dans le Sinaï égyptien, etc. Ainsi, les attentats ont rapidement eu des conséquences sur les transports : contrôle plus régulier des véhicules par les forces de l’ordre et, pour le domaine aérien, des vols sont annulés. Ainsi la compagnie American Airlines annule un vol vers Paris le 14 novembre 2015, tout en assurant maintenir en général ses vols. D'autres transporteurs, dont Air Canada et Air Transat, ont retardé de plusieurs heures leurs vols prévus le 13 novembre au départ de Montréal en direction de l'aéroport Charles-de-Gaulle.
Quelques citoyens ont ainsi limité leurs sorties. Plusieurs fausses alertes ou suspicions liées à des colis suspects perturbent légèrement les transports. La RATP constate une baisse du trafic de 10 % les lundi 16 et mardi 17 novembre 2015 par rapport à un début de semaine habituel. Le réseau Transilien, géré par la SNCF, enregistre une baisse de 50 % de passagers les 14 et 15 novembre par rapport à un week-end normal, ce qui s'explique notamment par le fait que plusieurs monuments desservis par le RER C ont alors fermé leurs portes, puis un quasi retour à la normale à partir du 16 novembre. Dans la matinée du 17 novembre, un pic historique de 521 km d'embouteillages est enregistré en Île-de-France, soit le double d'un jour normal, ce qui est interprété comme le résultat d'un possible report des usagers habituels des transports en commun.

### Conséquences économiques
En décembre 2015, l'INSEE prévoit que les attentats du 13 novembre entraînent une baisse de 0,1 % de la croissance économique sur le dernier trimestre de l'année, en raison d'une baisse de la consommation des services de 0,3 %.
Pour assurer le financement du fonds de garantie des victimes des actes de terrorisme (FGTI) très sollicité après les attentats du 13 novembre et de juillet 2016 à Nice, le montant de la taxe sur les contrats d'assurance est relevé en janvier 2016 de 3,30 € à 4,30 €, puis en janvier 2017 à 5,90 € par contrat. La seconde augmentation correspond à un coût supplémentaire de 140 millions d'euros.

#### Impact négatif sur le secteur du tourisme, des transports et de la culture
Le tourisme et l’hôtellerie en France sont éprouvés par les attentats à la suite des annulations de salons et de séjours. Le 20 novembre, les ventes de billets de concerts à Paris chutent de l'ordre de 80 % par rapport aux chiffres habituellement constatés à cette période de l'année. Fleur Pellerin, ministre de la Culture, annonce la création d'un fonds de solidarité pour aider les salles de spectacle, abondé à hauteur de 3,5 millions d'euros par les pouvoirs publics et 500 000 euros par la Société des auteurs, compositeurs et éditeurs de musique (SACEM).
Les attentats du 13 novembre ont des répercussions économiques plus importantes que les attentats de janvier 2015 encore appuyés par l'attentat du 14 juillet 2016 à Nice comme le fait remarquer le président des Entreprises du voyage : « aucun pays touristique majeur n’a subi trois attentats successifs, dont deux visant des zones touristiques. » La SNCF estime fin 2015 que les pertes financières dues à des renoncements au voyage en France par des touristes étrangers seront de l'ordre de 50 à 100 millions d'euros. Quant à l'impact structurel des attentats, il est estimé de 200 à 300 millions d'euros pour 2016, notamment en coûts de sécurité et de perturbations dues aux fausses alertes. Sur les neuf premiers mois de 2016, le nombre de touristes en France recule de 7 %.
Logiquement le secteur du transport touristique perçoit également le ralentissement, avec une baisse de 6 % du nombre de passagers aériens sur les aéroports de Paris durant la seconde quinzaine du mois de novembre 2015 par rapport à la même période de 2014,. Le secteur de la restauration, notamment la restauration haut de gamme, est également touché (entre 50 et 70 % de baisse de fréquentation sur les restaurants bistronomiques et gastronomiques parisiens sur les deux semaines suivant les attentats). À Lyon, la Fête des Lumières est annulée et remplacée par un hommage aux victimes des attentats. En France, le Black Friday (littéralement « vendredi noir ») de 2015 est renommé pour éviter les confusions. Dans le quartier de Montmartre, des commerçants font encore état d'une moindre fréquentation au printemps 2016 après une chute du chiffre d'affaires de 30 % pendant les fêtes de fin d'année. Les Galeries Lafayette Haussmann et le Printemps Haussmann subissent une baisse de fréquentation comprise entre 30 % et 50 % entre les attentats et le 19 novembre 2015,.
Les musées nationaux souffrent d'une moindre fréquentation des visiteurs étrangers. Ils représentent 70 % du public du musée du Louvre qui a reçu un total de 7,3 millions de visiteurs en 2016 au lieu de 9,3 millions en 2014. Également perturbée par les manifestations violentes et les inondations, le premier semestre voit une forte de baisse de fréquentation de monuments parisiens avec un record à 43,9 % pour le Grand Palais, moindre en grande couronne -16,3 % pour le château de Versailles, -3,1 % pour Fontainebleau).
Le nombre de voyageurs chinois sur 2016 est attendu en baisse de 2,2 à 1,6 million, leur venue étant également affectée par des agressions médiatisées de touristes. Le président de l'Union des métiers et des industries de l'hôtellerie reconnaît : « Le tourisme est notre pépite, mais a trop longtemps été considéré comme un acquis naturel. Tout le monde se reposait. La compétition mondiale est devenue féroce. » Les chiffres définitifs pour l'année 2016 du Comité régional du tourisme font état d'une perte de 1,5 million de touristes, soit un manque à gagner de 1,3 milliard d’euros. La fréquentation touristique baisse de 4,7 % par rapport à 2015, essentiellement due à la clientèle internationale (− 8,8 %), avec toutefois un redressement fin 2016. Certains monuments connaissent une chute d'affluence comme la tour Montparnasse (− 32 %), l’Arc de Triomphe (− 24 %), les musées du Louvre (− 13,3 %) et d’Orsay (− 12,9 %), le château de Versailles (− 9,8 %) ou Disneyland Paris (− 9,5 %), mais le Centre Pompidou progresse de 9 % en raison d'une programmation attractive.
Au premier semestre 2017, cette baisse du tourisme apparaît résorbée.

#### Quelques impacts positifs sur certains segments commerciaux
À la suite de ces attentats, quelques secteurs économiques sont affectés positivement : les entreprises du secteur de la sécurité sont davantage sollicitées,, le livre Paris est une fête d'Ernest Hemingway s'écoule fin 2015 à 28 000 exemplaires par semaine, contre 100 quelques jours auparavant,, la vente de drapeaux français est également en hausse,. Parallèlement à cela, se multiplient les mises en vente sur Internet de produits arborant le slogan Pray for Paris, ce qui peut être considéré comme une exploitation mercantile et choquante des attentats. L'Institut national de la propriété industrielle prend la décision de ne pas donner suite à plusieurs demandes d'enregistrement de marques « Pray for Paris » et « Je suis Paris » formulées auprès d'elle, car ces demandes apparaissent contraires à l’ordre public.
Toute forme d'utilisation mercantile du drame du 13-Novembre est un sujet sensible. Ainsi, le gérant d'un des établissements visés par les attentats, le restaurant Casa Nostra, est très vivement critiqué après que le journaliste indépendant Djaffer Ait Aoudia eut affirmé qu'il a vendu, pour la somme de 50 000 euros, au Daily Mail, des scènes filmées par les caméras de surveillance du lieu durant l'attaque terroriste. Cependant, il déclare avoir refusé cette transaction qui aurait été perçue par des cousins éloignés : « C’est de l’argent sale. Si je prends cet argent sur le sang des autres, comment je peux vivre ».

### Conséquences politiques immédiates et à moyen terme
Les élections régionales se déroulent les 6 et 13 décembre 2015. La campagne électorale est temporairement suspendue pendant la période de deuil par certains candidats. Une dizaine de jours avant le premier tour, plusieurs sondages font état d'intentions de vote en hausse de quelques points pour le parti d'extrême droite Front national. Si la popularité de François Hollande progresse de 20 points selon TNS Sofres-onepoint (entre les attentats et le 28 novembre 2015), celle-ci a un impact très limité sur le score des candidats socialistes,,. Au sortir de ces élections, le Front national fait plus que doubler son score par rapport à 2010 et obtient de nombreux élus, mais ne parvient pas à obtenir de présidence de région.
Le 24 mai 2016, devant la commission d’enquête parlementaire sur les attentats du 13 novembre, le directeur de la DGSI Patrick Calvar explique vouloir contrer la stratégie décrite en 2005 dans Appel à la résistance islamiste mondiale d’Abou Moussab al-Souri et demande de « dégager des ressources pour nous occuper d’autres groupes extrémistes parce que la confrontation est inéluctable » ; il reprenait alors son analyse exprimée le 10 mai devant d'autres parlementaires : « Cette confrontation, je pense qu’elle va avoir lieu. Encore un ou deux attentats et elle adviendra. »
Le sondeur de l'IFOP Jérôme Fourquet étaye une préoccupation proche identifiant un terreau favorable à des provocations pouvant conduire à des réponses alimentant un cercle vicieux de répression et de violence:

« l’opinion française a été soumise à un traitement particulièrement violent sur cette période relativement courte [...] Il y a d’abord l’idée qu’on ne peut plus distinguer la menace extérieure et la menace intérieure, l’État islamique étant capable de commanditer ou d’inspirer des attaques sur notre sol, et celles-ci étant parfois le fait de nationaux français. Se répand donc l’idée angoissante d’une « cinquième colonne », [...] On voit ainsi sauter les uns après les autres des « cliquets » dans le discours ou dans les actes : assouplissement de la légitime défense pour la police, contrôles avant de prendre le train, armement de la police municipale, contrôle d’Internet… On constate ainsi qu’une large majorité des sondés est favorable à l’internement préventif des personnes fichées S ou à la déchéance de nationalité pour les terroristes. Le débat sur la peine de mort ou la « perpétuité réelle » revient lui aussi. Globalement, il y a donc une demande d’autorité, de répression, de la part du corps social. [...] Quatre mois après les attentats de novembre, nous avons demandé si de nouveaux attentats forceraient la société française à « remettre en question certaines de ses valeurs, de ses principes », tels que l’ouverture, la tolérance ou le respect de la vie privée. En tout, 60 % des sondés étaient tout à fait ou plutôt d’accord avec cette proposition »

En mai 2018, l'attentat du Bataclan est instrumentalisé par le président américain Donald Trump dans un discours dans une convention de la NRA : « «Personne n'a d'arme à Paris et on se souvient tous des 130 personnes [tuées] et du nombre énorme de personnes horriblement, horriblement blessées [...] Ils ont pris leur temps et les ont tués un par un. [...] Mais si un employé, ou juste un client avait eu une arme, ou si l'un de vous dans l'assistance avait été là avec une arme pointée dans la direction opposée, les terroristes auraient fui ou se seraient faits tirer dessus, et ça aurait été une tout autre histoire ».

### Programme de recherche «13-Novembre» sur la mémoire de ces événements
Le programme « 13-Novembre », initié par le CNRS, l’Inserm et HESAM Université, est un programme longitudinal d’une durée de 12 ans (2016-2028), qui étudie la construction et l’évolution de la mémoire des attentats du 13 novembre 2015, et en particulier l’articulation entre mémoire individuelle et mémoire collective. Ce programme de recherche transdisciplinaire (histoire, sociologie, mathématiques, informatique, neurologie, psychopathologie, textométrie, droit, santé publique, éthique, etc.) a été lancé le 9 avril 2016 et est coordonné par l'historien Denis Peschanski, directeur de recherche au CNRS, et le neuropsychologue Francis Eustache, directeur d'études à l'EPHE. Il a été financé par le Commissariat Général à l’Investissement et via l’Agence Nationale de la Recherche (ANR) et s’articule autour de deux protocoles de recherche principaux : l’Etude 1000 et son étude ancillaire en neurosciences REMEMBER. Ils sont associés à deux études complémentaires : l’étude ESPA, portée par Santé Publique France et par l’étude « Conditions de vie et Aspirations » du CREDOC.
Etude 1000
D'une ampleur inédite, le programme 13-Novembre implique 150 chercheurs et recueille les témoignages filmés de 1000 personnes volontaires, à quatre reprises, sur une période de dix ans (en 2016, 2018, 2021 et 2026). Ce panel de volontaires est réparti en quatre cercles concentriques : personnes directement exposées aux attentats du 13 novembre (rescapés, témoins, proches, services d'intervention mais aussi personnels de l'état civil) ; habitants et usagers des quartiers de Paris et de Saint-Denis visés par les terroristes ; résidents de la banlieue parisienne et de l'Île-de-France ; et enfin habitants de trois villes hors de l’Île-de-France (Caen, Metz et Montpellier).
Les phases 1, 2 et 3 ont donné lieu à 934, 839 et 979 interviews de volontaires, correspondant à 4387 heures d’enregistrement réalisés dans les locaux de l’INA, soit dans ceux de l’ECPAD, dans les trois laboratoires partenaires et exceptionnellement en « extérieur ». La phase 3 représente une moyenne d’une heure trente-neuf minutes par entretien. Lors de la phase 3, engagée en 2021, l'Étude 1000 intègre 280 nouveaux volontaires afin d'affiner encore l'observation des fluctuations de la mémoire dans les témoignages.
Les corrections des transcriptions des entretiens de la phase 1 et 2 sont terminées et mises à dispositions auprès de chercheurs accrédités par les directeurs scientifiques du programme et celles de la phase 3 sont en cours. Les recherches menées dans le cadre du Programme 13-Novembre ont donné lieu à plusieurs ouvrages ainsi que des publications dans des revues scientifiques majeures,.
Remember
L’étude longitudinale menée en trois phases (2016, 2018, 2023) dont l’acronyme est « Remember » pour « REsilience and Modification of brain control network following novEMBER 13 » est un protocole de recherche biomédicale sur l’impact cérébral, cognitif et psychopathologique des attentats du 13 novembre 2015.
Cette étude conduite sur deux cents volontaires, dont la majeure partie est issue de la cohorte de l’étude 1000, utilise notamment des techniques d’imagerie médicale afin de mieux identifier les mécanismes du stress post-traumatique dans le cerveau et de comprendre comment se construisent ces souvenirs et leur évolution dans le temps. Le protocole inclut un examen en imagerie par résonance magnétique (IRM) ainsi que diverses évaluations neuropsychologiques.
Etude Credoc
Dans le cadre du programme 13 novembre une série de questions sur les attentats du 13 novembre 2015 est insérée dans l’enquête « Conditions de vie et Aspirations des Français » du CRÉDOC,, menée auprès d’un échantillon représentatif de la population française. Lors de la dernière enquête ayant eu lieu en janvier 2023, soit six mois après la séquence très médiatisée du procès aux assises des attentats du 13 novembre 2015, plusieurs résultats saillants ressortent de l’enquête :
- En janvier 2023, 57% des personnes interrogées citent spontanément les attentats du 13 novembre 2015 comme l’acte terroriste le plus marquant depuis l’an 2000, soit une progression de cet indicateur de +11 points depuis janvier 2021.
- 43% des personnes interrogées ont suivi le procès des attentats dans les médias.
Etude ESPA
Dans le cadre de ce programme, l'étude ESPA 13 Novembre est une recherche épidémiologique portée par l'Agence nationale de santé publique en collaboration avec l'Université Paris-13. Menée à partir d'un web-questionnaire proposé aux témoins directs (civils et secours) et aux endeuillés, elle évalue l'impact en matière de santé et le recours aux soins des victimes afin de proposer des pistes d'amélioration des soins des victimes d'attentats,.

### Système d’information pour le suivi des victimes d’attentats
Afin d’assister au mieux les victimes, le portail web Si-vic d’identification et de suivi des victimes d’attentats et de situations sanitaires exceptionnelles est créé.

## Hommages aux victimes

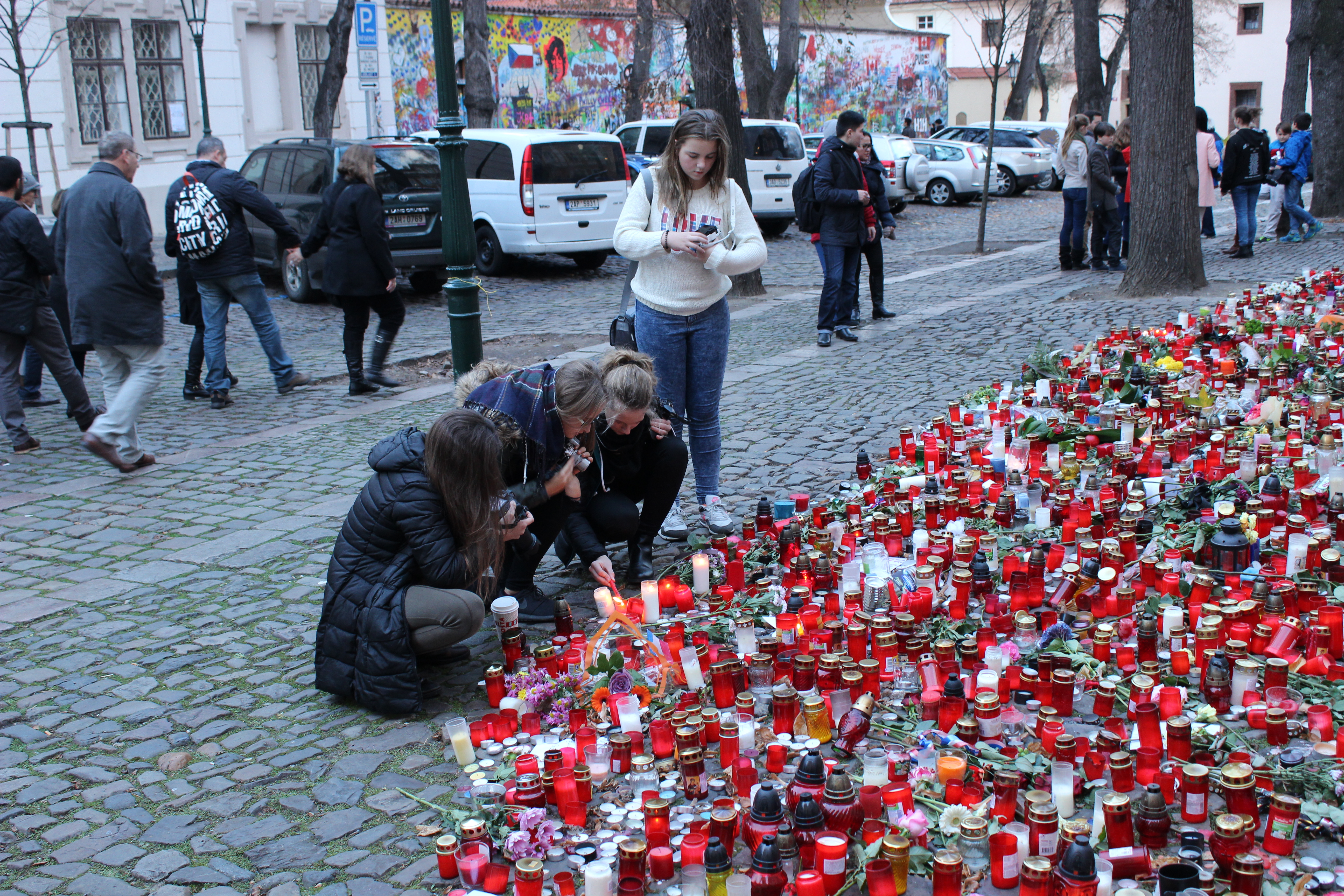
Ambassade de France en Tchéquie.

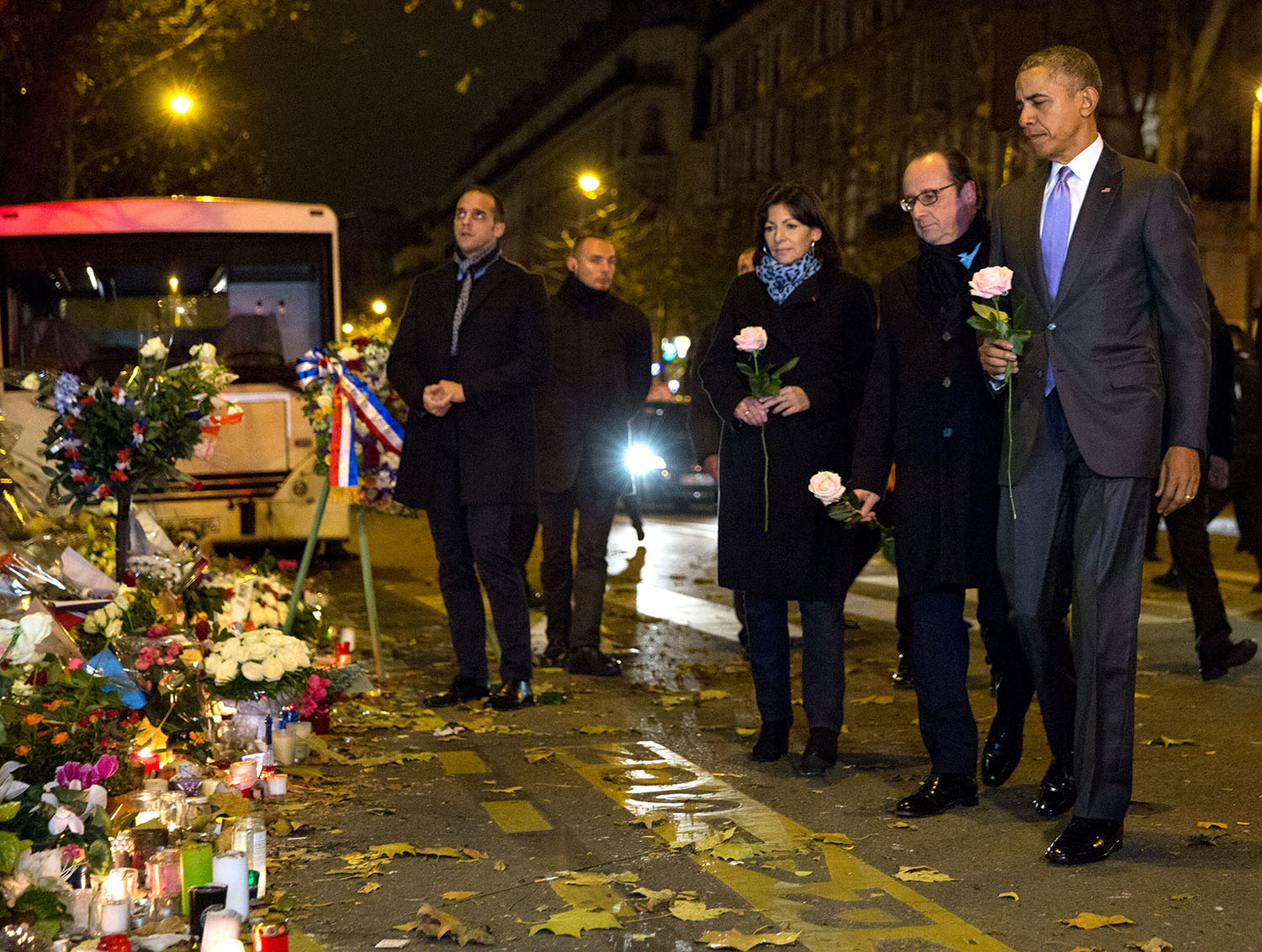
Anne Hidalgo, François Hollande et Barack Obama devant le Bataclan, le 29 novembre 2015.

### Hommages officiels

#### Deuil national, minutes de silence et distinctions
Le président de la République François Hollande décrète un deuil national de trois jours les 15, 16 et 17 novembre 2015. Deux autres pays décrètent un deuil national pour la journée du 16 novembre : le Bénin et la Hongrie. L'Union européenne appelle tous les Européens à observer une minute de silence le 16 novembre 2015 à midi (11 heures GMT). Une médaille nationale de reconnaissance aux victimes du terrorisme est créée officiellement le 12 juillet 2016.

#### Cérémonies et hommage national aux Invalides
Accompagné de la maire de Paris Anne Hidalgo, le maire de Saint-Denis Didier Paillard rend un premier hommage aux victimes en déposant des roses blanches près des lieux des attentats le 19 novembre.
Le président de la République, François Hollande, préside le 27 novembre 2015 une cérémonie d’hommage national aux victimes dans la cour de l'hôtel des Invalides,,. La cérémonie est ponctuée par l'hommage musical donné par l'orchestre de la Garde républicaine, le chœur de l'Armée française, les chanteurs de l'académie de l'Opéra de Paris, le violoncelliste Edgar Moreau, les chanteuses Camélia Jordana, Nolwenn Leroy, Yael Naim, la cantatrice Natalie Dessay et le pianiste Alexandre Tharaud. Elle se tient de 10 h 30 à 11 h 30 et rassemble 2 650 personnes, les parlementaires, les corps constitués, les anciens présidents de la République et Premiers ministres, les représentants des partis politiques et des cultes (dont l'archevêque de Paris), du corps diplomatique et des services de secours et de police étant intervenus pendant les attentats rassemblés autour des familles des victimes. Après l'hommage musical, le nom et l'âge de la plupart des victimes sont appelés (certaines sont demeurées un temps dans l'anonymat). Le président de la République prononce un discours d'une vingtaine de minutes.
Un an après les attentats de janvier 2015, un chêne chevelu est planté le 6 janvier 2016 sur la place de la République en présence du président de la République et de la Maire de Paris. Le 19 septembre 2016, François Hollande participe à l'hommage national « à toutes les victimes du terrorisme » qui remet en lumière les victimes du 13 novembre 2015, mais aussi des autres attentats de l'année dont celui du 14 juillet à Nice.

### Hommage des mondes artistique, sportif et économique et de citoyens
De nombreux artistes rendent hommage aux victimes et expriment leur solidarité avec la France, comme Madonna en Suède puis lors de son passage à Paris, le groupe de punk rock français Bérurier noir avec leur chanson Mourir à Paris ou Johnny Hallyday en concert au Zénith de Strasbourg. De même de nombreux opéras, salles de concert et orchestres en France comme dans le monde entier rendent également des hommages à l'exemple de Stéphane Lissner, directeur de l'Opéra de Paris affirmant qu'« Il n'y a pas de meilleure réponse que de jouer, jouer et jouer encore », avant d'inviter le public à respecter une minute de silence et à chanter ensemble La Marseillaise jouée par les musiciens de l'Orchestre Colonne,. Le groupe américain Metallica sortira en avril 2016 un live de 9 titres enregistrés au Bataclan en Juin 2003. Les profits seront reversés à la fondation "Give for France", créée pour venir en soutien aux familles des victimes des attentats de novembre.

Manifestations artistiques en images
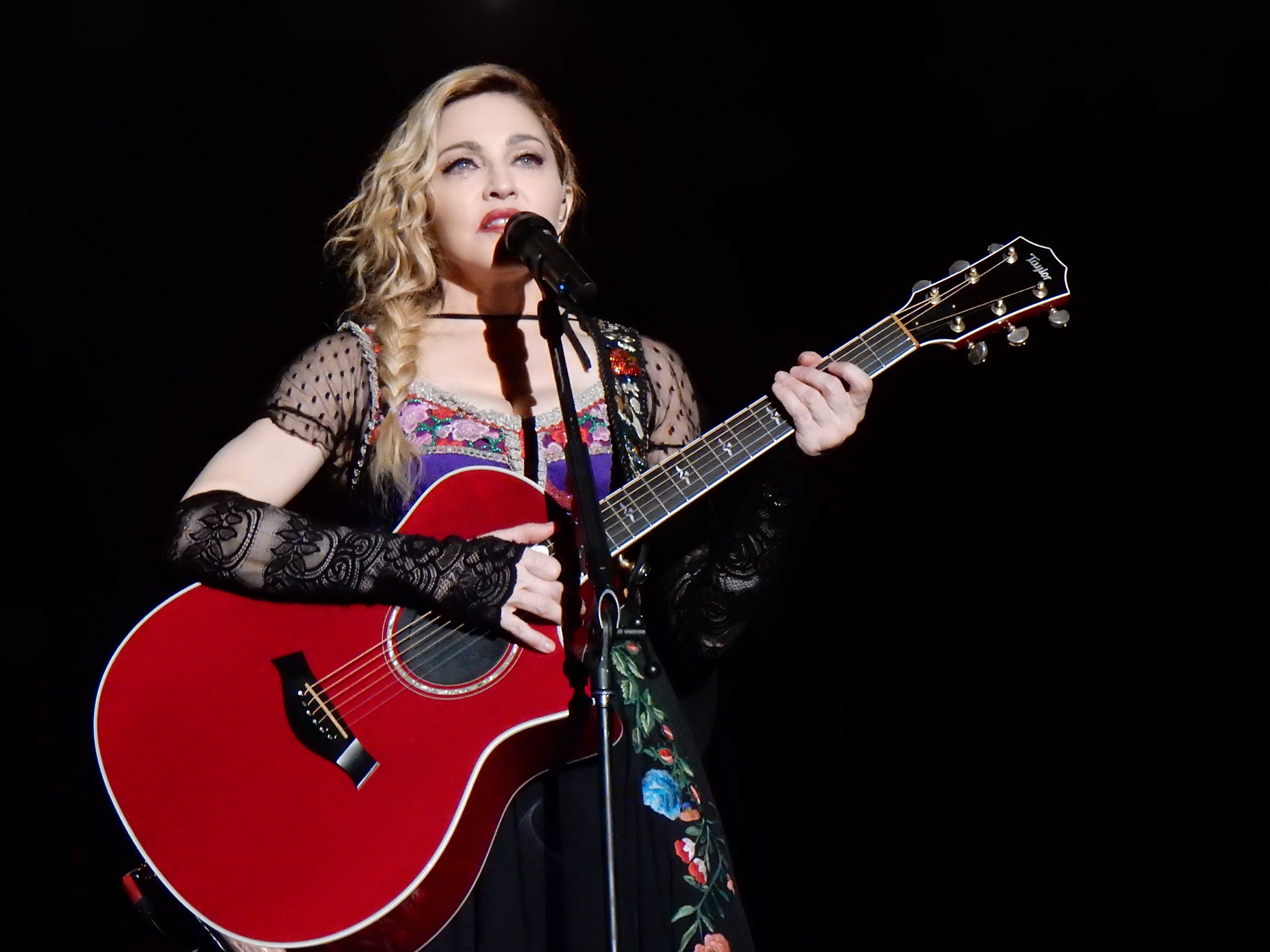
Lors d'un concert le lendemain des attentats, Madonna interprète en hommage aux victimes La Vie en rose d'Édith Piaf[561].
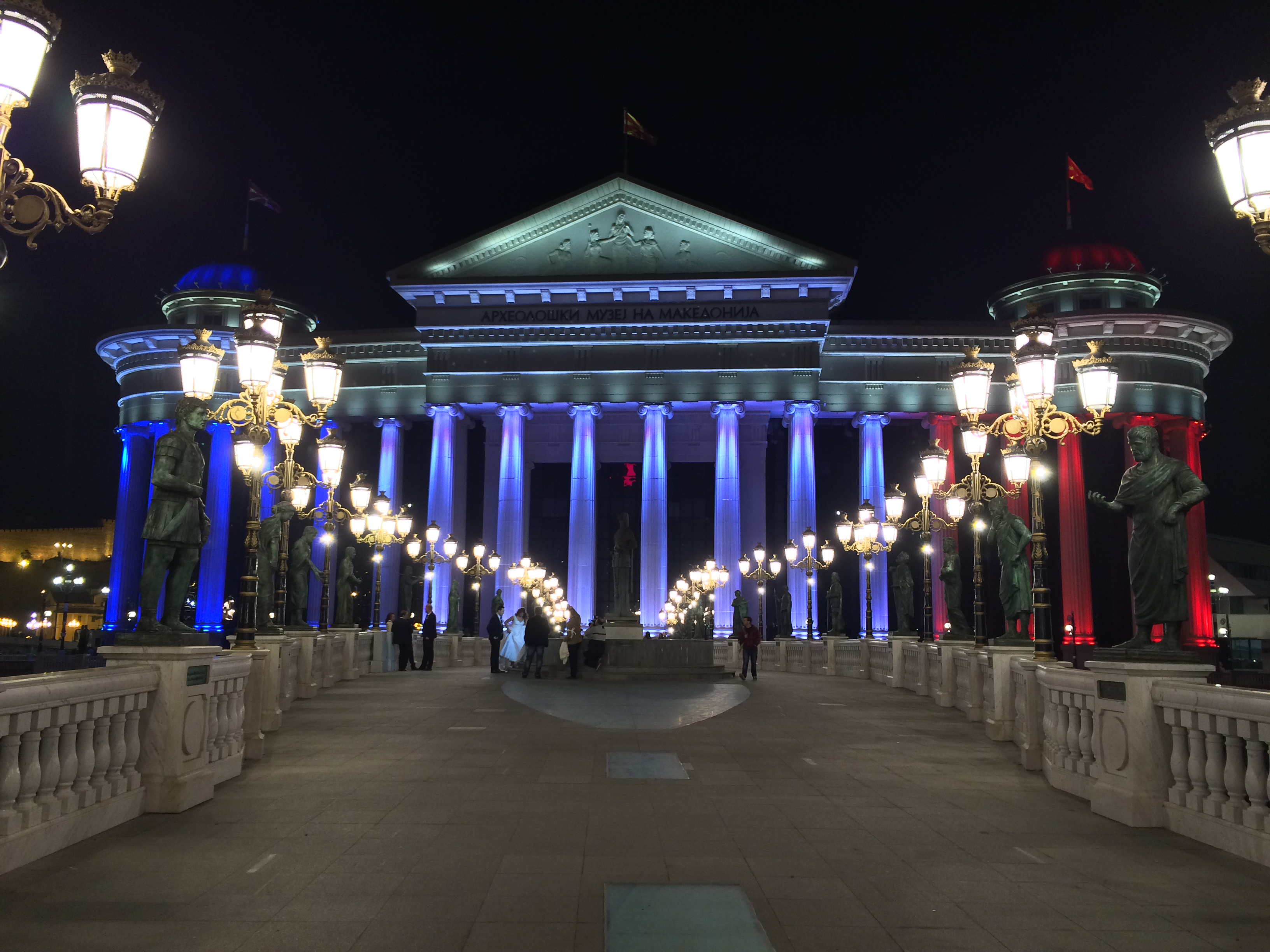
Le musée archéologique de Skopje (Macédoine du Nord) illuminé aux couleurs tricolores.
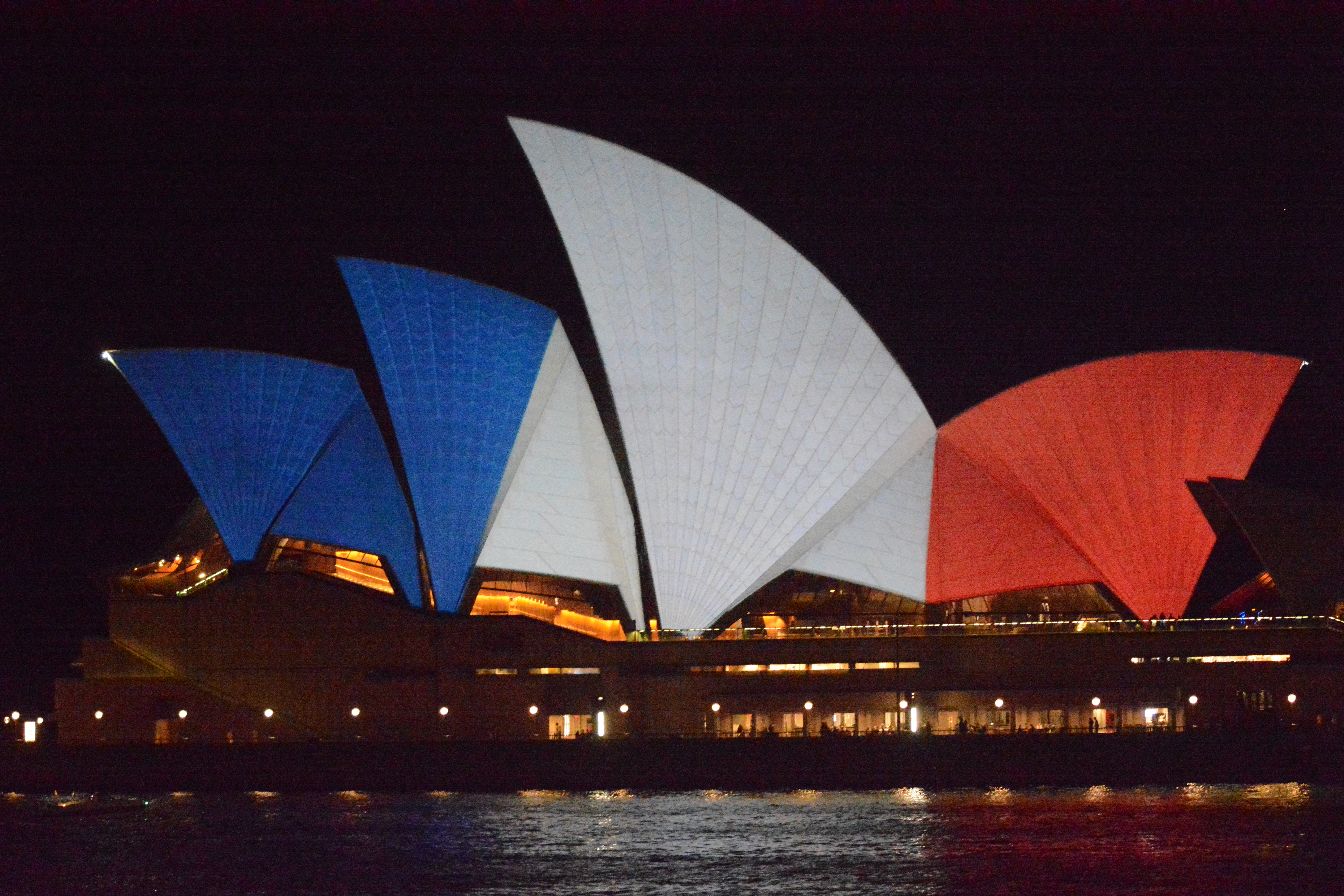
L'Opéra de Sydney (Australie) illuminé aux couleurs tricolores[562].
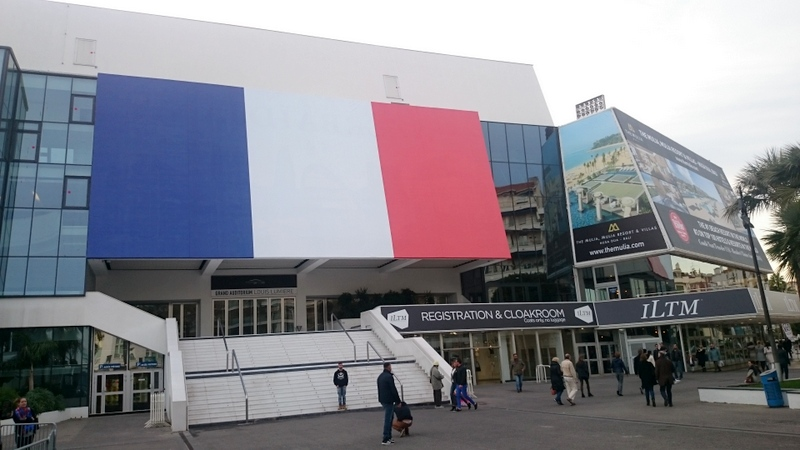
Le Palais des festivals et des congrès de Cannes, arbore un drapeau français sur sa façade.

De très nombreux sportifs de différents pays rendent hommage aux victimes des attentats,. Ainsi au Centre Bell de Montréal lors d'un match de hockey sur glace opposant le 14 novembre les Canadiens de Montréal à l'Avalanche du Colorado, la salle est illuminée avec des projecteurs tricolores et les spectateurs chantent la Marseillaise. Certains sites, comme Google France, YouTube, Microsoft France , Amazon.com, L'Obs, Apple ou même YouPorn s'ornent d'un drapeau français, du logo de Peace for Paris de Jean Jullien ou d'un nœud noir, en signe de solidarité. Comme pour les attentats de janvier 2015, la plupart des chaînes de télévision françaises arborent un bandeau noir sur leur logo, en signe d'hommage aux victimes.
Plusieurs rassemblements spontanés ont eu lieu en France et dans d'autres pays entre les samedis 14 novembre et le 21 novembre,.
Le 15 novembre 2015, une association « Génération Bataclan » est créée de regrouper des personnes en faveur de l’édification à Paris d’une statue commémorant les attentats du 13 novembre 2015. Elle rassemble des artistes comme Douglas Kennedy aux États-Unis ou Louis Bertignac aux côtés de plusieurs centaines de citoyens qui souhaitent que l'œuvre mémorielle soit érigée en face du Bataclan,. Le 22 novembre, lors des American Music Awards, Céline Dion interprète l'Hymne à l'amour d'Édith Piaf en hommage aux victimes. Le 23 novembre, les journalistes du Monde annoncent leur intention de réaliser un « mémorial du 13 novembre » : prenant contact avec les proches des victimes, ils s'attachent à en dresser les portraits personnels au fil de leurs éditions. L'artiste américain Jeff Koons offre, contre une opération de mécénat de 3,5 millions d'euros, Bouquet de tulipes, œuvre de 10 m de haut et 33 tonnes. Son emplacement envisagé place de Tokyo ayant été contesté,, l’œuvre est installée dans les jardins du Petit Palais où elle doit être inaugurée le 3 octobre 2019.
Le groupe de rock irlandais U2, alors présent à Paris pour sa tournée Innocence + Experience Tour, se produisant à l'AccorHotelsArena les 10, 11, 14 et 15 novembre 2015, voit ses deux derniers concerts annulés à la suite des attentats du 13 novembre. Les représentations sont finalement repoussées aux 6 et 7 décembre 2015 dans cette même salle. Le 6 décembre, U2 est rejoint sur scène par Patti Smith pour clore le concert par une reprise de People have the power. Le lendemain, U2 clôt son show en invitant sur scène les Eagles of Death Metal, qui font leur retour moins d'un mois après l'attentat perpétré lors de leur concert au Bataclan. Les deux groupes partagent la scène pour reprendre People have the power, puis les Eagles of Death Metal terminent seuls en interprétant I love you all the time.

### Commémorations

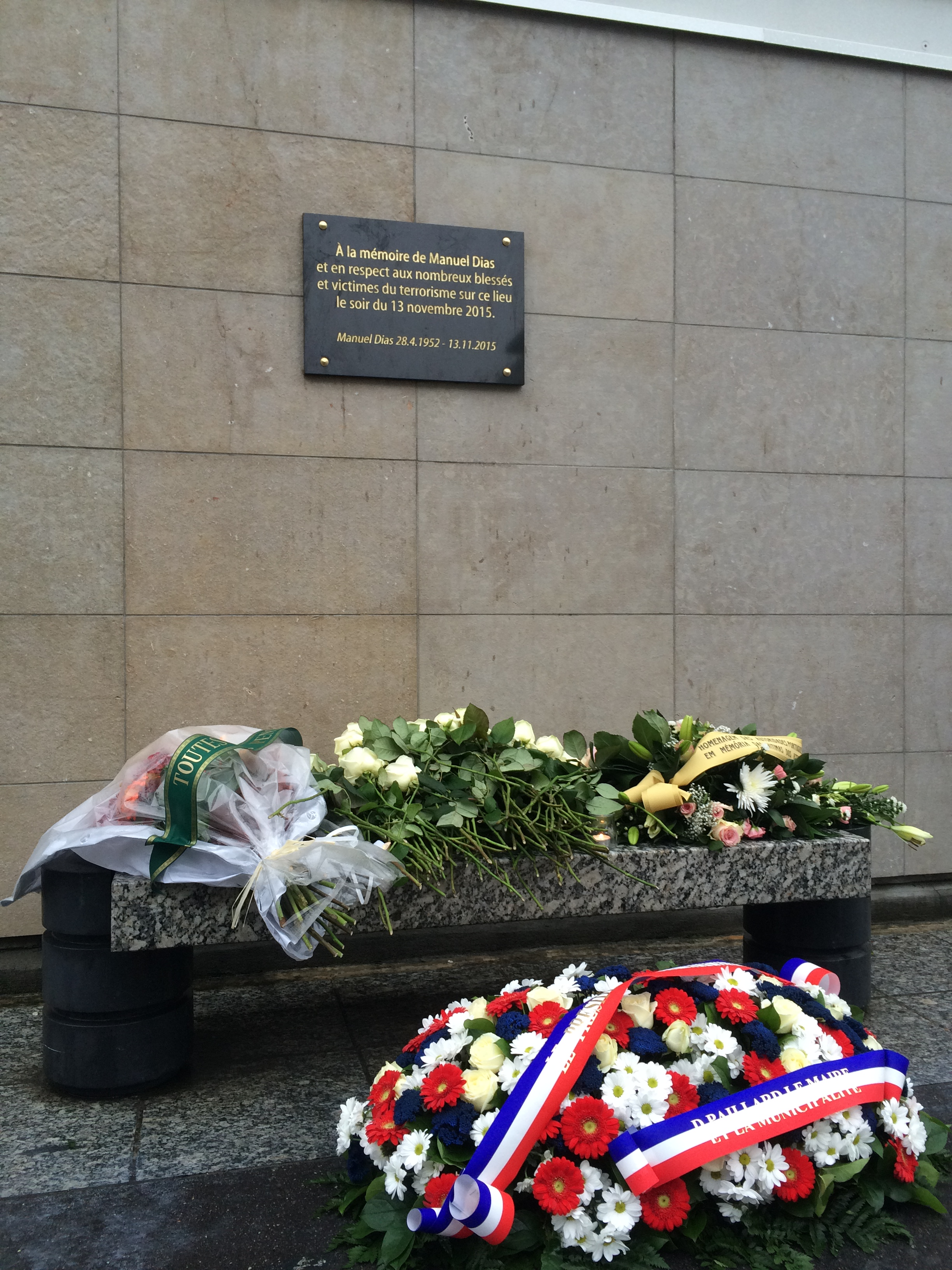
Stade de France porte D le 13 novembre 2016.

Le 12 novembre 2016, la salle du Bataclan rouvre, près d'un an après les attentats, avec un concert au profit des associations de victimes par le chanteur britannique Sting et ses musiciens, accompagnés du trompettiste français Ibrahim Maalouf, ponctué de nombreux hommages.
Le 13 novembre 2016, six plaques commémoratives sont dévoilées sur le lieu de chacune des attaques. Sur celle du Stade de France, on peut lire « À la mémoire de Manuel Dias et en respect aux nombreux blessés et victimes du terrorisme sur ce lieu le soir du 13 novembre 2015. Manuel Dias 28.4.1952-13.11.2015 ». Le fils de Manuel Dias prononce un discours remarqué. Chaque plaque à Paris arbore le texte suivant : « En mémoire des victimes blessées et assassinées des attentats du 13 novembre 2015. Aux vies fauchées en ces lieux. » suivies des noms des victimes, par ordre alphabétique. La première cérémonie commence à 9 h au Stade de France, puis les hommages se poursuivent à Paris, devant les cafés et restaurants attaqués et au Bataclan.
L'association « Life for Paris » organise un lâcher de ballons à 12 h 30, devant la mairie du 11e arrondissement de Paris, cérémonie qui s’achève par l'hommage musical d’une pianiste, qui est intervenue dans la nuit du 13 novembre 2015 en tant que personnel soignant, et un chœur de gospel qui offrira un chant d’espoir. L'association « 13onze15-Fraternité-Vérité » organise quant à elle un rassemblement de 400 personnes, des rescapés et des familles de victimes, dans Paris à la mi-journée. Elle appelle à placer une bougie à la fenêtre à la tombée de la nuit. Le cardinal André Vingt-Trois, archevêque de Paris, préside à 18 h 30 une messe d’hommage en la cathédrale Notre-Dame de Paris. Des milliers de lanternes flottantes bleues, blanches ou rouges sont lâchées sur le canal Saint-Martin, alors que plusieurs centaines de personnes se regroupent, allument des bougies ou déposent des fleurs place de la République ou sur les lieux des attentats.
Le 13 novembre 2017, le nouveau président de la République Emmanuel Macron, accompagné de l'ancien président François Hollande se recueille sur les lieux des attentats,. Un an plus tard, le 13 novembre 2018, c'est le Premier ministre Édouard Philippe qui se rend sur les lieux des fusillades.
En 2025 est inauguré à Paris le jardin du 13 Novembre 2015.

## Dans la culture
- Paris est tout petit de Maïté Bernard, Editions Syros, 2018
- 13 Novembre : Fluctuat Nec Mergitur, documentaire sorti en 2018 sur Netflix.
- Novembre, de Cédric Jimenez film sorti en 2022 qui relate les cinq jours qui ont suivi les attentas du 13 novembre pour arriver à l'opération policière du 18 novembre 2015 à Saint-Denis.
- Revoir Paris, d'Alice Winocour, film sorti en 2022 et qui s'inspire des évènements du 13 novembre pour parler des traumatismes des victimes d'un attentat.
- L’éveil - Banlieue est, roman sorti en 2021 qui suit des jeunes de banlieue parisienne lors des attentats du 13 novembre[590].
- V13 d’Emmanuel Carrère, récit autobiographique sorti en 2022, suivant le procès des attentats au Stade de France et au Bataclan, dont V13 est le nom de code.
- Terrasses ou Notre Long baiser si longtemps retardé, de Laurent Gaudé, publié en avril 2024 chez Acte Sud.
- Une amie dévouée, téléfilm en quatre parties diffusé sur Max.
- Les Espions de la terreur mini-série de Rodolphe Tissot diffusée sur M6 en 2024.

### Bibliographie

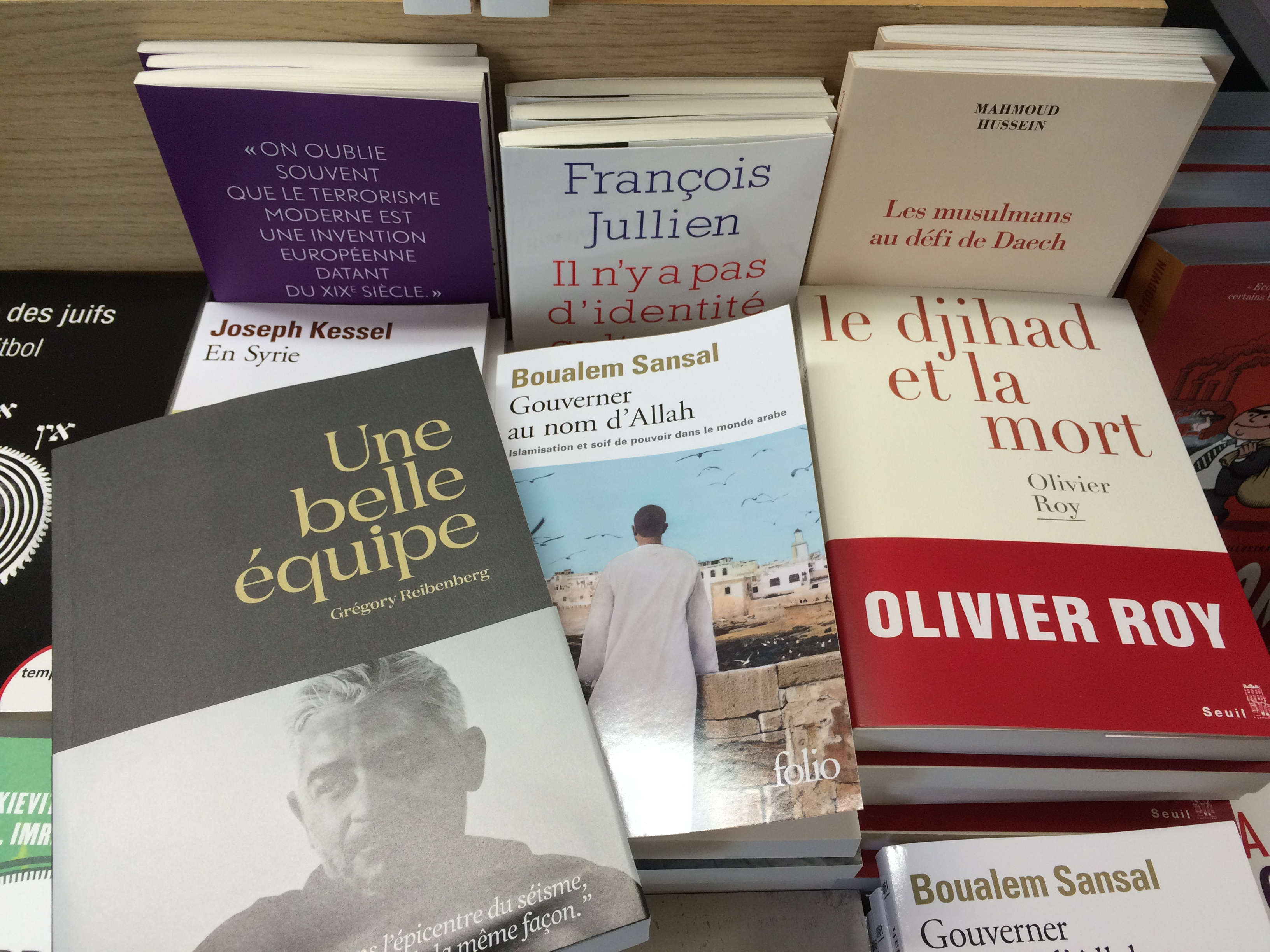
Étal de livres sur le terrorisme en novembre 2016.